# Landshut

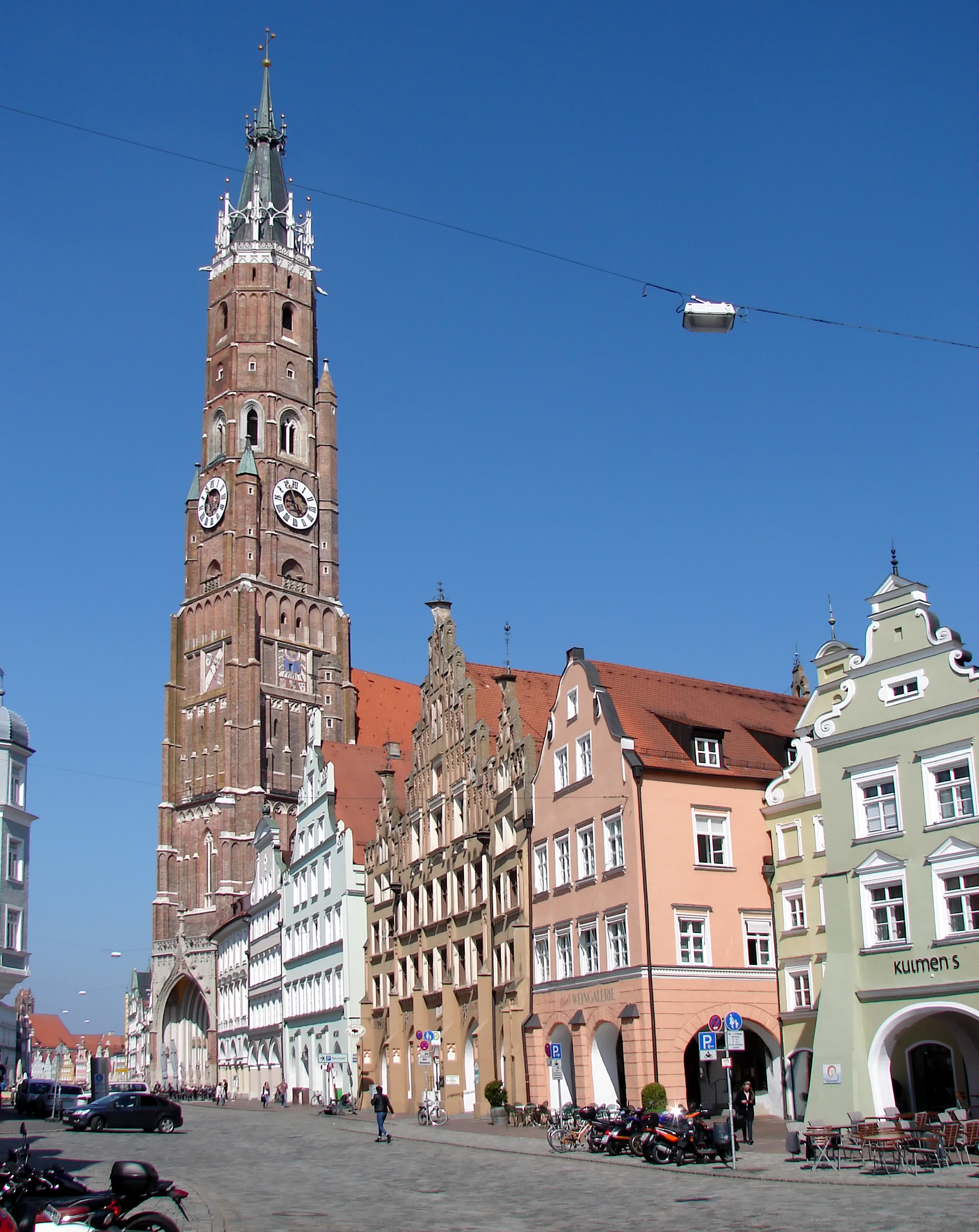
Straßenzug in Landshut mit der Martinskirche, dem Wahrzeichen der Stadt

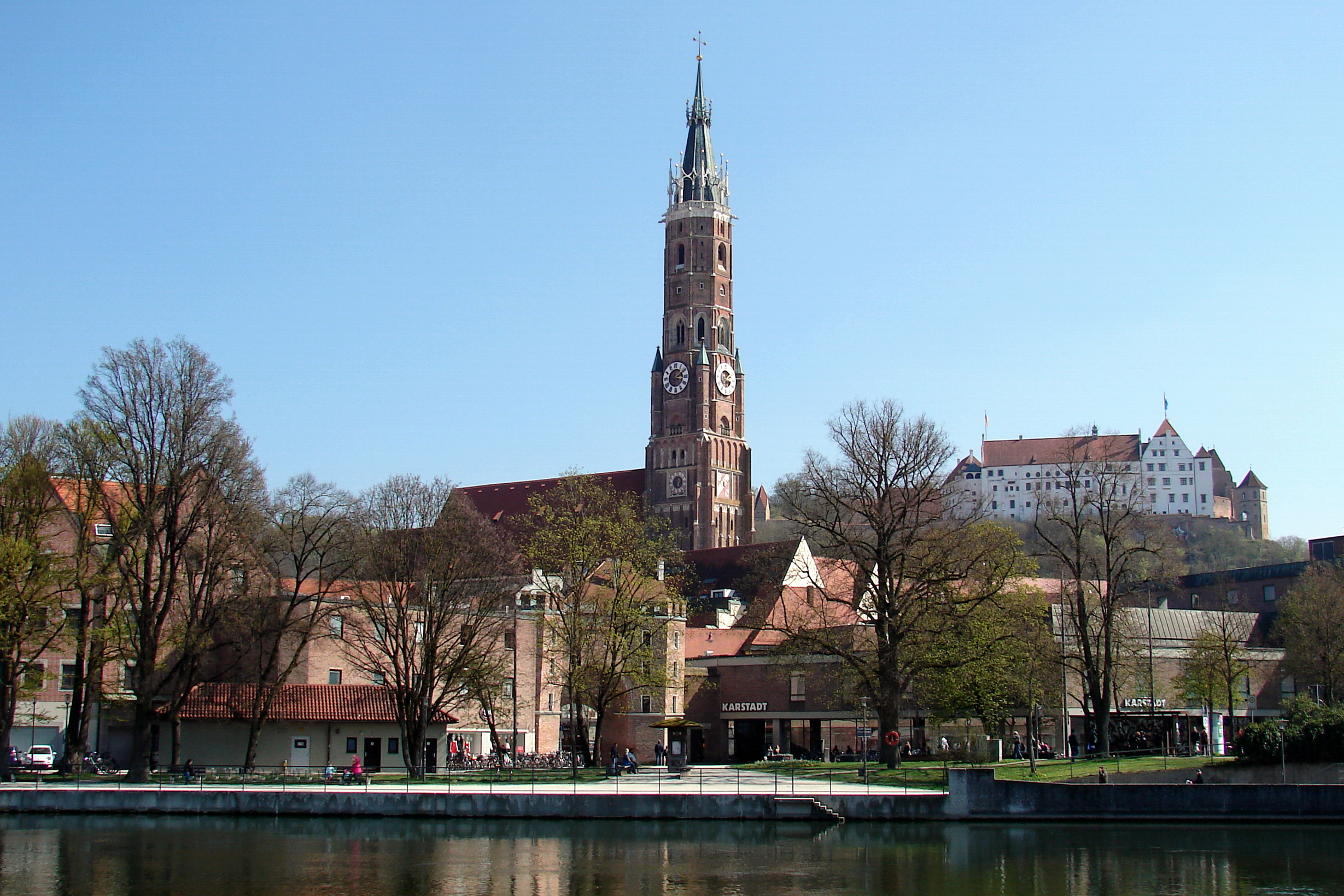
Stadtansicht mit Isar, Martinskirche und Burg Trausnitz

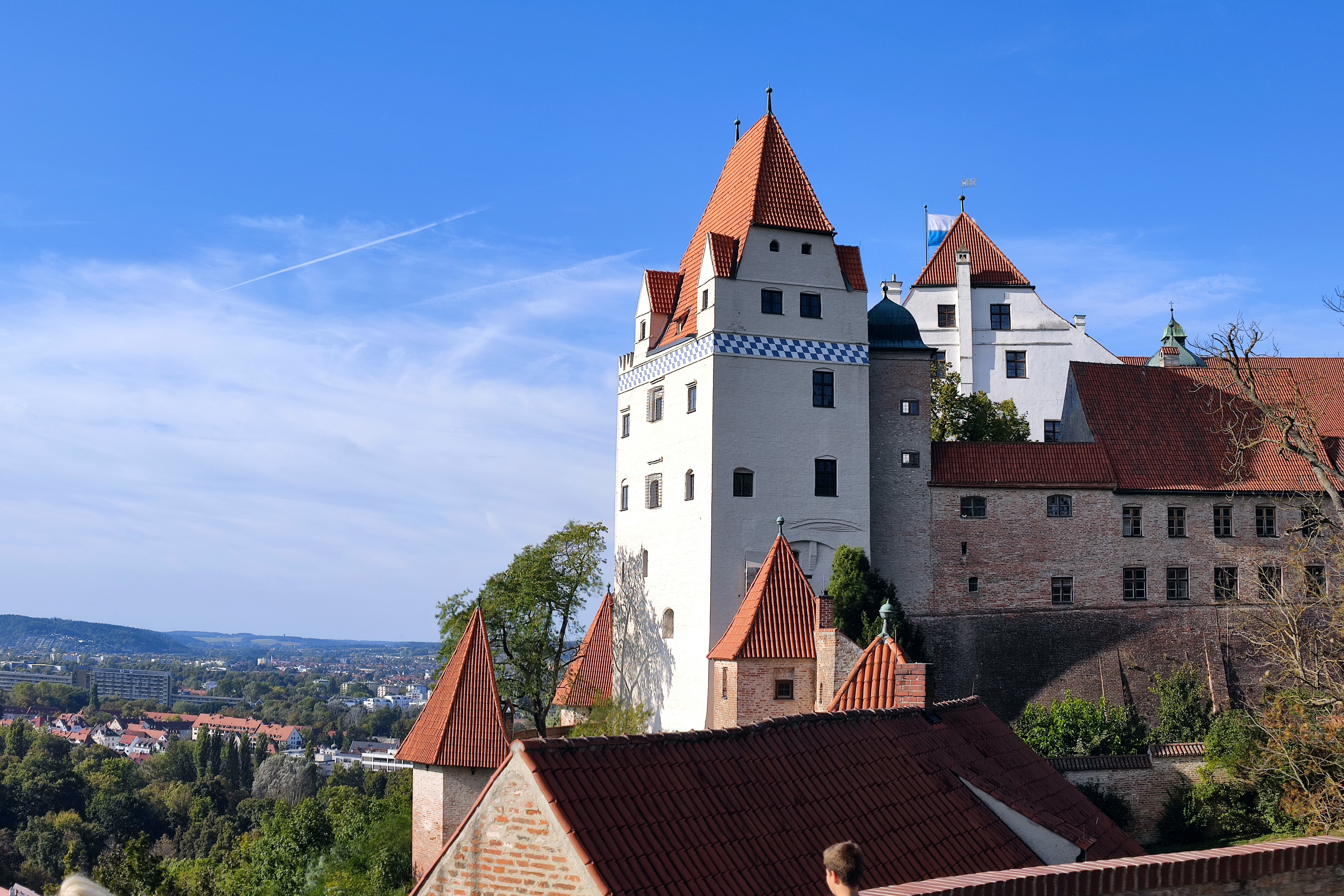
Burg Trausnitz

Landshut (ⓘ) ist eine kreisfreie Stadt in Deutschland im südöstlichen Bayern. Sie ist Sitz der Regierung von Niederbayern und des gleichnamigen Bezirks Niederbayern sowie Verwaltungssitz des Landkreises Landshut. Mit 71.863 Einwohnern (Stand: 31. Dezember 2024) ist Landshut vor Passau die größte Stadt Niederbayerns sowie nach Regensburg die zweitgrößte Stadt Ostbayerns. Im bayernweiten Vergleich der Einwohnerzahlen liegt sie auf Rang 12 nach Bayreuth (Stand: 31. Dezember 2024). Das Oberzentrum an der Isar ist nordöstlicher Schwerpunkt der Metropolregion München.
Bereits um 1150 wird der Ort „Landeshuata“ („Landeshut“ für „Hut und Schutz des Landes“) urkundlich erwähnt, im Jahr 1204 werden die Stadt und die Burg Trausnitz offiziell vom bayerischen Herzog Ludwig I. begründet. Im späten Mittelalter war die Stadt neben München, Straubing und Ingolstadt eine der Hauptstädte der bayerischen Teilherzogtümer, was sich in der Architektur bis heute widerspiegelt. Als Hauptstadt des Teilherzogtums Bayern-Landshut erlebte die Stadt ihre Blütezeit im 14. und 15. Jahrhundert. Die prachtvolle Landshuter Hochzeit ist eine historisierende Veranstaltung der Stadt, bei der seit 1903 die 1475 vollzogene Heirat des bayerischen Herzogs Georg des Reichen mit der polnischen Königstochter Hedwig nachgespielt wird.
Landshuts wertvolles Stadtbild der Gotik und Renaissance mit vielen Baudenkmälern und vorindustriellen Bauensembles ist im mitteleuropäischen Maßstab von großer kulturhistorischer Bedeutung. Die Landshuter Altstadt gilt als einer der baukulturell bedeutendsten und besterhaltenen historischen Stadtkerne in Deutschland und erfuhr bereits eine Nominierung für das Weltkulturerbe. Auf der Tentativliste der UNESCO war sie von 1984 bis 1993 platziert. Der gotische Turm der Martinskirche ist mit 130 Metern der dreizehnthöchste Kirchturm weltweit und der höchste, der aus Backsteinen erbaut ist. Die Stadtresidenz Landshut gehört zu den ersten Renaissancebauwerken nördlich der Alpen.
Nachdem Landshut bereits von 1800 bis 1826 die Ludwig-Maximilians-Universität beherbergte, ist Landshut seit der Gründung der Hochschule Landshut 1978 wieder Hochschulstadt. Landshut gehört zu den wirtschaftsstärksten und kaufkräftigsten Kommunen Deutschlands, am bedeutendsten für das verarbeitende Gewerbe sind das nahe BMW-Werk Landshut-Ergolding, der Weltmarktführer in der Luft- und Antriebstechnik EBM-Papst, das Glasunternehmen Schott AG und Brandt Zwieback-Schokoladen. Daneben ist der Dienstleistungssektor von Bedeutung, mit Standorten des Energieunternehmens E.ON, der Sparkasse Landshut, der Deutschen Telekom und weiterer Anbieter. Mit der Landshuter Messe ist die Stadt zudem regionaler Messestandort. Traditionsreiche Bierbrauereien der Stadt sind das Landshuter Brauhaus von 1493 und die Brauerei C. Wittmann von 1616.

## Geographie

### Lage

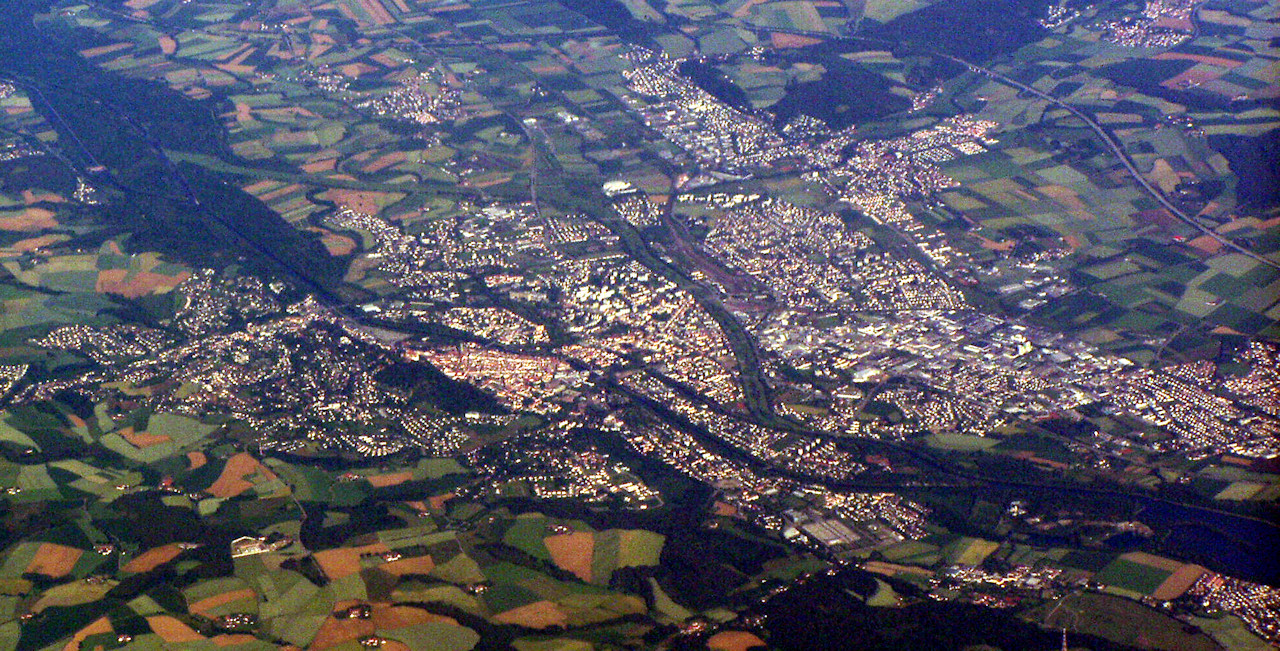
Luftbild von Landshut (2005)

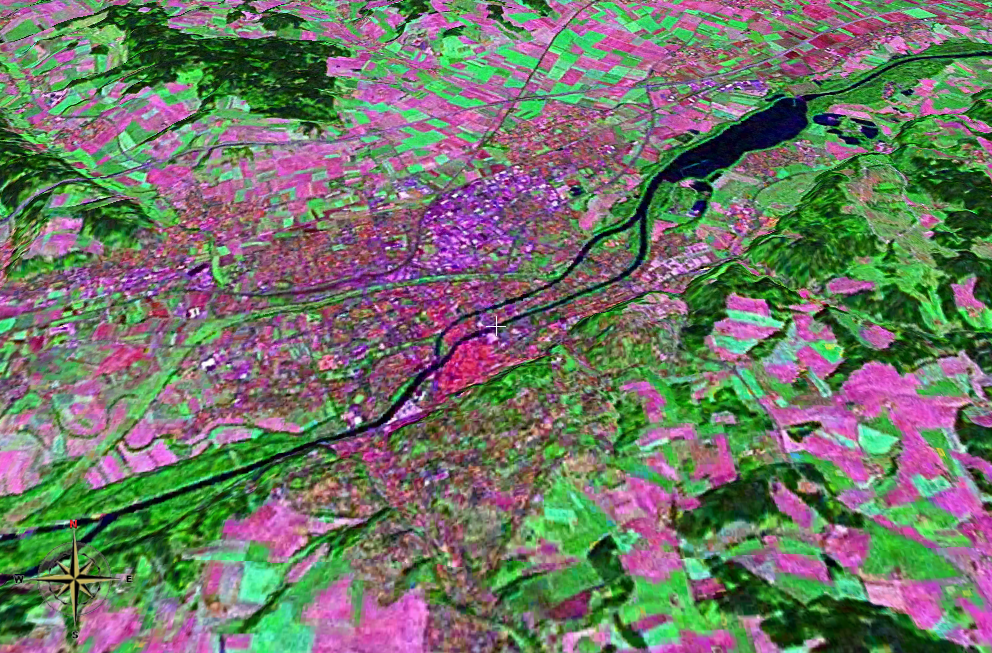
Die Stadt Landshut von Süden gesehen; Quelle: Landsat 2000

Landshut befindet sich im Zentrum des Unterbayerischen Hügellandes (allgemeiner auch „Tertiärhügelland“), das sich von der Donau im Norden bis an die Grenze der Münchner Schotterebene im Süden erstreckt; die Stadt gehört also zum Alpenvorland. Das tertiäre Hügelland wird im Stadtgebiet von Landshut durch das Flussbett der Isar unterbrochen. Der Großteil des bebauten Gebietes liegt auf den flachen Terrassen-Ablagerungen des Flusses im Isartal. Die Isar teilt Landshut in drei große städtische Gebiete: einen nördlichen Teil im Isar-Donau-Hügelland, einen südlichen Teil im Isar-Inn-Hügelland sowie die Mühleninsel im Stadtzentrum. Die südlichen Bezirke der Stadt werden durch eine zum Teil steil ansteigende Hügelkette begrenzt, von der der Hofberg mit einer Höhe von 505 Metern über NN den höchsten Punkt des Stadtgebiets bildet. Südwestlich des bebauten Gebietes in Richtung Moosburg befindet sich die Vogelfreistätte Mittlere Isarstauseen, die zu den wertvollsten Wasservogelschutzgebieten Bayerns zählt. An der unteren Isar östlich des Stadtgebiets schließen sich weitere künstlich angelegte Seen an, von denen der Stausee Altheim, der Stausee Niederaichbach sowie die Badeseen Gretlmühle die bedeutendsten sind. Nördlich der Isar durchzieht die Flutmulde Landshut die Stadt, die bei Hochwasser geflutet wird und infolgedessen den eigentlichen Flusslauf in Gefahrensituationen entlastet. Die Flutmulde ist eine der beliebtesten Parkanlagen Landshuts. Darüber hinaus befinden sich auch Teile des Naturwaldes Auwälder an der mittleren Isar in oder in der Nähe der Stadt.
Die Stadt liegt etwa 70 km südlich von Regensburg und Straubing, 75 km südwestlich von Deggendorf, 120 km westlich von Passau, 60 km nordwestlich von Altötting sowie 100 km von Traunstein, 85 km nördlich von Rosenheim und 70 km nordöstlich der Landeshauptstadt München.

### Geologie
Bei Landshut finden sich umfangreiche Bentonit-Vorkommen, die auch abgebaut werden. Die Bildung des Bentonits steht im direkten Zusammenhang mit dem Ries-Ereignis.

### Stadtgebiet

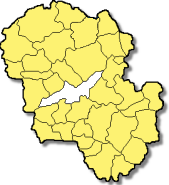
Landshut innerhalb des gleichnamigen Landkreises

Die Stadt Landshut ist eine Enklave innerhalb des gleichnamigen Landkreises. Das Stadtgebiet umfasst eine Fläche von insgesamt 65,7 Quadratkilometern, die sich im Großen und Ganzen am Verlauf der von Südwesten nach Nordosten fließenden Isar orientiert. Auf diese Weise entsteht die relativ großzügige Ost-West-Ausdehnung, die bei maximal 21,5 Kilometer liegt. In Nord-Süd-Richtung dehnt sich die Stadtfläche an der breitesten Stelle höchstens 7,2 Kilometer.
Während sich die bebaute Fläche von etwa 20,3 % im Zentrum des Gebiets befindet, wird die Stadt im Osten und Westen von Wasser- und Waldflächen geprägt, die zusammen weitere ungefähr 20 % der Landnutzung darstellen. Die ausgeprägteste Form der Landnutzung ist die Landwirtschaft. Über 45 % der Gesamtfläche der kreisfreien Stadt wird für landwirtschaftliche Zwecke genutzt. Ungefähr 8,1 % der Gesamtfläche entfällt auf unterschiedlichste Verkehrsflächen. Als Erholungsfläche dient nur etwa ein Prozent des Gebiets.

### Stadtgliederung

#### Stadtteile
Landshut hat elf Stadtteile. Ist ein Stadtteil nicht im Stadtrat vertreten, dann dürfen die Bürger in ihrer Gegend, wie es in der Münchnerau geschehen ist, eine Ortsversammlung einberufen und einen Ortssprecher wählen; die Stadtteile werden nicht einzeln verwaltet.
Die elf Stadtteile mit Angaben zu Fläche und Bevölkerung
| Nr. | Stadtteil       | Fläche in ha | Bevölkerung 1 | Einwohner pro km² | Bemerkungen                        |
| --- | --------------- | ------------ | ------------- | ----------------- | ---------------------------------- |
| 01  | Altstadt        | 100          | 4672          | 4670              | historischer Stadtkern             |
| 02  | Nikola          | 139          | 11284         | 8120              | zwischen Altstadt und Hauptbahnhof |
| 03  | West            | 533          | 11144         | 2090              | nördlich der Isar                  |
| 04  | Wolfgang        | 340          | 10674         | 3140              | nördlich des Hauptbahnhofs         |
| 05  | Industriegebiet | 311          | 3911          | 1260              |                                    |
| 06  | Peter und Paul  | 308          | 9074          | 2950              |                                    |
| 07  | Schönbrunn      | 898          | 4414          | 490               | Eingemeindung am 1. Juli 1972      |
| 08  | Frauenberg      | 1582         | 3082          | 190               | Eingemeindung am 1. Juli 1974      |
| 09  | Berg            | 530          | 4888          | 920               | Eingemeindung am 1. April 1928     |
| 10  | Achdorf         | 459          | 7294          | 1590              | Eingemeindung am 1. April 1928     |
| 11  | Münchnerau      | 1381         | 1954          | 140               | Eingemeindung am 1. Januar 1972    |
|     | Landshut        | 6581         | 72391         | 1100              |                                    |

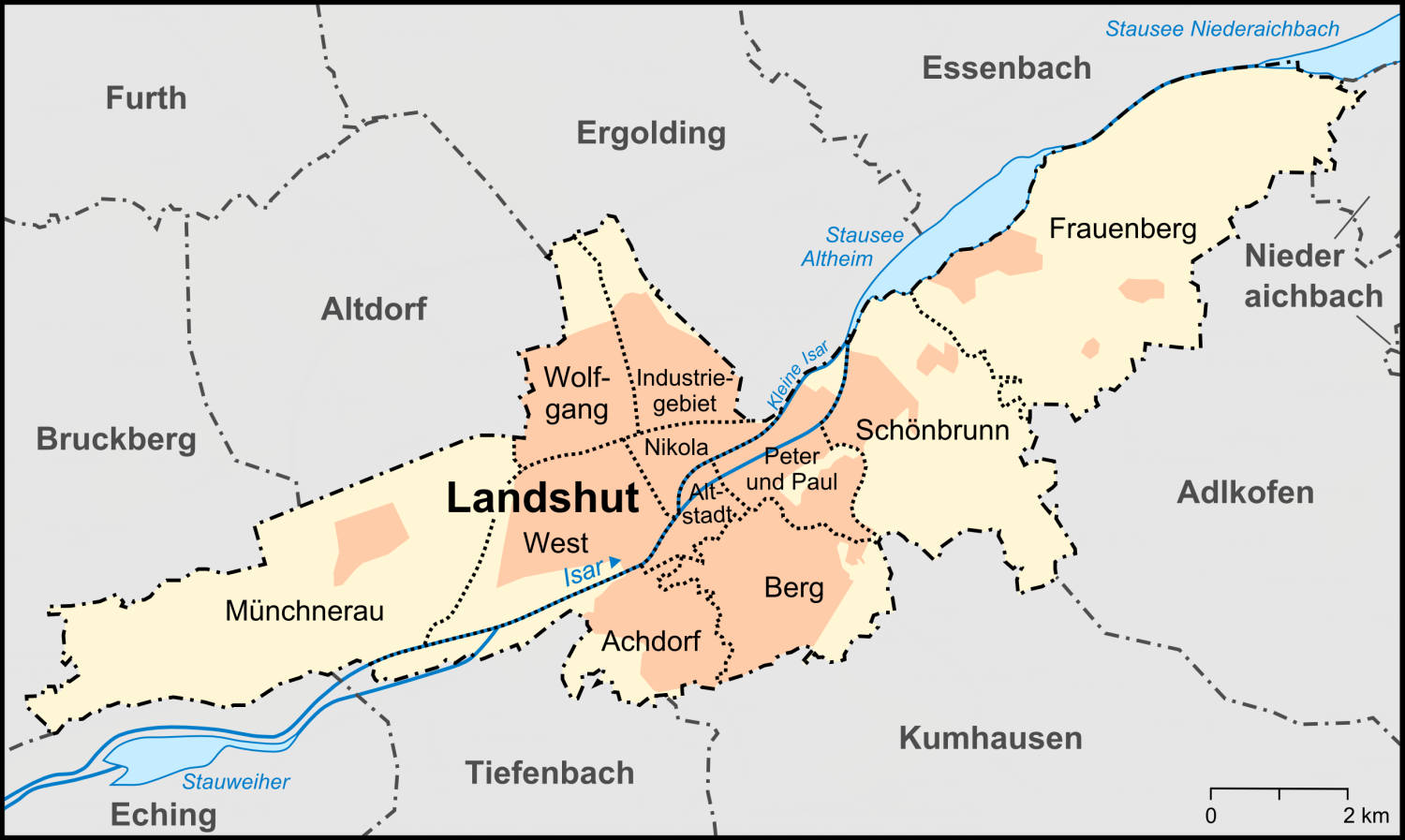
Stadtteile der Stadt Landshut auf der Stadtkarte

Inoffizielle Stadtteile sind Auloh (Stadtteil Frauenberg), Mitterwöhr auf der gleichnamigen Isarinsel (Stadtteil Peter und Paul), Schweinbach (Stadtteil Schönbrunn) und Zwischen den Brücken auf der Mühleninsel (Stadtteil Altstadt).

#### Gemeindeteile
Unabhängig von obiger Auflistung bestehen neben den Stadtteilen über die gesamte kreisfreie Stadt verteilt 54 amtlich benannte Gemeindeteile, zu denen sowohl Teile der eigentlichen Stadt (verteilt auf die Stadtteile 00 bis 05), einzelne Dörfer als auch Weiler und Einöden gezählt werden. Bis 1962 waren es 57 Gemeindeteile in den heute zu Landshut gehörigen Gebieten.
| Nr. | Gemeindeteil     | Typ         | Bevölkerung 1987 | frühere Gemeinde           | Stadtteil           | Bemerkungen |
| --- | ---------------- | ----------- | ---------------- | -------------------------- | ------------------- | ----------- |
| 001 | Landshut         | Hauptort    | 41183            | Landshut                   | 00 bis 05           |             |
| 002 | Achdorf          | Stadtteil   | 5866             | Achdorf                    | 09 Achdorf          |             |
| 003 | Aign             | Einöde      | 5                | Achdorf                    | 09 Achdorf          |             |
| 004 | Attenkofen       | Einöde      | 7                | Schönbrunn                 | 06 Schönbrunn       |             |
| 005 | Aubach           | Einöde      | 0                | Frauenberg                 | 07 Frauenberg       |             |
| 006 | Auloh            | Dorf        | 1355             | Frauenberg                 | 07 Frauenberg       |             |
| 007 | Aumühle          | Weiler      |                  | Wolfsbach                  | 07 Frauenberg       | zu 054      |
| 008 | Bartreith        | Einöde      | 5                | Hohenegglkofen             | 08 Berg ob Landshut |             |
| 009 | Berg ob Landshut | Stadtteil   | 4047             | Berg ob Landshut           | 08 Berg ob Landshut |             |
| 010 | Berggrub         | Einöde      | 9                | Hohenegglkofen             | 08 Berg ob Landshut |             |
| 011 | Buchenthal       | Dorf        | 33               | Münchnerau                 | 10 Münchnerau       |             |
| 012 | Dirnau           | Weiler      | 34               | Wolfsbach                  | 07 Frauenberg       |             |
| 013 | Duniwang         | Weiler      | 39               | Frauenberg                 | 07 Frauenberg       |             |
| 014 | Echingerhof      | Einöde      | 10               | Münchnerau                 | 10 Münchnerau       |             |
| 015 | Ehrnstorf        | Weiler      | 13               | Hohenegglkofen (Niederkam) | 08 Berg ob Landshut |             |
| 016 | Eisgrub          | Einöde      | 2                | Wolfsbach                  | 07 Frauenberg       |             |
| 017 | Ellermühle       | Weiler      | 22               | Münchnerau                 | 10 Münchnerau       |             |
| 018 | Englberg         | Dorf        |                  | Hohenegglkofen (Niederkam) | 08 Berg ob Landshut | zu 009      |
| 019 | Entenau          | Weiler      | 31               | Wolfsbach                  | 07 Frauenberg       |             |
| 020 | Feichtmaier      | Weiler      | 19               | Münchnerau                 | 10 Münchnerau       |             |
| 021 | Frauenberg       | Kirchdorf   | 83               | Frauenberg                 | 07 Frauenberg       |             |
| 022 | Gretlmühle       | Dorf        | 48               | Frauenberg                 | 07 Frauenberg       |             |
| 023 | Gündlkoferau     | Dorf        | 64               | Münchnerau                 | 10 Münchnerau       |             |
| 024 | Haag             | Einöde      | 5                | Schönbrunn                 | 06 Schönbrunn       |             |
| 025 | Hagrain          | Dorf        |                  | Hohenegglkofen             | 08 Berg ob Landshut | zu 001      |
| 026 | Hascherkeller    | Siedlung    |                  | Ergolding                  | 04 Industriegebiet  | zu 001      |
| 027 | Kranzed          | Einöde      | 6                | Schönbrunn                 | 06 Schönbrunn       |             |
| 028 | Löschenbrand     | Siedlung    |                  | Altdorf                    | 03 Wolfgang         | zu 001      |
| 029 | Lurzenhof        | Dorf        |                  | Schönbrunn                 | 06 Schönbrunn       | zu 040      |
| 030 | Moniberg         | Dorf        |                  | Schönbrunn                 | 05 Peter und Paul   | zu 001      |
| 031 | Mühlhof          | Einöde      | 2                | Schönbrunn                 | 06 Schönbrunn       |             |
| 032 | Münchnerau       | Kirchdorf   | 796              | Münchnerau                 | 10 Münchnerau       |             |
| 033 | Neubau           | Weiler      | 19               | Münchnerau                 | 10 Münchnerau       |             |
| 034 | Neudeck          | Einöde      | 3                | Wolfsbach                  | 07 Frauenberg       |             |
| 035 | Peterreuth       | Weiler      | 21               | Münchnerau                 | 10 Münchnerau       |             |
| 036 | Reithof          | Weiler      | 7                | Wolfsbach                  | 07 Frauenberg       |             |
| 037 | Sallmannsberg    | Weiler      | 14               | Hohenegglkofen             | 08 Berg ob Landshut |             |
| 038 | Salzdorf         | Weiler      | 45               | Hohenegglkofen (Götzdorf)  | 08 Berg ob Landshut |             |
| 039 | Schaumburg       | Einöde      | 5                | Wolfsbach                  | 07 Frauenberg       |             |
| 040 | Schönbrunn       | Stadtteil   | 2079             | Schönbrunn                 | 06 Schönbrunn       |             |
| 041 | Schopperhof      | Einöde      |                  | Hohenegglkofen             | 08 Berg ob Landshut | zu 037      |
| 042 | Schwaig          | Einöde      | 0                | Frauenberg                 | 07 Frauenberg       | unbewohnt   |
| 043 | Schweinbach      | Kirchdorf   | 265              | Schönbrunn                 | 06 Schönbrunn       |             |
| 044 | Seethal          | Einöde      | 7                | Schönbrunn                 | 06 Schönbrunn       |             |
| 045 | Siebensee        | Dorf        | 101              | Münchnerau                 | 10 Münchnerau       |             |
| 046 | Stallwang        | Dorf        | 51               | Frauenberg                 | 07 Frauenberg       |             |
| 047 | Sterneck         | Einöde      | 3                | Wolfsbach                  | 07 Frauenberg       |             |
| 048 | Straßburg        | Einöde      | 5                | Frauenberg                 | 07 Frauenberg       |             |
| 049 | Unterschönbach   | Einöde      | 11               | Schönbrunn                 | 06 Schönbrunn       |             |
| 050 | Voglheerd        | Einöde      |                  | Schönbrunn                 | 06 Schönbrunn       | zu 001      |
| 051 | Waas             | Einöde      | 2                | Münchnerau                 | 10 Münchnerau       |             |
| 052 | Wampelmühle      | Weiler      | 20               | Münchnerau                 | 10 Münchnerau       |             |
| 053 | Wolfstein        | Einöde      | 5                | Wolfsbach                  | 07 Frauenberg       |             |
| 054 | Wolfsteinerau    | Dorf        | 99               | Wolfsbach                  | 07 Frauenberg       |             |
| …   | Klausenberg 1)   | Weiler      |                  | Achdorf                    | 09 Achdorf          | zu 002      |
| …   | Metzenthal 1)    | Weiler      |                  | Achdorf                    | 09 Achdorf          | zu 002      |
| …   | Trausnitz 1)     | Bergschloss |                  | Berg ob Landshut           | 08 Berg ob Landshut | zu 009      |

1) Name für amtlich benannten Gemeindeteil wurde 1962 aufgehoben.

#### Gemarkungen
An der ehemaligen Gemeindezugehörigkeit orientiert sich die Gliederung des Stadtgebietes in 13 Gemarkungen:
| Nr.  | GT | Gemarkung        | Fläche ha | Eingemein- dung | Gemarkungsteile in Nachbargemeinden | Bemerkungen                                                         |
| ---- | -- | ---------------- | --------- | --------------- | ----------------------------------- | ------------------------------------------------------------------- |
| 6618 | 0  | Achdorf          | 336       | 01.04.1928      |                                     |                                                                     |
| 6615 | 1  | Altdorf          | 177       | 01.07.1974      | Altdorf (0)                         | Siedlung Löschenbrand                                               |
| 6619 | 0  | Berg ob Landshut | 226       | 01.04.1928      |                                     |                                                                     |
| 6588 | 1  | Ergolding        | 141       | 01.07.1974      | Ergolding (0)                       | Weiler Hascherkeller                                                |
| 6621 | 0  | Frauenberg       | 848       | 01.07.1974      | Adlkofen (1)                        |                                                                     |
| 6646 | 1  | Götzdorf         | 84        | 01.01.1972      | Kumhausen (0)                       | Weiler Salzdorf                                                     |
| 6647 | 1  | Hohenegglkofen   | 137       | 01.01.1972      | Kumhausen (0)                       |                                                                     |
| 6617 | 0  | Landshut         | 1386      | ----------      |                                     |                                                                     |
| 6616 | 0  | Münchnerau       | 1551      | 01.01.1972      |                                     | 1. Juli 1972 Gemeindefreies Gebiet Liebenau                         |
| 6645 | 1  | Niederkam        | 44        | 01.01.1972      | Kumhausen (0)                       | Englberg und Ehrnstorf                                              |
| 6594 | 1  | Ohu              | 63        | 01.01.1982      | Essenbach (0)                       | Gemeindefreies Gebiet Untere Au (Teileingemeindung am 1. Juli 1972) |
| 6620 | 0  | Schönbrunn       | 854       | 01.07.1972      |                                     |                                                                     |
| 6605 | 0  | Wolfsbach        | 732       | 01.07.1974      | Niederaichbach (1), Adlkofen (2)    | Teileingemeindung nach Frauenberg am 1. Juli 1971                   |
|      |    | Landshut         | 6579      |                 |                                     |                                                                     |

Die Gemarkung Landshut verteilt sich auf die Stadtteile 00 bis 05.
Die Gemarkungen Achdorf, Münchnerau und Schönbrunn entsprechen etwa den gleichnamigen Stadtteilen. Das frühere gemeindefreie Gebiet Liebenau wurde der Gemarkung Münchnerau angegliedert. Auch zu Landshut gehörige Gemarkungsteil Ohu, der dem früheren gemeindefreien Gebiet Untere Au entspricht, gehört zum Stadtteil Schönbrunn.
Die Gemarkungen bzw. zu Landshut gehörigen Gemarkungsteile Altdorf und Ergolding gehören zu den Stadtteilen Wolfgang bzw. Industriegebiet.
Die Gemarkungsteile Hohenegglkofen, Götzdorf und Niederkam und der zur Gemarkung Landshut gehörende Hofgarten bilden mit Berg ob Landshut den Stadtteil Berg.
Die Gemarkungen Frauenberg und Wolfsbach (Gemarkungsteil) bilden im Wesentlichen den Stadtteil Frauenberg.

### Nachbargemeinden
Insgesamt grenzen neun Gemeinden an das Gebiet der kreisfreien Stadt Landshut, die sich allesamt innerhalb des gleichnamigen Landkreises befinden. Im Uhrzeigersinn begonnen grenzt im Nordosten die Gemeinde Essenbach an das Stadtgebiet, gefolgt von Niederaichbach im äußersten Osten, es folgt das Gemeindegebiet von Adlkofen, gefolgt von Kumhausen und Tiefenbach im Süden. Im äußersten Südwesten des Stadtgebiets schließlich bestehen Grenzen mit Eching sowie Bruckberg. Im Norden grenzen noch die Gemeinden Altdorf und Ergolding an.

### Klima

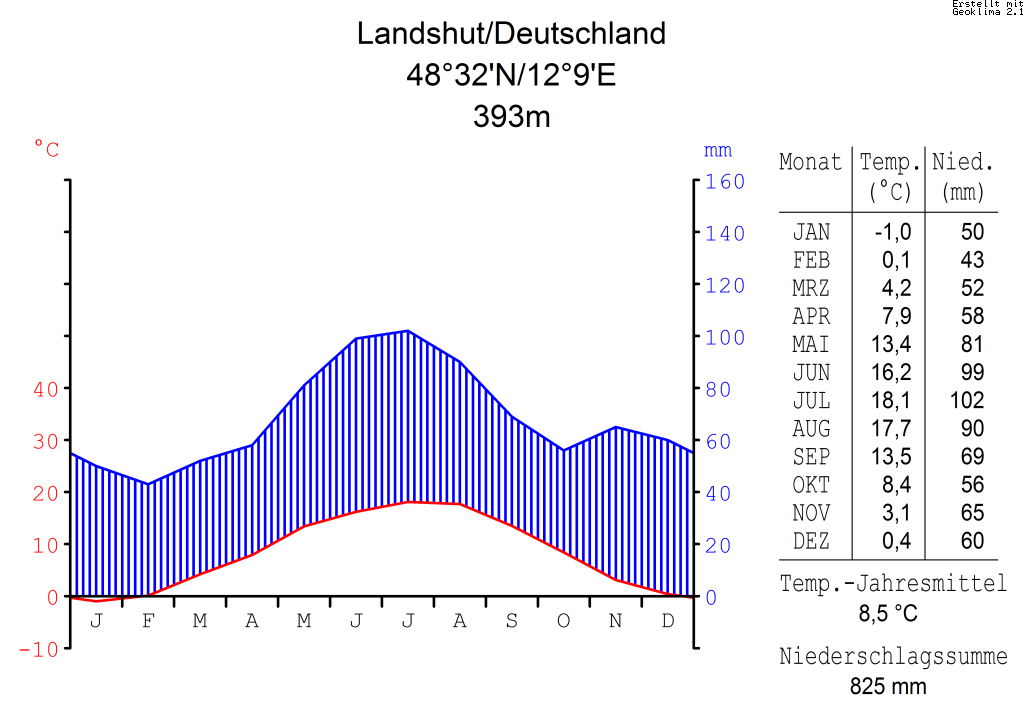
Klimadiagramm von Landshut

Die Stadt Landshut befindet sich in der gemäßigten Klimazone mit kontinentaler Prägung. Das Klima ist ganzjährig im humiden Bereich. Die Jahresdurchschnittstemperatur liegt bei 8,5 °C, wobei der Januar mit einer durchschnittlichen Temperatur von −1,0 °C den kältesten und der Juli mit einer Durchschnittstemperatur von 18,1 °C den wärmsten Monat des Jahres darstellt.
Der mittlere Jahresniederschlag zählt mit 824 mm im Vergleich zu anderen bayerischen Städten zum oberen Mittelmaß. Die Niederschläge Südbayerns nehmen grundsätzlich von Norden her in Richtung Alpen zu; so beträgt der durchschnittliche Jahresniederschlag im nördlich von Landshut gelegenen Regensburg nur 637 mm, während das nahe den Alpen gelegene Rosenheim 1075 mm Niederschlag pro Jahr verzeichnet. Der regenreichste Monat ist der Juli, in dem über 100 mm an Niederschlag fallen, während der Februar mit nur 43 mm am niederschlagsärmsten ist. Der meiste Schnee fällt in den Tagen, die um den 8. Januar gruppiert sind.
Große Überschwemmungen gab es in den Jahren 1491, 1671, 1743, 1784, 1824, 1899 und 1924. Besonders große Schäden verursachte das Hochwasser im Jahre 1940 mit einem Abfluss von 1600 m³.

## Geschichte

### Frühzeitliche Besiedlung
Seit der Jungsteinzeit vor über 7000 Jahren ließen sich Menschen aus dem Schwarzerdegebiet der unteren Donau am mittleren Isarlauf nieder. Um 5500 v. Chr. erreichten nachweislich die ersten Siedler die Gegend, in der später die Stadt Landshut entstand. Auf dem Areal des heutigen Nordfriedhofes entstand spätestens um 4700 v. Chr. eine steinzeitliche Siedlung. Archäologische Ausgrabungen aus dem Jahr 2006, bei denen vornehmlich Tonscherben und Steingeräte entdeckt wurden, lassen vermuten, dass dieses Dorf von Siedlern aus Böhmen gegründet wurde, deren Einfluss für über hundert Jahre prägend war, bevor schließlich der heimische Kulturkreis der Oberlauterbacher Gruppe angenommen wurde. Diese Ansiedlung bestand für etwa 300 Jahre.
Im Anschluss an diese Zeit gibt es für ungefähr 3500 Jahre keine Indizien für eine eventuelle Besiedlung des Großraumes. Eine Graburne aus Ton wird auf 900 v. Chr. datiert. In dieser Zeit soll im heutigen nördlichen Stadtgebiet eine der größten Siedlungen Bayerns entstanden sein. Seit 15 v. Chr. gehörte das zu dieser Zeit kaum besiedelte, dicht bewaldete niederbayerische Hügelland zum Römischen Reich. Während an der Landesgrenze, der Donau, zahlreiche Festungen und Städte wie Regensburg (lateinisch: Castra Regina) oder Passau (lateinisch: Batavia) errichtet wurden, zog diese Epoche in der Vorgeschichte Landshuts an der Gegend relativ ruhig vorüber.
Ab 500 nach Christus entstand das bajuwarische Volk aus verschiedenen Stämmen und ansässiger Bevölkerung. Die ersten, heute noch bestehenden Siedlungen der Region, wie Ergolding und Eching, wurden gegründet und das Land kultiviert. Bis in das 12. Jahrhundert lebten die meisten Familien als Selbstversorger von der Landwirtschaft. Im Hochmittelalter begannen viele Menschen, sich auf bestimmte berufliche Tätigkeiten zu spezialisieren: Handel und Handwerk entwickelten sich. Vertreter dieser neuen Berufsgruppen ließen sich vornehmlich an geographisch günstig gelegenen Orten nieder, um mehr Kundschaft zu gewinnen. Wegen seiner Lage an einer wichtigen Isarbrücke konnte sich das zukünftige Landshut zu einer bedeutenden Stadt entwickeln.

### Stadtgründung und Landesteilungen

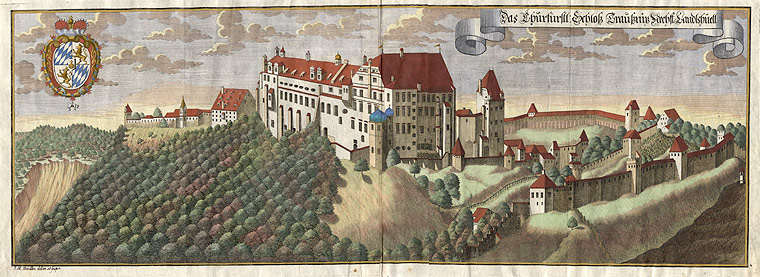
Neben der Burg Trausnitz …

Bereits vor der Stadtgründung gab es auf dem Areal der heutigen Burg Trausnitz eine Wehr- und Wachsiedlung, die etwa um das Jahr 1150 als Landeshuata urkundlich erwähnt wird, nach Ausgrabungen im Jahr 2002 wahrscheinlich jedoch schon seit dem 10. Jahrhundert existierte.
Das Aufkeimen des Handels in Bayern fiel unter die Regierungszeit des zweiten bayerischen Herzogs aus dem Hause der Wittelsbacher: Zwischen Herzog Ludwig dem Kelheimer, Sohn von Otto I., der von Friedrich Barbarossa mit dem Herzogtum Bayern belehnt wurde, und dem Bischof von Regensburg entbrannten Machtstreitigkeiten. Infolgedessen ließ der Herzog die nordöstlich des heutigen Landshut gelegene bischöfliche Burg „Straßburg“ zerstören, die vermutlich zur Bewachung einer wichtigen Brücke erbaut war.
Kurz danach entschied sich der Herzog im Jahr 1204 dazu, wenige Kilometer isaraufwärts eine Stadt zu gründen und den Fluss zu überbrücken. Die seitdem als Landshut bezeichnete Siedlung stellte damit die erste größere Stadtgründung Ludwig des Kelheimers in Niederbayern dar. Das genaue Jahr der Gründung der Stadt und der Burg Trausnitz ist nur aufgrund der Annalen des Abtes Hermann von Niederaltaich bekannt, in denen es heißt: “Lvdwicus dux Bawariae castrum et oppidum in Lantshvt construere cepit” (deutsch: „Ludwig, der Herzog Bayerns, begann, Burg und Stadt in Landshut zu bauen“).

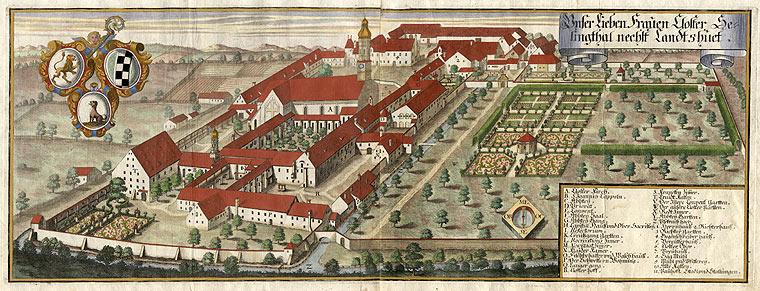
… gehört das Kloster Seligenthal zu den ältesten Gebäuden der Stadt

Der Ort war wie geschaffen für einen Handelsposten: Zum einen stellte der Hofberg einen guten Ausgangspunkt für die Errichtung einer Burg dar, zum anderen war es hier besonders einfach, die Isar zu überqueren, da über die Mühleninsel nur zwei kleinere Brücken anstatt einer großen gebaut werden mussten. Die Lage am Fluss im Allgemeinen, auf dem zu dieser Zeit noch Schifffahrt betrieben wurde und die vertragliche Festlegung, dass alle Handelswege von München und der Alpenregion in Richtung Regensburg und Bayerischem Wald in Landshut gebündelt werden sollten, taten ihr Übriges und ließen die junge Stadt schnell wachsen. Bereits zur Stadtgründung 1204 werden Juden als Geldgeber erwähnt, es geht aus dieser Quelle aber nicht hervor, ob sie zu diesem Zeitpunkt in Landshut lebten.
In den ersten fünfzig Jahren ihres Bestehens bestand Landshut insgesamt aus drei Teilen: der Altstadt, lange Zeit einer der breitesten und ausladendsten Straßenzüge Bayerns, in der sich viele reiche Handwerker niederließen, der Burg hoch über der Ansiedlung sowie ab 1232 aus dem Kloster Seligenthal, das von Ludmilla, Witwe Ludwigs des Kelheimers, nach dessen Tod gestiftet worden war. Viele bayerische Herzöge liegen in Seligenthal begraben. Die jüdische Bevölkerung ist ab 1256 nachgewiesen, da sie in einer Polizei- und Gewerbeordnung genannt werden, in der der Fleischverkauf für Juden geregelt wurde.
Bis 1253 fungierte Landshut als Hauptsitz der Wittelsbacher, war also de facto die Hauptstadt Bayerns. Der herzogliche Vorort hatte sich in der vorangegangenen Zeit verschoben, zunächst von Regensburg nach Kelheim und dann nach Landshut. Schon 1255 aber wurde das Land unter den beiden Söhnen Herzog Ottos II. in Oberbayern mit der Hauptstadt München und Niederbayern mit der Hauptstadt Landshut geteilt. Der niederbayerische Herzog Otto III. regierte zeitweise auch Ungarn.
Knapp hundert Jahre später, im Jahr 1340, vereinigte Ludwig der Bayer die beiden Landesteile wieder – diesmal mit Hauptsitz in München. Doch nur neun Jahre später wird das bayerische Staatsgebiet wiederum aufgeteilt: Diesmal entstehen unter den Söhnen Ludwigs des Bayern die drei Gebiete Straubing-Holland, Oberbayern und Niederbayern-Landshut. Letzteres Gebiet wurde von Stephan II. regiert, der nach dem Tod des oberbayerischen Herrschers 1363 zwei der drei Teile des Landes einte.
In diesen historisch verworrenen Zeiten gedieh Landshut prächtig, so dass die Stadtmauern mehrmals erweitert werden mussten: Eine erste Erweiterung erfolgte bereits etwa fünfzig Jahre nach Stadtgründung, als der schon bestehende Straßenzug um die „Untere Altstadt“ ergänzt wurde. Gegen Ende des 13. Jahrhunderts entstand das gesamte Areal der heutigen Neustadt die parallel zur Altstadt erbaut wurde. Gut zwanzig Jahre später wurde auch das Gebiet um den heutigen „Dreifaltigkeitsplatz“ bebaut. Seit 1340 wurden die Stadtmauern auch um den neuen Stadtteil „Freyung“ gezogen. Wie der Name bereits vermuten lässt, war die Niederlassung in diesem Ortsteil mit großen Steuervorteilen verbunden; die Bürger waren zehn Jahre lang von allen Steuerzahlungen befreit. Außerdem wurde die Stadtgrenze bis hin zur Isar verschoben und weitere Stadttore errichtet.
Seit einem Stadtbrand im Jahr 1342, bei dem über hundert Gebäude vernichtet werden, bestehen neu errichtete Häuser in Landshut grundsätzlich aus Stein. Infolge des großen Brandes wurde auch der Bau einer neuen Kirche notwendig. Ein Neubau wurde jedoch nicht vor 1380 begonnen.

### Landshuts Blütezeit

Herzog Georg der Reiche

Mit dem Tod Stephans II. erfolgte unter seinen drei Söhnen eine erneute Teilung des Landes, die als Bayerische Landesteilung von 1392 in die Geschichte einging. Daraus gingen die drei Herzogtümer Bayern-München, Bayern-Ingolstadt und Bayern-Landshut hervor.
Erster Herzog des wirtschaftlich erfolgreichsten Landesteils, Bayern-Landshut, war Friedrich der Weise, der von 1375 bis 1393 regierte und die Zeit der reichen Landshuter Herzöge einläutete. In seiner Regierungszeit wurde mit dem Bau eines der glanzvollsten Gebäude des damaligen Bayern begonnen: Nach einer Bauzeit von 120 Jahren war die Martinskirche erst um 1500 vollendet. Wenige hundert Meter nordöstlich leistete sich die Stadt etwa zur gleichen Zeit die Heilig-Geist-Kirche.
Die Nachfolger Friedrichs, die allesamt den Beinamen „der Reiche“ trugen, waren maßgeblich am Aufstieg Landshuts beteiligt. Der erste der reichen Herzöge, Heinrich XVI., regierte mit eiserner Hand, als er den Landshuter Stadtrat auf der Burg Trausnitz gefangen nahm, und füllte die Staatskassen, indem er die 49 reichsten Stadtbewohner enteignete. Auch aus politischer Sicht war er höchst erfolgreich, denn er konnte den Landshuter Machtbereich wesentlich ausdehnen, kämpfte mit Erfolg gegen seinen Vetter, Ludwig VII. von Bayern-Ingolstadt, erhielt 1429 Teile des „Straubinger Ländchens“ sowie 1447 fast ganz Bayern-Ingolstadt, als diese Linie ausstarb. In den folgenden Jahren entwickelte sich Landshut, ohnehin ein politisches Zentrum, auch zu einem wirtschaftlichen und kulturellen Zentrum Bayerns und wurde reicher als Bayern-München, was nicht zuletzt dem Handel mit dem „Weißen Gold“, dem Salz, zugeschrieben wird, der in Städten innerhalb des Herzogtums, wie Bad Reichenhall, Kitzbühel, Rattenberg oder Kufstein betrieben wurde.
Heinrichs Nachfolger, Ludwig der Reiche, der ab 1450 das Herzogtum regierte, begann mit der systematischen Benachteiligung der Juden Landshuts, die, falls sie sich nicht taufen ließen und 30.000 Gulden bezahlten, vertrieben wurden. Im Zuge dessen wurde die Landshuter Synagoge 1452 zur Dreifaltigkeitskirche umgewidmet (Abriss 1810). Gesellschaftlicher Höhepunkt der von Turnieren und Veranstaltungen geprägten Regierungszeit war zweifelsohne die Hochzeit seines Sohnes Georg mit Hedwig von Polen (polnisch Jadwiga) aus der Dynastie der Jagiellonen im Jahr 1475, die zu den prunkvollsten Festen des Spätmittelalters gezählt wird und als Landshuter Hochzeit in die Annalen einging.
Nach dem Tod seines Vaters übernahm Georg der Reiche vier Jahre später, 1479, das Amt des Herzogs. Unter ihm wurde der mittelalterliche Stadtausbau abgeschlossen. Bis auf den Stadtteil Mühleninsel waren alle bebauten Gebiete der Stadt von einer massiven Mauer umgeben. Insgesamt war die Stadtmauer an nur acht Stellen von Toren durchbrochen. Neben dem Ländtor gab es noch das Äußere und das Innere Isartor, in der Nähe davon den Spitalerturm, an der östlichen Stadtgrenze das Kapuzinertor sowie das Hagrainertor, im Westen gewährten das Münchnertor und das Hutertor Einlass. Zahlreiche namhafte Künstler, wie Hans Leinberger oder Mair von Landshut, wirkten zu dieser Zeit in der Stadt und bereicherten das Kulturleben.

### Nebenresidenz der Wittelsbacher

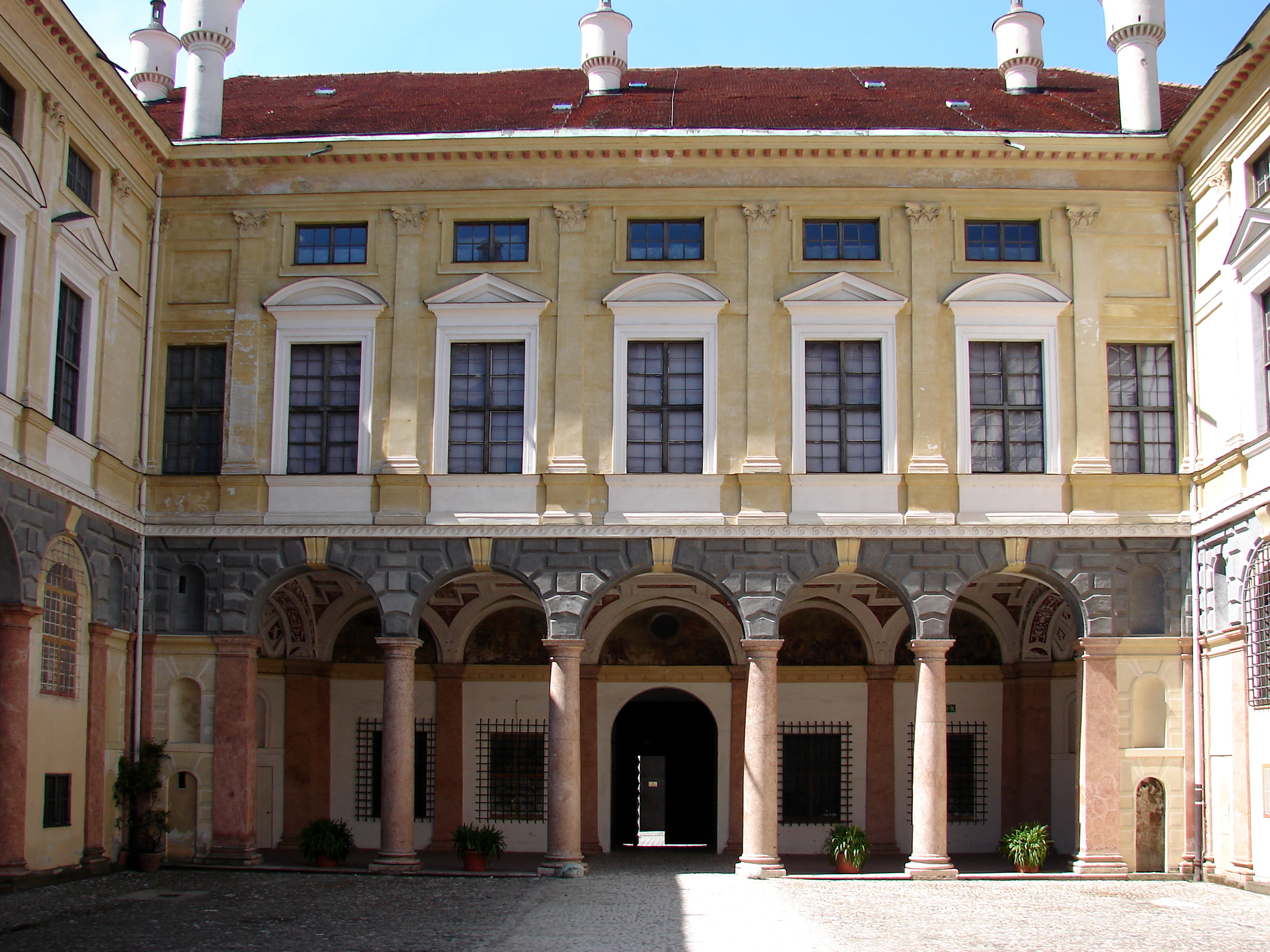
Stadtresidenz im Stil der Renaissance, unter Ludwig X. errichtet

Mit dem Tod Georgs des Reichen am 1. Dezember 1503 endete die glanzvolle Periode der gotischen Stadt. Dieser hinterließ aus der Ehe mit Hedwig keine männlichen Nachkommen. Infolgedessen sollte Bayern-Landshut nach den bestehenden Wittelsbacher Hausverträgen vollständig an Bayern-München fallen. Kurz vor seinem Tod versuchte Georg noch vergeblich, seinen Schwiegersohn und Neffen Ruprecht von der Pfalz zu seinem Nachfolger zu ernennen. Die erbberechtigte Münchner Linie unter Albrecht IV. wollte diesen Vertragsbruch nicht hinnehmen, was zum Landshuter Erbfolgekrieg führte. In der folgenden Zeit wurden zahlreiche Siedlungen um Landshut herum niedergebrannt, bevor Ruprecht und seine Ehefrau Elisabeth 1505 verstarben und die Auseinandersetzungen somit ein Ende fanden. Als Folge eines kaiserlichen Schiedsspruchs wurde Bayern-Landshut wieder mit Bayern-München vereinigt, und die Stadt verlor an politischer Bedeutung.
Allerdings entstand 1507 das Rentamt Landshut, wodurch die Stadt weiterhin eines der wichtigsten Verwaltungszentren des Herzogtums blieb. Als dann Albrechts zweitgeborener Sohn Ludwig X. 1514 Ansprüche auf das Herzogsamt seines älteren Bruders Wilhelms IV. anmeldete, befürchteten viele ein erneutes Aufflammen von Streitigkeiten. Auf Drängen des Kaisers ging Wilhelm auf eine Teilung der Regierungsgewalt ein. Ludwig wurde daraufhin die Verwaltung der Rentämter Landshut und Straubing von Landshut aus zugesprochen. Von 1537 bis 1543 ließ er mit der Stadtresidenz Landshut den ersten Renaissancepalast nördlich der Alpen erbauen. Als Ludwig 1545 kinderlos starb, verlor Landshut abermals den Status der Residenzstadt, das Rentamt blieb jedoch bestehen.

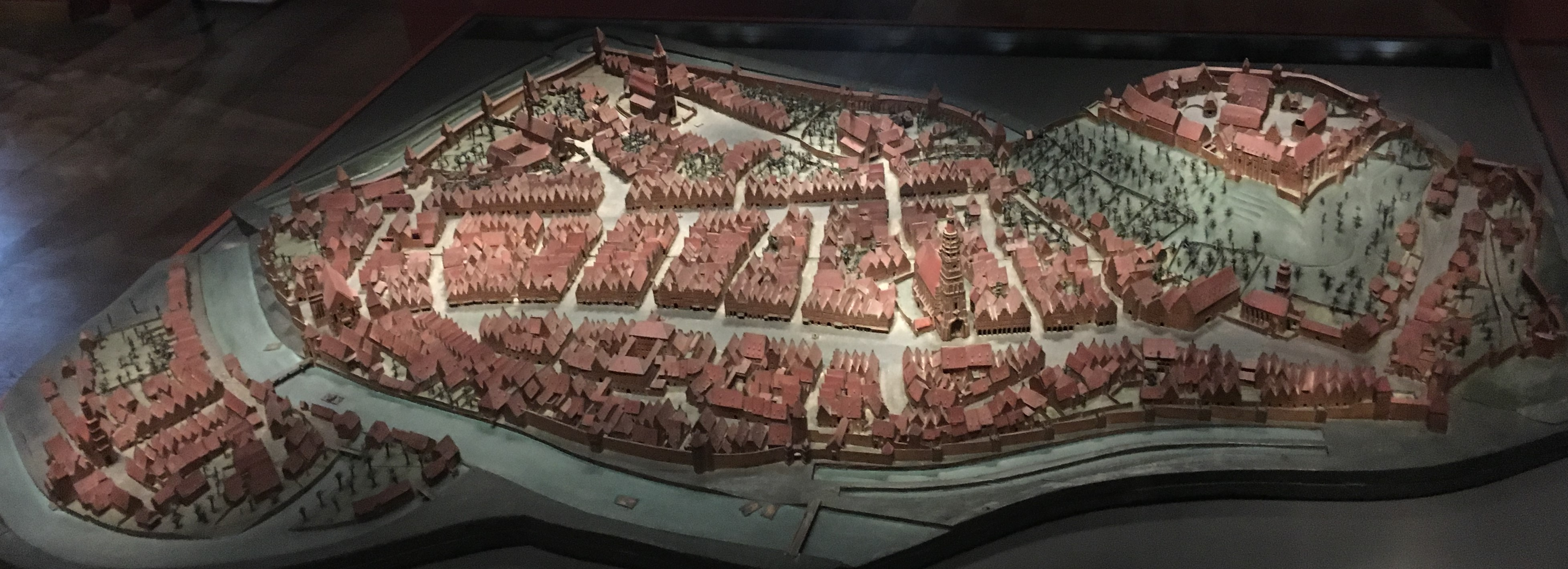
Dreidimensionales Stadtmodell von ca. 1570

Bis zu seinem Regierungsantritt 1579 residierte dann Erbprinz Wilhelm für zehn Jahre in seiner Geburtsstadt Landshut. Unter ihm erfolgte durch Friedrich Sustris der Ausbau der Trausnitz in ein Renaissanceschloss. Aus dieser Zeit stammt auch ein weltweit außergewöhnliches detailliertes Stadtmodell, das Jakob Sandtner um 1570 im Auftrag Herzog Albrechts V. für Landshut und die vier weiteren bairischen Regierungstädte München, Ingolstadt, Straubing und Burghausen anfertigte. Die Stadt selbst verlor in der nachfolgenden Zeit weiter an politischer Bedeutung.

### Abstieg zur bayerischen Provinzstadt
Die Stadtgeschichte verlief in den folgenden Jahrzehnten weitab von größeren Unruhen relativ ruhig. Um die Position des katholischen Glaubens in Landshut zu stärken, verlegte Herzog Maximilian das Kollegiatstift St. Kastulus von Moosburg nach Landshut und ernannte St. Martin zur Stiftskirche. Auch in Landshut entstand nun im Zuge der Gegenreformation mit St. Ignatius zu Ende der Renaissance ein großer Kirchenbau für die Jesuiten.

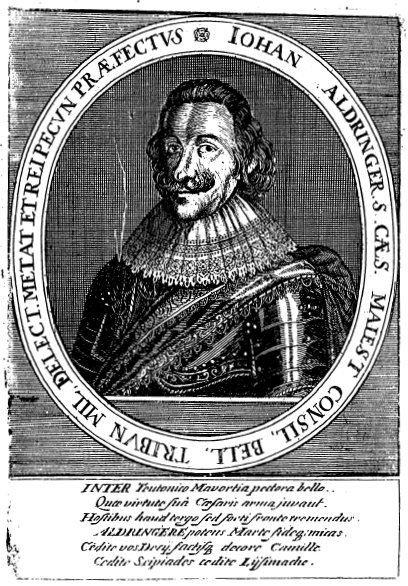
Johann Graf von Aldringen

Der Dreißigjährige Krieg ging an Landshut nicht vorüber. Insgesamt dreimal – 1632, 1634 und 1648 – wurde die Stadt von den Schweden heimgesucht. Dabei versetzte besonders der Einfall vom 22. Juli 1634 der Stadt einen schweren Schlag und machte ihren relativen Wohlstand zunichte. Während Bürgermeister und Ratsherren 1632 beim erstmaligen Eintreffen schwedischer Truppen früh kapitulierten, schließlich auf die Zahlung von 100.000 Reichstalern eingingen und somit größere Verwüstungen abwenden konnten, ließ man sich beim zweiten Aufeinandertreffen auf eine Schlacht ein. Die schwedischen Truppen, die auf dem Weg waren, die Belagerung von Regensburg aufzubrechen, nahmen Burg und Stadt im Sturm. Im darauffolgenden Gemetzel kam neben zahlreichen Einwohnern und Verteidigern der kaiserliche General Johann von Aldringen zu Tode. Nach der Erstürmung erlaubten die schwedischen Feldherren Bernhard von Sachsen-Weimar und Gustaf Horn ihren Armeen, Landshut für acht Tage zu plündern. Damit versäumten es die Schweden, sofort nach Regensburg weiter zu ziehen, um die seit drei Monaten von einem kaiserlichen Heer belagerte Stadt zu entsetzen. Das Versäumnis hatte schwerwiegende Folgen, denn wie sich beim verspäteten Abzug aus Landshut am 30. Juli herausstellte, hatte Regensburg bereits am 26. Juli 1634 kapituliert. Der lange Aufenthalt der Schweden in Landshut – wahrscheinlich eine Folge der mehrere Tage andauernden Plünderung der Stadt – war ein schwerer, folgenreicher strategischer Fehler der beiden schwedischen Feldherren, dessen Ursache bisher nicht aufgeklärt ist. Der schwedische Kommandant von Regensburg, der spätere Feldmarschall Lars Kagg, war über das Ausbleiben des Entsatzheeres so verbittert, dass er beim späteren Zusammentreffen mit Bernhard von Sachsen-Weimar in Nürnberg kein Wort wechseln wollte. Die Kapitulation von Regensburg war für die Schweden der Beginn weiterer schwerer militärischer Niederlagen. Beide schwedischen Heere unter Bernhard von Sachsen Weimar und Gustaf Horn wurden nach ihrem dann erforderlich gewordenen eiligen Rückzug von Bayern nach Württemberg in der Schlacht bei Nördlingen gerade von den beiden kaiserlich-bayerischen Heeren schwer geschlagen, die sie bei Regensburg versäumt hatten zu bekämpfen.
Als hätte die außergewöhnlich heftige Plünderung der Stadt nicht genug Leid über die Stadt gebracht, brachen infolge des Einfalls Pest und Hungersnöte innerhalb der Stadtmauern aus, und ein Drittel der damaligen Stadtbevölkerung wurde dahingerafft. Im Jahr 1648 schließlich fiel die Stadt ein weiteres Mal in die Hände ausländischer Besatzer. Diesmal waren es französische Truppen unter der Führung des Marschalls Turenne und schwedische Truppen unter Feldmarschall Carl Gustaf Wrangel, die für weitere fünf Monate Tribut von der Stadt forderten, dabei allerdings weit weniger Schäden hinterließen als die Besatzung vierzehn Jahre zuvor. Damit war die Geschichte der Stadt, die sich in den vorangegangenen Jahrhunderten auf einer stetigen Talfahrt befunden hatte, auf dem Tiefpunkt angelangt.
1668 holte Kurfürst Ferdinand Maria die Ursulinen-Schwestern aus Messkirch zur Unterrichtung der weiblichen Jugend nach Landshut. 1671 legte der Kurfürst selber den Grundstein für das Kloster Sankt Joseph. Nach einer langen Friedenszeit ab 1648 wurde Landshut 1704 von den Österreichern besetzt, als sich Bayern unter Kurfürst Maximilian II. Emanuel im Spanischen Erbfolgekrieg mit Frankreich verbündet hatte. 1705 war Landshut kurzzeitig Sitz für die Kaiserliche Administration in Bayern. In den 1740er Jahren, nicht einmal hundert Jahre nach den großen Verwüstungen des Dreißigjährigen Krieges, hatte die Stadt erneut unter den Hilfstruppen der Österreicher während des Österreichischen Erbfolgekriegs zu leiden, als sich Kurfürst Karl Albrecht gegen den Widerstand der Habsburger zum Kaiser hatte wählen lassen.
Im Jahre 1771 markierte der Abriss des Spitaltors den Beginn der systematischen Zerstörung von insgesamt sieben der acht historischen Stadttore. Die Fassade der Stadtresidenz wurde klassizistisch umgestaltet, als Pfalzgraf Wilhelm von Birkenfeld-Gelnhausen 1780–1799 in Landshut residierte.

### Erneuter Aufschwung der Stadt
Ein richtungsweisendes Jahr für die Landshuter Stadtgeschichte war 1800. Damals verlegte Kurfürst Max IV. Joseph die älteste Universität Bayerns, die 1472 von Ludwig dem Reichen in Ingolstadt gegründet worden war, nach Landshut. Offizielle Begründung dieses Umzugs war die direkte Bedrohung des gut befestigten Ingolstadt durch die französischen Truppen. In Wirklichkeit aber war eine Verlegung der Universität schon mindestens zwanzig Jahre zuvor erstmals in Erwägung gezogen worden, da die Festungsstadt an der Donau und der eingefahrene Provinzialismus das Universitätsleben dort zu sehr beeinträchtigten. Weil der kurze Zeit später zum König aufgestiegene Max I. Joseph jedoch eine zu starke Zentralisierung auf München ablehnte, fasste man als Alternative die Dreihelmenstadt ins Auge. Kronprinz Ludwig lebte während seines Studiums im ersten Jahrzehnt des 19. Jahrhunderts für einige Zeit in der Stadtresidenz.

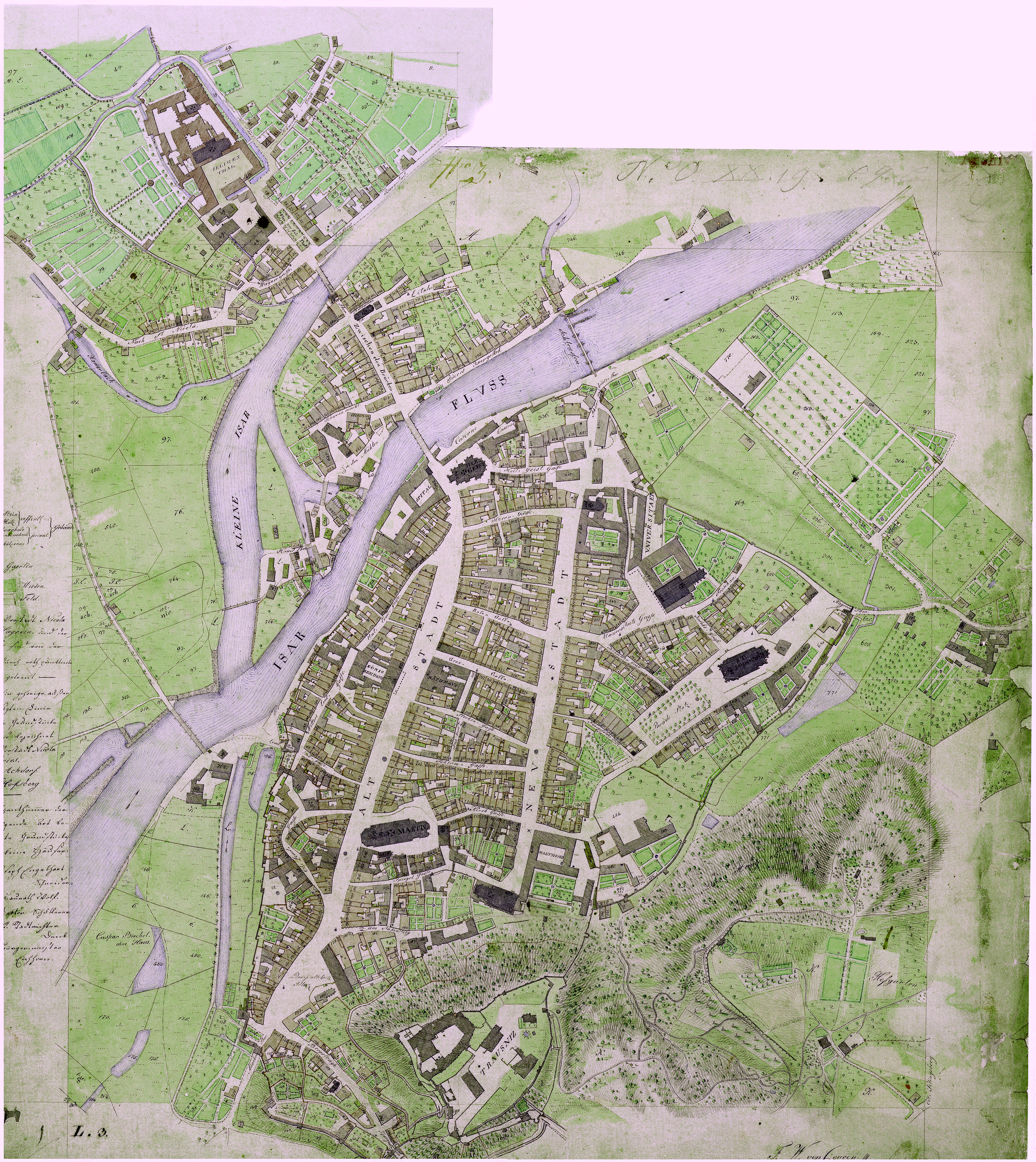
Landshut auf dem Urkataster von 1810

Schlussendlich hatte jedoch auch Landshut unter dem Feldzug Napoleons, der am 21. April 1809 in der Stadt einzog, zu leiden. Infolge der als „Schlacht bei Landshut“ bekannten Auseinandersetzungen wurden drei Stadttore bzw. -türme so stark beschädigt, dass sie abgerissen werden mussten. Nachdem ein früheres Jesuitenkloster bereits Ende des 18. Jahrhunderts aus dem Stadtbild verschwunden war, bestanden die anderen sieben Klöster bis in die Jahre 1802/1803. Als jedoch die Säkularisation des beginnenden 19. Jahrhunderts einsetzte, wurden sämtliche Klöster sowie das Kollegiatstift aufgelöst. In den folgenden vierzig Jahren wurden zumindest drei kirchliche Einrichtungen wiedereröffnet: Den Anfang machte das St.-Joseph-Kloster der Ursulinen im Jahr 1826, knapp zehn Jahre später – genauer gesagt im Jahr 1835 – folgten das Kloster Seligenthal der Zisterzienserinnen sowie das Franziskanerkloster (fälschlicherweise als Kloster St. Peter und Paul bezeichnet).
Im Jahr 1826, erst ein gutes Vierteljahrhundert nach der Verlegung der Universität in die Stadt, zeichnete König Ludwig I. dafür verantwortlich, dass die fast 1000 Studenten umfassende, als „Reformuniversität“ bezeichnete tertiäre Bildungsanstalt, die zu den fünf größten Deutschlands gehörte, in die Landeshauptstadt München verlegt wurde und heute noch als Ludwig-Maximilians-Universität besteht. Um den darauf folgenden Bedeutungsverlust – zumindest teilweise – zu stoppen, wurde im Gegenzug das Kgl. Bayer. 2. Chevaulegers-Regiment und das Kgl. Bayer. 4. Jäger-Bataillon sowie das Appellationsgericht von München in die Stadt verlegt und ein Lyzeum (damals mit einer Hochschule vergleichbar) eingerichtet. Letzteres wurde nach nur knapp zehn Jahren 1834 nach Freising verlegt, woraus sich schlussendlich die Philosophisch-theologische Hochschule Freising entwickelte.
Jedoch spielte Landshut innerhalb Bayerns nach der kurzen „Universitätsepoche“ nur noch eine untergeordnete Rolle. Mit der verwaltungstechnischen Neuordnung Bayerns unter Graf von Montgelas wurde die Stadt Landshut dem 1806 neu gegründeten Isarkreis zugesprochen, der von München aus verwaltet wurde. Diese Situation änderte sich zumindest teilweise, als der Unterdonaukreis 1838 in Niederbayern umbenannt, Landshut diesem Kreis zugeordnet und der Kreissitz 1839 von Passau nach Landshut verlegt wurde.
Im Jahr 1858 wurde Landshut schließlich mit einer Strecke in Richtung München an das bayerische Eisenbahnnetz angeschlossen. 1874 wurde mit dem Münchner Tor das vorletzte historische Stadttor Landshuts abgetragen, um dem Verkehrsfluss in der oberen Altstadt freien Lauf zu lassen.
König Ludwig II. ließ sich von 1869 bis 1873 im 2. Obergeschoss des Fürstenbaues der Trausnitz prächtige Räume einrichten.

### 20. und 21. Jahrhundert
Die ersten dreißig Jahre in der Stadtgeschichte des 20. Jahrhunderts verliefen relativ ruhig und waren von Industrialisierungsansätzen geprägt. Josef Herterich war ab dem 11. Juni 1918 als Nachfoger von Otto Marschall Oberbürgermeister der Stadt Landshut. In seiner Amtszeit wurden am 1. April 1928 die bis dahin selbständigen Gemeinden Achdorf und Berg ob Landshut eingegliedert. Ein Jahr vor der Machtübernahme Adolf Hitlers, 1932, wurden die Regierungen Niederbayerns und der Oberpfalz zusammengelegt. Als Verwaltungssitz des neu gegründeten „Regierungsbezirks Niederbayern und Oberpfalz“ wurde das weitaus größere Regensburg auserkoren. Herterich wurde am 20. März 1933 von den Nationalsozialisten beurlaubt, nachdem er bereits ein paar Tage vorher in Schutzhaft genommen worden war. Herterich erklärte gezwungenermaßen daraufhin seinen Rücktritt.
Der ab 1933 amtierende NSDAP-Oberbürgermeister der Stadt Landshut, Karl Vielweib, war an Kriegsverbrechen in Lublin im Generalgouvernement (Polen) beteiligt. Im Zuge des Vormarsches der Roten Armee auf Lublin starb Vielweib wahrscheinlich bei dem Versuch, sich aus der Stadt abzusetzen. Vielweib geriet am 22. Juli 1944 mit Kollegen unter sowjetischen Panzerbeschuss und gilt seitdem als verschollen.
Gegen Ende des Zweiten Weltkrieges errichtete die Organisation Todt am damaligen „Kleinen Exerzierplatz“ das KZ-Außenlager Landshut des Konzentrationslagers Dachau. Hier wurden etwa 500 jüdische KZ-Häftlinge zur Zwangsarbeit bei Rüstungsvorhaben eingesetzt, von denen mindestens 83 infolge der unmenschlichen Haftbedingungen starben. Eine Gedenktafel auf dem Friedhof Landshut-Achdorf erinnert an diese Opfer des NS-Regimes, zu denen auch 74 Häftlinge eines Todesmarsches aus dem KZ Flossenbürg gehörten.
Am 19. März 1945 - sechs Wochen vor dem Einmarsch amerikanischer Truppen in der Stadt am 1. Mai - wurde das Bahnhofsgelände vom schwersten Bombenangriff auf die Stadt verwüstet. Es gab dabei 300 – 400 Opfer. Am 29. April 1945 war der Regierungsrat Franz Seiff, auf Veranlassung des Gauleiters Ludwig Ruckdeschel ohne Verfahren, auf dem Viehmarktplatz von Gestapomännern öffentlich erhängt worden, weil er auf seinem Haus in Schweinbach bei Landshut eine weiß-blaue Fahne gehisst hatte. Er war Anführer einer 30 bis 50 Mann starken Widerstandsgruppe, die im Rahmen der Freiheitsaktion Bayern an einer friedlichen Übergabe der Stadt an die Amerikaner arbeitete. Die geplanten Aktionen konnten nach der Festnahme Seiffs nicht mehr durchgeführt werden. Zeitgleich besetzten Polizisten, die lediglich auf den Radioaufruf der Freiheitsaktion Bayern reagiert hatten, das Rathaus, um die Stadt den alliierten Truppen friedlich zu übergeben. Auch diese Aktion schlug jedoch fehl. Die Stadt ehrte Franz Seiff 1946 mit einem Straßennamen. Zum Gedenken an diejenigen Opfer des Nationalsozialismus, die in Landshut wohnten, wurden seit dem 2. Oktober 2012 in der Theaterstraße, dem Straßenzug „Altstadt“, in der Seligenthaler Straße und in der Inneren Münchner Straße von Gunter Demnig insgesamt 26 Stolpersteine in Landshut verlegt.

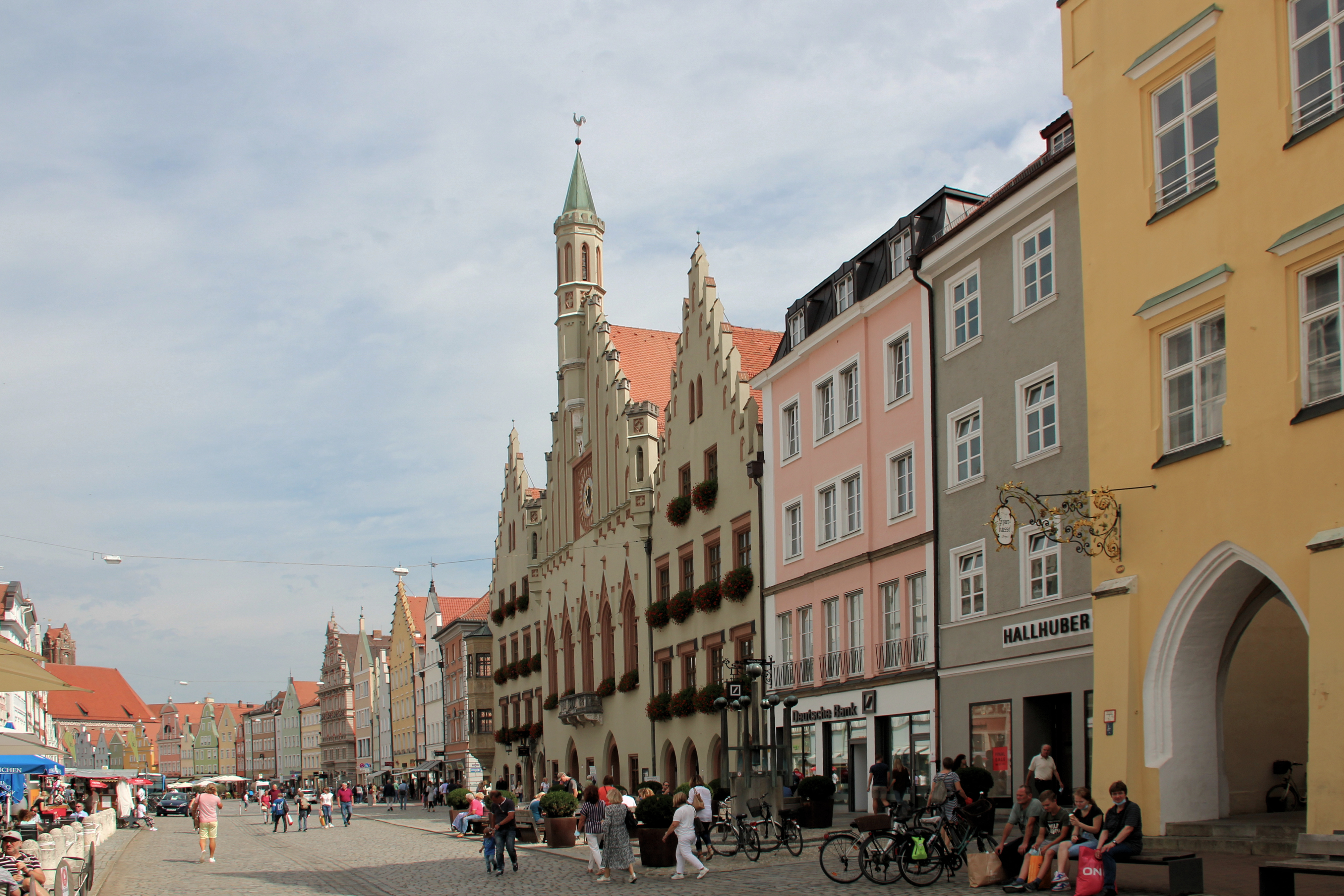
Die Altstadt mit dem Rathaus – seit 2006 „echte“ Fußgängerzone

Nur zwei Tage nach dem Einmarsch amerikanischer Truppen in der Stadt, am 3. Mai 1945, wurde 4 Kilometer nordöstlich des Stadtzentrums von Landshut durch die United States Army Air Forces (USAAF) der kurzlebige Militärflugplatz Ergolding eingerichtet. Der als Advanced Landing Ground „R-71“ bezeichnete Flugplatz wurde als Versorgungs- und Evakuierungsflugplatz betrieben und bereits am 15. Juni 1945 wieder verlassen.
Nach Beendigung des Krieges und den „Gründungsjahren“ der Bundesrepublik Deutschland wurden im Jahr 1956 der ostbayerische Regierungsbezirk wieder in zwei Teile aufgespalten und Landshut erneut zum Regierungssitz Niederbayerns erklärt.
Am 21. Oktober 1961 brannte der Fürstenbau der Burg aus. Dem Brand sind fast alle Wandmalereien, die Möbel und Ausstattung des Palas zum Opfer gefallen, sowie die prunkvollen Räumlichkeiten, die König Ludwig II. hatte einrichten lassen. Insbesondere Ende der 1960er und Anfang der 1970er Jahre wurden in Landshut mittelalterliche Gebäude abgerissen, um Platz für Neubauten wie Bank- und Kaufhäuser sowie für Büros zu schaffen. Allein im Jahr 1973 wurden mehr historische Gebäude zerstört als während des gesamten Krieges. Teile der Altstadt wurden dem Bau von Straßen und Parkmöglichkeiten für Autos geopfert. Statt innenstadtnahe Freiflächen zu neuen Geschäftszentren zu entwickeln, entstanden monofunktionale Zonen mit großen Verwaltungsbauten.
Zwischen 1972 und 1974 vergrößerte sich das Stadtgebiet im Zuge der Gebietsreform von ungefähr 19 km² auf knapp 66 km². Im Jahr 1978 wurde die Fachhochschule Landshut gegründet, die zu Beginn die drei Fachbereiche Wirtschaft, Sozialwesen und Technik umfasste und im Laufe der Jahre um Maschinenbau und Informatik erweitert wurde.
1992 wurde der neue Flughafen München eröffnet, in dessen Einzugsbereich Landshut liegt. 1999 wurde der Josef-Deimer-Tunnel (bis Juli 2007 Hofbergtunnel) fertiggestellt. Dieser machte erstmals eine zügige Durchquerung des Stadtgebiets in Ost-West-Richtung innerhalb des Hofberges unterhalb der Burg sowie eine Verkehrsberuhigung in der Innenstadt möglich. Aus dieser Fußgängerzone wurden jedoch erst im Jahr 2006 auch die Stadtbusse verbannt. Im Jahr 2004 feierte die Stadt Landshut ihr 800-jähriges Bestehen. Zu diesem Anlass wurde eine deutsche Sonderbriefmarke herausgegeben.

### Eingemeindungen
Am 1. April 1928 wurden die bis dahin selbständigen Gemeinden Achdorf und Berg ob Landshut eingegliedert. Am 1. Januar 1972 kamen die ehemalige Gemeinde Münchnerau und ein Teil der aufgelösten Gemeinde Hohenegglkofen hinzu. Schönbrunn folgte am 1. Juli 1972. Ein Großteil der aufgelösten Gemeinde Frauenberg kam am 1. Juli 1974 hinzu.

## Bevölkerung

### Bevölkerungsentwicklung

Einwohnerentwicklung von Landshut von 1840 bis 2017

Im ersten Jahrhundert nach ihrer Gründung zog die Stadt viele Bewohner an. Um 1500 hatte sie bereits mehrere tausend Einwohner. Im ausgehenden Spätmittelalter stagnierte die Zahl der Stadtbewohner. Über die Jahrhunderte hinweg wurde sie durch zahlreiche Kriege und daraus resultierende Hungersnöte und Epidemien immer wieder dezimiert. Besonders schwer wog der Dreißigjährige Krieg. Seit dem 19. Jahrhundert, als Landshut wieder an Bedeutung gewann, stieg die Einwohnerzahl wieder. Viele Eingemeindungen während des 20. Jahrhunderts führten zu weiterem Zuwachs. Nach dem Zweiten Weltkrieg betrug die Bevölkerungszahl über 40.000 und stieg kontinuierlich bis in die 1970er an, um bis 2000 zwischen 50.000 und 60.000 Bewohnern zu schwanken. Seit der Jahrtausendwende wächst die Bevölkerung wieder verstärkt, wobei 2016 die 70.000-Einwohnermarke und 2022 nach einer kleinen, coronabedingten Stagnation, die 75.000-Einwohnermarke überschritten wurde. Am nördlichen Stadtrand ist die Stadt mit den Siedlungsschwerpunkten der Gemeinden Altdorf und Ergolding sowie im Süden mit der Gemeinde Kumhausen zusammengewachsen. In dieser Agglomeration leben etwa 100.000 Menschen.
Die nachstehenden Bevölkerungszahlen sind alle auf den heutigen Gebietsstand (aktuelle Ausdehnung des Stadtgebiets) umgerechnet:
| Datum             | Einwohner |
| ----------------- | --------- |
| 1. Dezember 1840  | 12.119    |
| 1. Dezember 1871  | 17.888    |
| 1. Dezember 1880  | 20.973    |
| 1. Dezember 1900  | 26.538    |
| 16. Juni 1925     | 31.866    |
| 16. Juni 1933     | 36.619    |
| 17. Mai 1939      | 36.853    |
| 31. Dezember 1946 | 44.262    |
| 31. Dezember 1948 | 45.906    |
| 31. Dezember 1950 | 47.200    |
| 31. Dezember 1952 | 47.274    |
| 31. Dezember 1954 | 47.797    |
| 31. Dezember 1956 | 47.176    |
| 31. Dezember 1958 | 47.237    |
| 31. Dezember 1960 | 47.656    |
| 31. Dezember 1962 | 50.532    |

| Datum             | Einwohner |
| ----------------- | --------- |
| 31. Dezember 1964 | 50.729    |
| 31. Dezember 1966 | 51.631    |
| 31. Dezember 1968 | 51.281    |
| 31. Dezember 1970 | 52.425    |
| 31. Dezember 1972 | 55.650    |
| 31. Dezember 1974 | 56.405    |
| 31. Dezember 1976 | 55.501    |
| 31. Dezember 1978 | 55.435    |
| 31. Dezember 1980 | 55.803    |
| 31. Dezember 1982 | 56.326    |
| 31. Dezember 1984 | 56.230    |
| 31. Dezember 1986 | 57.067    |
| 31. Dezember 1988 | 57.194    |
| 31. Dezember 1990 | 59.066    |
| 31. Dezember 1992 | 60.031    |
| 31. Dezember 1994 | 59.351    |

| Datum             | Einwohner |
| ----------------- | --------- |
| 31. Dezember 1996 | 59.100    |
| 31. Dezember 1998 | 58.420    |
| 31. Dezember 2000 | 58.746    |
| 31. Dezember 2002 | 60.018    |
| 31. Dezember 2004 | 60.545    |
| 31. Dezember 2006 | 61.923    |
| 31. Dezember 2008 | 62.648    |
| 31. Dezember 2010 | 63.258    |
| 31. Dezember 2012 | 65.322    |
| 31. Dezember 2013 | 66.179    |
| 31. Dezember 2014 | 67.509    |
| 31. Dezember 2015 | 69.211    |
| 31. Dezember 2016 | 70.025    |
| 31. Dezember 2017 | 71.193    |
| 31. Dezember 2018 | 72.404    |
| 31. Dezember 2019 | 73.411    |

| Datum             | Einwohner |
| ----------------- | --------- |
| 31. Dezember 2020 | 73.065    |
| 31. Dezember 2021 | 73.150    |
| 31. Dezember 2022 | 68.743    |
| 31. Dezember 2023 | 68.741    |
| 31. Dezember 2024 | 71.863    |

Quelle: Bayerisches Landesamt für Statistik und www.landshut.de
| Herkunft          | Anzahl | Anteil  |
| ----------------- | ------ | ------- |
| ehem. Jugoslawien | 1447   | 22,30 % |
| Türkei            | 1315   | 20,27 % |
| Italien           | 515    | 7,94 %  |
| Polen             | 357    | 5,50 %  |
| Österreich        | 311    | 4,79 %  |
| Rumänien          | 310    | 4,78 %  |

Während im Jahr 1997 in Landshut durchschnittlich noch 9,5 Kinder pro 1000 Personen auf die Welt kamen, sind es 2004 nur noch 8,5. Es fällt dabei auf, dass die Stadt sowohl unter dem bayernweiten Durchschnitt von 8,9 Geburten (2004), als auch unter dem Durchschnitt aller kreisfreien Städte im Land, die 2004 auf 9,4 Geburten pro 1000 Einwohner kamen, liegt. Dieser Entwicklung stehen seit Jahren stark überdurchschnittliche Sterberaten gegenüber. Während 2004 bayernweit 9,4 Todesfälle pro 1000 Einwohner zu beklagen waren, starben in Landshut je 1000 Bewohner 11,9 Menschen (2004). Dabei liegt die Stadt wiederum über dem Durchschnitt aller kreisfreien Städte Bayerns, in denen durchschnittlich 10,0 Todesfälle pro 1000 Einwohner zu beklagen waren. Diese Statistiken zeigen deutlich, dass Landshut insbesondere bei Senioren äußerst attraktiv ist. Trotz des negativen natürlichen Bevölkerungssaldos zählte Landshut 2005 aufgrund der positiven Wanderungsbilanz mit einem Bevölkerungswachstum von 0,4 % zu den am stärksten wachsenden kreisfreien Städten Bayerns.
Im Zeitraum 1988 bis 2018 wuchs die Stadt von 57.194 auf 72.404 um 15.210 Einwohner bzw. um 26,6 %.
Zum Stichtag 31. Dezember 2005 waren 11,5 % der Stadtbewohner nicht im Besitz einer deutschen Staatsbürgerschaft, im Vergleich zu 11,4 % im Vorjahr. Der prozentual größte Anteil an Ausländern lebte im Stadtteil Nikola (18,9 %) sowie im Industriegebiet (21,2 %). Insgesamt belief sich ihre Zahl Ende 2005 auf 6489, im Vergleich zu 6189 im Vorjahr bzw. 6353 im Jahr 2003. Die Volkszählung 2011 ermittelte einen Ausländeranteil von 10,7 %. Der Anteil der Personen mit Migrationshintergrund betrug im gleichen Zeitraum 26,9 Prozent. Durchschnitt in Niederbayern sind hier 13,4 Prozent.
| Alter         | Einwohner nach Alter |
| ------------- | -------------------- |
| jünger als 18 | 15,1 %               |
| 18 bis 29     | 15,1 %               |
| 30 bis 49     | 29,2 %               |
| 50 bis 64     | 19,0 %               |
| älter als 65  | 21,6 %               |

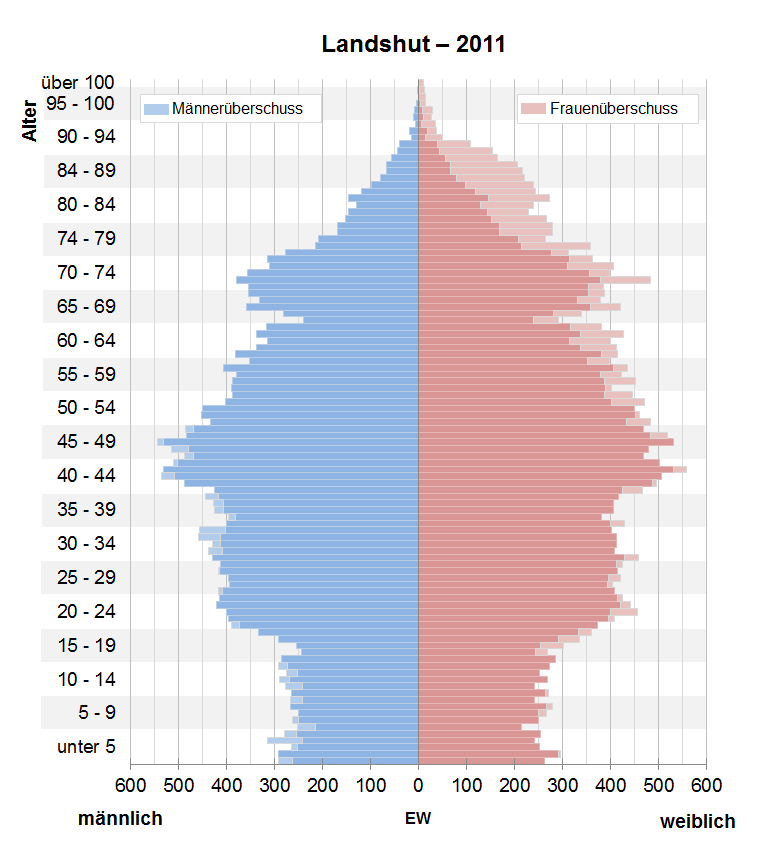
Bevölkerungspyramide für Landshut (Datenquelle: Zensus 2011.)

Das Durchschnittsalter hat sich von 43,3 Jahre 2000 leicht auf 44,2 Jahre 2010 erhöht. 2011 waren 47,6 Prozent der Bevölkerung der Stadt Landshut Männer und 52,4 Prozent Frauen. Zum 31. Dezember 2012 betrugen diese Anteile 47,9 Prozent Männer und 52,1 Prozent Frauen.

### Religionen

#### Konfessionsstatistik
Gemäß den jüngsten Zahlen aus dem Landshuter Amt für Statistik hat die niederbayerische Bezirkshauptstadt mit aktuell 75.180 Einwohnern (Stand 30. April 2023) nur mehr 43,5 % katholische Einwohner. 8,7 % sind evangelisch und 47,8 % sind unter „Sonstige“ registriert. Die Stadt Landshut ist seit 2020 nicht mehr überwiegend katholisch. Ende 2019 war der Anteil der Katholiken auf 49,3 % und der Evangelischen auf 10,0 % zurückgegangen, die restlichen 40,7 % waren entweder konfessionslos oder gehören einer anderen Glaubensgemeinschaft an. Ende 2018 war der Anteil der Katholiken noch 50,9 %, der Evangelischen 10,3 % und die restlichen 38,8 % waren entweder konfessionslos oder gehören einer anderen Religionsgruppe an.

#### Zuordnung der Stadtteile zu den Religionen

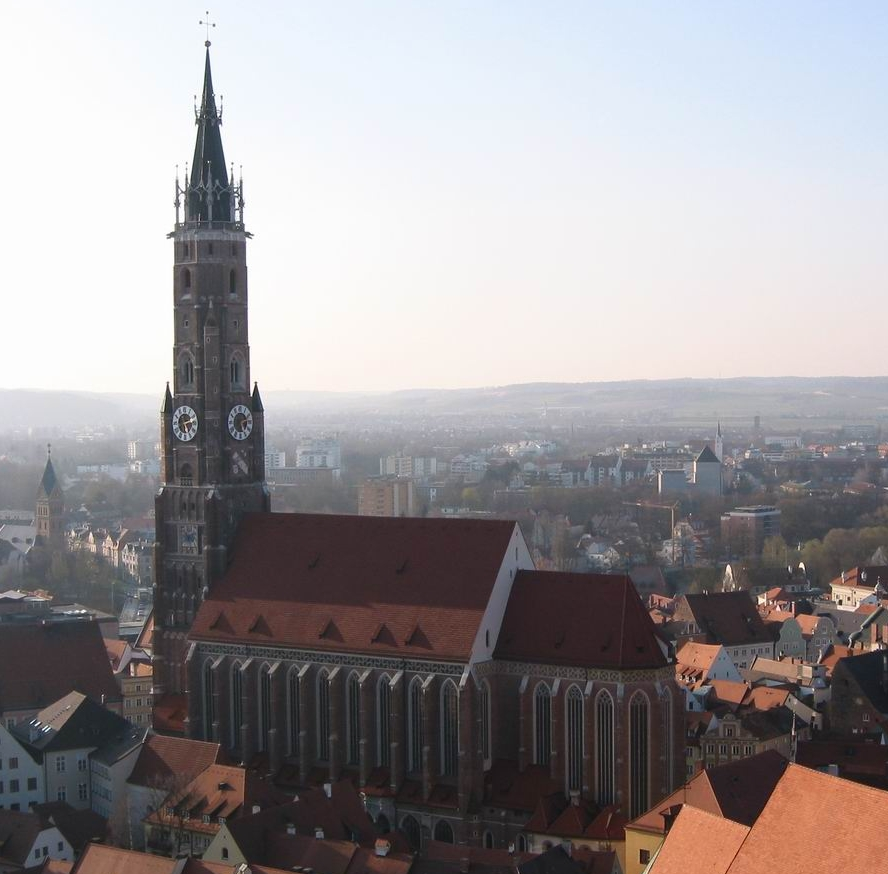
Stiftsbasilika St. Martin vom Hofberg aus

Landshut ist eine Besonderheit in der Einteilung der katholischen Bistümer: Die Pfarreien nördlich der Isar gehören zum Bistum Regensburg, die südlichen Pfarrgemeinden mit Ausnahme der Pfarrei St. Vinzenz von Paul in Auloh zum Erzbistum München und Freising. Die drei evangelischen Gemeinden der Stadt – Christuskirche, Erlöserkirche und Auferstehungskirche – werden vom Dekanat Landshut verwaltet. In Landshut gibt es auch eine Kirchengemeinde der Siebenten-Tags-Adventisten, eine Gemeinde der Kirche Jesu Christi der Heiligen der Letzten Tage (Mormonen), eine Versammlung der Zeugen Jehovas, eine Evangelisch-Freikirchliche Gemeinde (EFG), sowie eine Gemeinde der Neuapostolischen Kirche.
Weil ein Großteil der jüdischen Stadtbevölkerung bereits während der Blütezeit der Stadt in der zweiten Hälfte des 15. Jahrhunderts durch Ludwig den Reichen vertrieben wurde, konnte sich bis heute keine eigenständige jüdische Gemeinde in Landshut entwickeln. Die nächstgelegenen Synagogen befinden sich in Regensburg, München und Straubing.
Im Industriegebiet Ergolding gibt es eine IGMG-Moschee namens Yeni Cami (= Neue Moschee) und 100 Meter entfernt eine DITIB-Moschee, die sich Yunus-Emre-Moschee nennt.
Unmittelbar in der Nähe des Stadtzentrums – in der Neustadt – befindet sich ein buddhistisches Zentrum der Karma-Kagyü-Richtung.

## Politik

### Stadtrat
Der Stadtrat besteht aus 44 Sitzen und wird alle sechs Jahre im Rahmen einer Kommunalwahl neu gewählt. Die letzte Wahl fand am 15. März 2020 statt. Es waren 55.579 Bürger stimmberechtigt. 26.685 Personen haben an der Wahl teilgenommen, was einer Wahlbeteiligung von 48,0 Prozent entspricht. Im Vergleich zum vorangegangenen Urnengang 2014 entspricht dies einem Anstieg von 8,0 Prozentpunkten.
Die CSU, die jahrzehntelang die stärkste Fraktion im Stadtrat stellte, büßte deutlich an Stimmen ein und entsendet zehn Mitglieder in den Stadtrat. Dies entspricht einem Verlust von drei Sitzen. Anstelle der CSU wurden die Grünen dank deutlicher Gewinne stärkste Kraft und stellen elf Stadträte. Die Freien Wähler konnten ihr starkes Ergebnis von 2014 halten und behalten ihre fünf Sitze im Stadtrat. Die SPD musste deutliche Verluste hinnehmen und halbierte sich von sechs auf drei Stadtratsmandate. Genauso viele Sitze haben die FDP, zuvor nur mit einem Sitz vertreten, und die erstmals angetretene AfD inne. Die „Landshuter Mitte“ konnte ihr starkes Ergebnis von 2014 nicht halten und schrumpfte von fünf auf nur mehr zwei Sitze. Die ÖDP konnte ihr Ergebnis aus der vorangegangenen Wahl leicht verbessern und hat weiterhin zwei Sitze inne. Jeweils einen Sitz erhielten die „Junge Liste Landshut“, die Linke/mut, die „Jungen Wähler“, die „Bürger für Landshut“ und die Bayernpartei.

### Bürgermeister
Die Stadt wurde in der Nachkriegszeit im Wesentlichen von der CSU regiert. Im Alter von 33 Jahren trat Josef Deimer am 1. Januar 1970 sein Amt als Oberbürgermeister der Stadt an. Ab 1975 übernahm er den Vorsitz des bayerischen Städtetages und war seit 1994 stellvertretender Präsident des deutschen Städtetages. Seine letzte Amtsperiode endete aus Altersgründen am 31. Dezember 2004. Mit einer Regierungszeit von 35 Jahren ist Josef Deimer einer der dienstältesten Oberbürgermeister Deutschlands gewesen. Im Vorfeld der Bürgermeisterwahl vom 10. Oktober 2004 kam es innerhalb der CSU zu Querelen. Hans Rampf und Ludwig Zellner stritten sich um die Amtsnachfolge Deimers. Als sich die Partei hinter Zellner stellte und ihn zum offiziellen Kandidaten wählte, starteten Landshuter Geschäftsleute die Initiative „Pro Rampf“, die den Fast-Food-Franchisenehmer nach 8000 gesammelten Unterschriften dazu umstimmte, für die neu geschaffene Liste „Bürger für Landshut“ gegen Zellner anzutreten; er blieb jedoch weiterhin Mitglied der CSU. Das Ergebnis der Wahl fiel überraschend aus: Auf Rampf entfielen 50,89 % aller Stimmen; Zellner landete mit 14,84 % auf dem dritten Platz; mit 25,14 % erreichte Thomas Keyßner, Kandidat von Bündnis 90/Die Grünen, das zweitbeste Ergebnis.
2008 wurde Thomas Keyßner nach der Stadtratswahl zum Zweiten Bürgermeister gewählt und löste Ludwig Zellner in diesem Amt ab. 2014 wurde er in diesem Amt bestätigt. Dritter Bürgermeister war von 2008 bis 2014 der SPD-Stadtrat Gerd Steinberger, der ebenfalls zur Oberbürgermeisterwahl 2004 angetreten war. Am 9. Mai 2014 wurde der Stadtrat Erwin Schneck (Freie Wählern) zum Dritten Bürgermeister gewählt.
Bei den Oberbürgermeisterwahlen am 10. Oktober 2010 wurde Hans Rampf als Kandidat der CSU mit 61,10 % der Stimmen wiedergewählt. Rampf schied zum Jahresende 2016 aus dem Amt. Für eine weitere Amtszeit konnte er sich aus Altersgründen nicht mehr bewerben. In der Stichwahl um seine Nachfolge (im ersten Wahlgang hatten sich drei Männer und eine Frau beworben) erreichte am 23. Oktober 2016 der Bewerber der FDP, Alexander Putz, 63,01 % der Stimmen; Helmut Radlmeier, CSU, kam auf 36,99 %. Die Wahlbeteiligung betrug 45,11 %.
Dieser verkürzte seine Amtszeit freiwillig, sodass die nächste Oberbürgermeisterwahl gemeinsam mit der Stadtratswahl 2020 durchgeführt werden konnte. Dabei konnte sich am 15. März 2020 keiner der Kandidaten mit einer absoluten Mehrheit durchsetzen. In der Stichwahl am 29. März 2020 wurde Amtsinhaber Alexander Putz (FDP) mit 70,4 % wieder gewählt; Sigi Hagl (Bündnis 90/Die Grünen) erreichte 29,6 % der Stimmen.

### Wappen und Stadtflagge
| Wappen der kreisfreien Stadt | Blasonierung: „In Silber drei, zwei zu eins gestellte, blaue Eisenhüte mit verschlungenen roten Sturmriemen.“ |

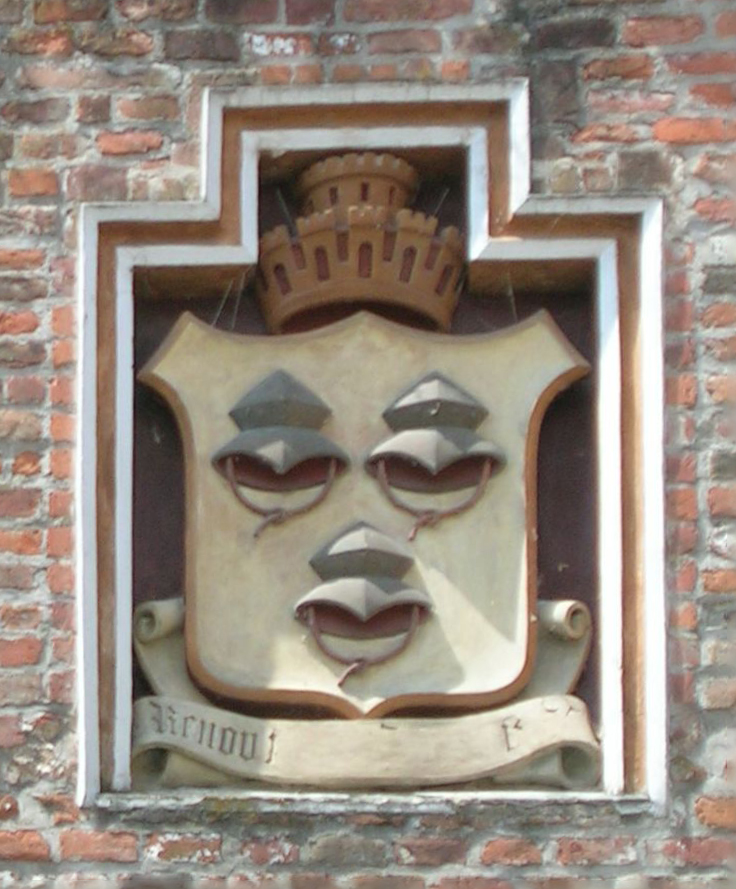
Stadtwappen am Ländtor

| Wappen der kreisfreien Stadt | Wappenbegründung: Vorgänger des Dreihelmewappens wurden bereits im 13. Jahrhundert verwendet, um die Stadt zu repräsentieren. Die drei Eisenhüte, die von jeher im offiziellen Siegel der Stadt auftauchten, kann man nachweislich auf das Jahr 1275 datieren. Angeblich soll Ludwig der Bayer Landshut nach der Schlacht von Gammelsdorf mit dem heutigen Wappen versehen haben, um die Tapferkeit der Landshuter hervorzuheben. Die blaue Helmfarbe und der silberfarbene Hintergrund verdeutlichen die Bindung der Stadt an das bayerische Geschlecht der Wittelsbacher, die die Stadt über Jahrhunderte hinweg entscheidend prägten. Seit dieser Zeit änderte sich einzig die Form der Helme, die jeweils dem zeitgenössischen Modegeschmack angepasst wurden. Im späten 16. Jahrhundert wurden die ursprünglichen – und heutzutage wieder verwendeten – Eisenhüte vermehrt durch Stechhelme ersetzt. In seltenen Fällen (seit 1446) wird das Wappen von zwei Männern hochgehalten. Die offizielle Flagge der Stadt wird im oberen Teil von einem weißen Haupt dominiert, auf dem das Stadtwappen abgebildet ist; im unteren Teil werden die Farben weiß und rot verwendet, die in Längsrichtung voneinander abgetrennt sind. Die Herkunft der für altbayerische Städte typischen Farben weiß und rot auf der Stadtflagge kann nicht abschließend geklärt werden, orientiert sich aber womöglich an der Farbe der Helmriemen. Landshut wird wegen der im Stadtwappen zu sehenden drei Helme gelegentlich auch „Dreihelmestadt“ genannt. |

### Städtepartnerschaften
Landshut pflegt eine Reihe von Partnerschaften mit 5 Städten in Europa. Von den fünf zurzeit bestehenden Partnerschaften wurde 1956 die erste mit der schottischen Stadt Elgin geschlossen. Landshuts neueste Partnerstadt ist Hermannstadt (rumänisch: Sibiu), die Städtepartnerschaft wurde im Jahr 2002 besiegelt.
| Elgin (Vereinigtes Königreich)                   | seit 1956 | 23.128 Einwohner  |
| Compiègne (Frankreich)                           | seit 1962 | 40.199 Einwohner  |
| Ried im Innkreis (Österreich)                    | seit 1974 | 12.055 Einwohner  |
| Schio (Italien)                                  | seit 1981 | 39.162 Einwohner  |
| Sibiu (dt. Hermannstadt; Siebenbürgen, Rumänien) | seit 2002 | 147.245 Einwohner |

### Städtepatenschaften
Ab den 1950er Jahren übernahm die Stadt Landshut einige Patenschaften über kleinere Ortschaften in der näheren Umgebung.
| Bad Kötzting (Oberpfalz)   | seit 1953 | 7.498 Einwohner  |
| Mainburg (Niederbayern)    | seit 1954 | 15.241 Einwohner |
| Rottenburg (Niederbayern)  | seit 1971 | 8.267 Einwohner  |
| Waldkirchen (Niederbayern) | seit 1972 | 10.534 Einwohner |

### Teilnahme an regionalen Bündnissen
Die Stadt ist Mitglied des Wirtschaftsraums Südbayern, eines Vereins, der zur regionalen Kooperation in wirtschaftlichen Belangen geschaffen wurde. Das Gebiet der GMA umfasst insgesamt 21.410 Quadratkilometer und über fünf Millionen Einwohner, wobei das durchschnittliche Bruttoinlandsprodukt pro Einwohner 3,9 % über dem bayerischen Durchschnitt liegt. Der neben der Planungsregion Landshut aus den Regionen Augsburg, Ingolstadt, München und Südostoberbayern bestehende Wirtschaftsraum zählt zu den attraktivsten Wirtschaftsstandorten Deutschlands und spielt sogar im europäischen Vergleich eine herausragende Rolle.
Des Weiteren gehört Landshut (LA) neben Rosenheim (RO) und Salzburg (SA) zu den Gründungsmitgliedern des Städtebündnisses LAROSA, dem inzwischen auch die Städte Kufstein und Freilassing beigetreten sind. Ziel dieser Partnerschaft ist die bessere Zusammenarbeit in Bildungsfragen, die Stärkung der regionalen Wirtschaft sowie die grenzüberschreitende Zusammenarbeit verschiedener Institutionen.
Mitgliedschaft in folgenden Zweckverbänden:
- Regionaler Planungsverband Landshut
- Zweckverband berufliche Schulen Landshut (Stadt und Landkreis)
- Zweckverband für Rettungsdienst und Feuerwehralarmierung Landshut
- Zweckverband für Tierkörper- und Schlachtabfallbeseitigung Plattling
- Zweckverband Landestheater Niederbayern
- Zweckverband Müllverwertung Schwandorf
- Zweckverband Wasserversorgung Isar-Vils
- Zweckverband Wasserversorgungsgruppe Bruckberg-Gündlkofen

Außerdem nimmt sie teil am Dialogforum Ost-Süd-Umfahrung Landshut.
Die Stadtverwaltung erbringt 709 verschiedene behördliche Leistungen.

## Wirtschaft und Infrastruktur

### Wirtschaftliche Situation
Im Jahre 2016 erwirtschaftete Landshut innerhalb der Stadtgrenzen ein Bruttoinlandsprodukt von 3,853 Milliarden €; pro Kopf 55.345 € (Bayern: 44.215 €/ Deutschland 38.180 €) und lag damit über dem regionalen und nationalen Durchschnitt. In der Stadt gab es 2016 ca. 56.400 erwerbstätige Personen. Die Arbeitslosenquote lag im Dezember 2018 bei 3,9 % und damit über dem bayrischen Durchschnitt von 2,7 % (im Landkreis Landshut betrug sie 2,2 %).
Landshut gehört zu den wirtschaftlich stärksten Gebietskörperschaften Deutschlands. In einer Erhebung der Gesellschaft für Konsumforschung vom Dezember 2006 zur Kaufkraft der 439 Landkreise und kreisfreien Städte belegte die Stadt den 23. Platz und lag damit über dem Bundesdurchschnitt. Der Kaufkraftindex lag bei 117,6 bezogen auf den Referenzwert 100 für den nationalen Durchschnitt. Die jährliche Studie des Wirtschaftsmagazins Focus Money zur Wirtschaftskraft der Landkreise und kreisfreien Städte in Deutschland bescheinigte der Stadt Ende 2006 eine florierende Wirtschaft. Unter 425 überprüften Gebietskörperschaften belegte Landshut hinter dem oberbayerischen Ebersberg den zweiten Platz und stellte damit vor Regensburg (Platz 22) und München (Platz 23) die wirtschaftlich stärkste Stadt Deutschlands dar. Dabei wurden zum Beispiel Bevölkerungswachstum, Arbeitslosenquote, Veränderung des BIP, Einkommen der Haushalte sowie weitere Faktoren berücksichtigt.
Zum 30. Juni 2014 gab es 35.086 sozialversicherungspflichtig Beschäftigte am Arbeitsort sowie 25.335 am Wohnort. Damit stieg deren Gesamtzahl in den letzten fünf Jahren um 6.593. 2014 (2013) gab es 23.065 (22.478) Einpendler und 13.382 (12.721) Auspendler. Dies sind 3.642 (+19 Prozent) Einpendler bzw. 3.278 (+33 Prozent) Auspendler mehr als vor zehn Jahren. Der Pendlersaldo ist positiv. Zum 30. Juni 2014 (2013) betrug der Einpendlerüberschuss 9.683 (9.757) Personen und blieb mit neun- bis zehntausend Personen die letzten zehn Jahre nahezu konstant.

### Ansässige Unternehmen (Auswahl)
Etwa 30 % der sozialversicherungspflichtigen Arbeitnehmer Landshuts sind im produzierenden Gewerbe beschäftigt. Im Sekundärsektor dominieren die Bayerischen Motoren Werke mit Abstand die Wirtschaftswelt der Stadt. In der seit 1967 bestehenden Produktionsstätte des Automobilbauers fertigen heute etwa 3300 Menschen Zylinderköpfe, Stoßfänger, Kunststoffkomponenten und andere Einzelteile an, die in fast allen Produkten des Unternehmens zum Einsatz kommen. Der zweitgrößte Arbeitgeber des produzierenden Gewerbes ist der Motor- und Ventilatorenhersteller EBM-Papst. Der Weltmarktführer in der Luft- und Antriebstechnik beschäftigt in seinem drittgrößten Standort ungefähr 1000 Menschen.
Weitere überregional bedeutende Unternehmen sind Schott Electronics sowie Brandt Zwieback-Schokoladen, die jeweils knapp 600 Menschen an ihren Standorten in Landshut beschäftigen. Letzteres Unternehmen, das vor allem durch Zwieback zu Berühmtheit gelangte, lässt in seinem seit 1940 bestehenden Landshuter Standort hauptsächlich Schokoladenprodukte herstellen. Schott Electronic Packaging stellt in der Stadt hauptsächlich Abdichtungen elektronischer Bauteile her. Auch Cine Project als eine der führenden Kinotechniklieferanten ist in Landshut ansässig.
Nach größerem Abstand zu den genannten Unternehmen folgen Produktionsstätten von Vishay Intertechnology, einem der größten Hersteller von Halbleitern und passiven elektronischen Bauelementen, der im Textilmanagement tätigen Josef Urzinger GmbH sowie dem bayernweit tätigen Reifenfachhandel Reifen Wagner, die jeweils etwa 200 Beschäftigte zählen. Erwähnenswert sind schließlich noch die in Landshut ansässigen Unternehmen Klann Verpackungen, bei dem über 150 Menschen arbeiten, und der Beschläge- und Werkzeuggroßhandel Seefelder GmbH mit 110 Mitarbeitern.
Der größte Arbeitgeber im Dienstleistungssektor ist die Sparkasse Landshut mit knapp 600 Angestellten. Weitere bedeutende in Landshut ansässige Handels- bzw. Dienstleistungsbetriebe sind die Deutsche Telekom mit etwa 450 sowie der Energiekonzern E.ON mit insgesamt über 1250 Angestellten. Hier entfällt der Großteil der Beschäftigten auf den Hauptsitz der E.ON Service Plus, die in der eigens nach dem Unternehmen benannten E.ON-Allee am Landshuter Messepark derzeit 650 Mitarbeiter beschäftigt. Bald soll dort ein weiterer Neubau zusätzlichen Platz für 250 weitere Angestellte schaffen. Außerdem befindet sich in der Luitpoldstraße der Deutschlandsitz der E.ON Wasserkraft. Erwähnenswert ist außerdem die Vertriebs- und Marketingzentrale von OMV Deutschland, die sich an der Stadtgrenze zu Ergolding befindet.
Die einzigen verbliebenen Brauereien der Stadt sind die Brauerei C. Wittmann sowie das Landshuter Brauhaus. Die einzige verbliebene Mühle ist die Meyermühle, die zur Hofpfisterei gehört.
Von wirtschaftlich wichtiger Bedeutung ist Landshut als Messestandort. Nach Schließung der Landshuter Schoch-Kaserne wurde der neue Messepark Landshut, der zu den größten Bayerns gehört, 2003 im Osten der Stadt eröffnet. Die drei wichtigsten Messen sind die Niederbayernschau (drittgrößte Verbrauchermesse Bayerns), die Landshuter Umweltmesse, die Bayern-Bau sowie Future Trend, die jeweils zweijährlich stattfinden.

### Staatliche Einrichtungen und Behörden

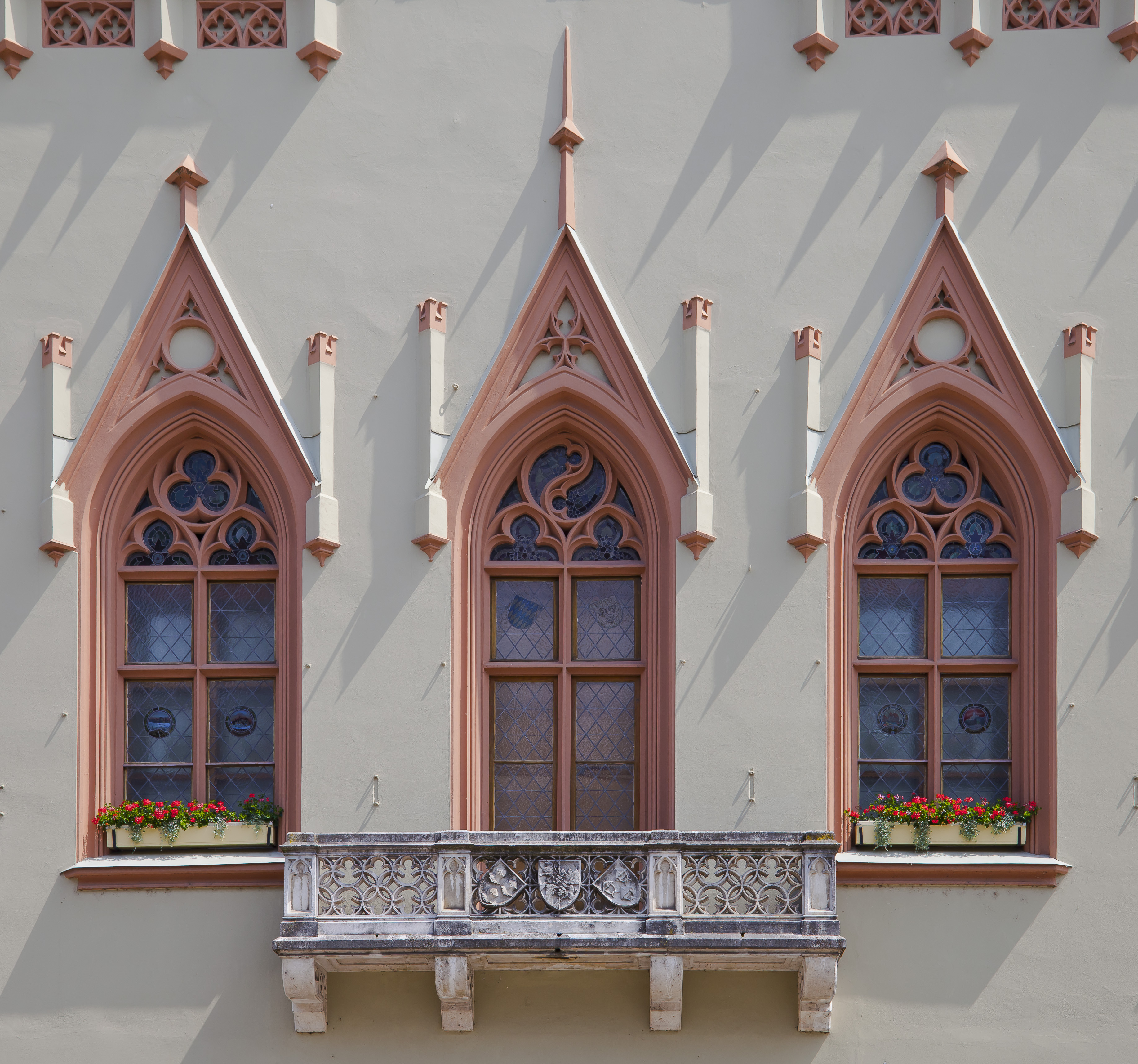
Detail vom Balkon des Rathauses

Die Stadt verfügt über zwei große Amtsgebäude: Das Rathaus 1 ist das historische Rathaus der Stadt. Es steht in der Altstadt und dient bis heute als Sitz des Stadtrats, der Bürgermeister sowie zahlreicher Ämter. Da es für die Stadtverwaltung zu klein geworden war, waren bis zum Ende des 20. Jahrhunderts die meisten Ämter dezentral auf mehrere Gebäude verteilt. 2004 wurden sie in einen als Rathaus 2 bezeichneten Gebäudekomplex an der Luitpoldstraße verlagert und ein zentrales Bürgerbüro eingerichtet.
Die Stadt Landshut ist Sitz der Regierung von Niederbayern, des Kreistages des Landkreises Landshut sowie der Deutschen Rentenversicherung Bayern Süd (ehemals LVA Niederbayern/Oberpfalz und LVA Oberbayern).
Es gibt eine Arbeitsagentur, der das gleichnamige Gebiet unterstellt ist, und eine Geschäftsstelle der Sozialversicherung für Landwirtschaft, Forsten und Gartenbau (SVLFG). 1880 wurde ein Hauptzollamt eingerichtet, das seit 1895 an der Seligenthaler Straße untergebracht ist. Sowohl die Justizgebäude als auch das Finanzamt zogen in den späten 1980er Jahren in neue Gebäudekomplexe an der Maximilianstraße im Osten der Stadt. Seit 1913 besteht das Wasserwirtschaftsamt Landshut (frühere Bezeichnungen Königliches Kulturbauamt Landshut, Kulturbauamt Landshut), welches für die Stadt Landshut und die Landkreise Landshut, Kelheim und Dingolfing-Landau zuständig ist. Das Landesamt für Finanzen ist mit einer Dienststelle vertreten, die neben Bezüge- und weiteren Zuständigkeitsbereichen die Staatsoberkasse Bayern beinhaltet. Es besteht ein Amt für Ernährung, Landwirtschaft und Forsten.
Ein Landgericht und ein Amtsgericht haben ihren Sitz in Landshut. Das Landgericht ist zuständig für das Gebiet der Landkreise Dingolfing-Landau, Erding, Freising, Landshut und Rottal-Inn sowie für die Stadt Landshut. Ihm unterstehen die Amtsgerichte in Eggenfelden, Erding, Freising, Landau an der Isar und Landshut. Das Amtsgericht Landshut verfügt neben dem Straf- und Zivilgericht über ein Registergericht, ein Nachlassgericht, ein Familiengericht, ein Vollstreckungsgericht sowie ein Vormundschaftsgericht. Außerdem besteht ein Sozialgericht. Das Arbeitsgericht Regensburg unterhält dort eine eigenständige Kammer. Häftlinge werden in der Justizvollzugsanstalt Landshut untergebracht.

### Verkehr

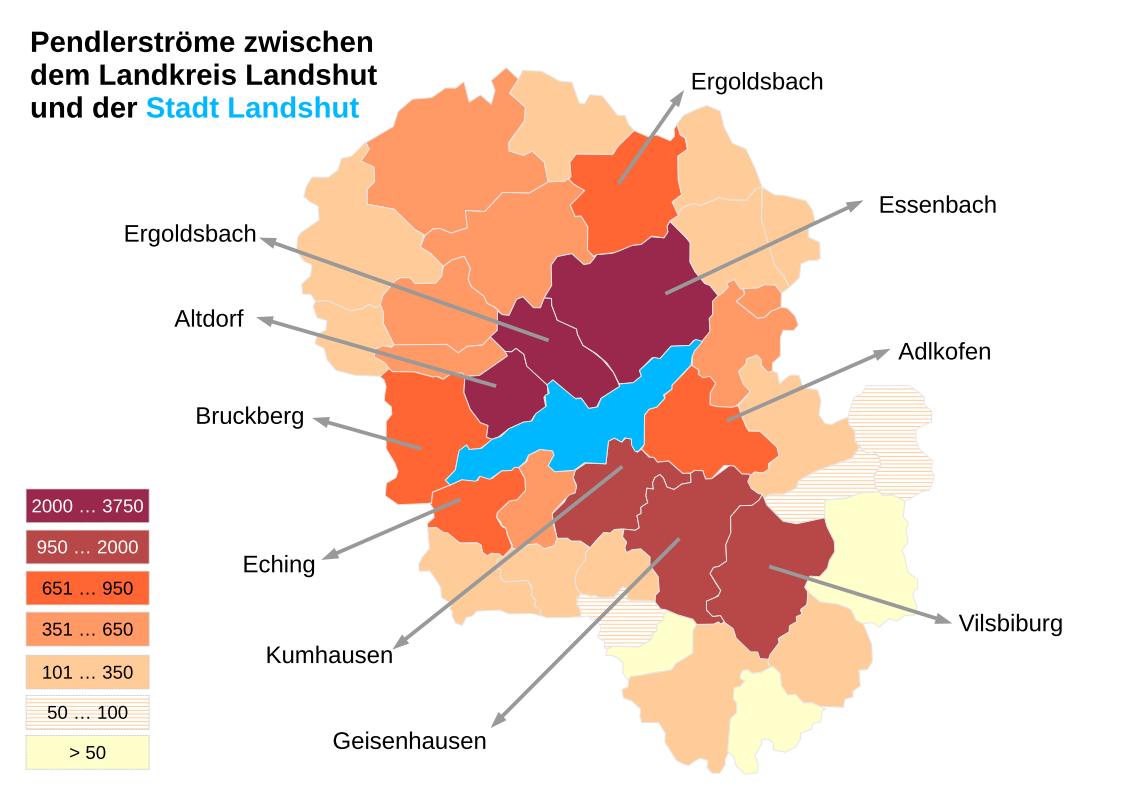
Darstellung der Pendlerströme aus den Gemeinden des Landkreises Landshut in die Stadt Landshut und umgekehrt. Stand: 30. Juni 2016

Sowohl als Wirtschaftszentrum – Gewerbe wie Industrie – als auch als Verwaltungszentrum ist Landshut ebenso ein Zentrum täglicher Pendlerströme (siehe Grafik).

#### Straßenverkehr
Landshut ist durch drei Anschlussstellen an die A 92 angeschlossen. Durch das Stadtzentrum verlaufen mehrere Bundesstraßen.
- B 15: In Nord-Süd-Richtung verbindet sie Hof mit Rosenheim und ist von der A 92 (Ausfahrt Landshut/Essenbach) bis zur Stadtgrenze vierspurig ausgebaut.
- B 11: Sie verband ursprünglich den Bayerischen Wald mit München und dem Werdenfelser Land. Nach dem Bau der A 92 wurde sie östlich von Landshut zur Staatsstraße abgestuft und beginnt nun im Westen am „Kupfereck“, wo sie von der B 15 abzweigt.
- B 299: Sie verbindet Altenmarkt an der Alz mit Amberg auf einer Nord-Süd-Achse und ist die kürzeste Verbindung zwischen den Erdölrafferien bei Ingolstadt und Neustadt an der Donau und dem Bayerischen Chemiedreieck. Nördlich von Landshut wird sie als Versatz zwischen den Anschlussstellen Altdorf und Landshut-Nord auf der A 92 geführt. Das Stadtgebiet quert sie auf der Konrad-Adenauer-Straße, wo es regelmäßig zu Staus kommt, da sie sich in beiden Fahrtrichtungen von zwei auf eine Fahrspur pro Richtung verengt. Die Verkehrsbelastung liegt dort gemäß Verkehrszählung 2010 bei knapp 24.000 Fahrzeugen pro Tag. Bei Landshut-Nord sind es rund 18.500 und bei Landshut Ost in Richtung Weihbüchl zirka 13.700 Fahrzeuge pro Tag.
Quelle: BAYSIS-Datenbank[64]
- B 15n:Diese soll als „gelbe Autobahn“ Regensburg über Landshut mit Rosenheim verbinden. Der Anschluss an die A 92 bei Essenbach sollte 2019 erfolgen. Die Isarquerung östlich von Landshut und der Weiterbau südlich von Landshut sind strittig. Als Ost-Süd-Umfahrung Landshut (mit Anbindung B 15n/A 92 an B 15 und B 299) sollte sie für den vordringlichen Bedarf zum Bundesverkehrswegeplan 2030 angemeldet werden.[65]

Die verkehrliche Situation in Landshut ist dadurch geprägt, dass der Verkehr an drei Stellen im Stadtgebiet über die Isar geführt wird. Besonders belastet sind die Bereiche Hofmark-Aich-Straße/Luitpoldstraße (B 15 mit 24.500 bis 26.500 Fahrzeuge pro Tag) und die Konrad-Adenauer-Straße (B 299 mit 24.000 Fahrzeuge pro Tag) mit ihren beiden Brücken über die große und die kleine Isar. Zur Entlastung der Innenstadt wurde 1999 der Josef-Deimer-Tunnel unter dem Hofberg eingeweiht, der den Osten und Westen der Stadt verbindet. Er ist Teil eines Innenstadtrings, um den überörtlichen Verkehr um das Stadtzentrum herumzuleiten. Mit der „Osttangente Landshut“, die seit mehr als einem Jahrzehnt im Gespräch ist, soll hierzu ein zusätzlicher Isarübergang im Osten der Stadt geschaffen werden. Ein Verkehrsgutachten des Freistaats Bayern soll deren Bedarf klären. Ebenso wird als Westtangente Landshut seit den sechziger Jahren eine Umgehungsstraße im Westen diskutiert.
Über die Staatsstraße 2045 ist die Stadt an den nördlichen und südlichen Landkreis Landshut angebunden. Über die Staatsstraße 2143 erreicht man Ergolding, über die Kreisstraßen LA 26 Altdorf, LA 52 Altdorf bzw. Ergolding sowie LA 14 bei Auloh Niederaichbach.
|  | München – Freising – Moosburg – Landshut – Dingolfing – Deggendorf – () |
|  | Bayerisch Eisenstein – Deggendorf – Dingolfing – Landshut – Moosburg – Freising – München – Benediktbeuern – Krün |
|  | Hof – ( – Weiden) – Regensburg – ( Nürnberg/Passau) – Landshut – Dorfen – Haag – Rosenheim – ( – Kufstein) |
|  | Waldsassen – Amberg – Neumarkt i.d.OPf – Neustadt an der Donau – ( Ingolstadt/Kelheim) – ( Regensburg/AD Holledau) – Landshut – Vilsbiburg – Altötting – ( Linz/München) – Altenmarkt – ( Traunstein – Freilassing/Berchtesgaden) |
|  | (im Bau) Saalhaupt – Neufahrn – Ergoldsbach – Landshut – Vilsbiburg – Bad Aibling – ( – Salzburg) |

#### Schienenverkehr

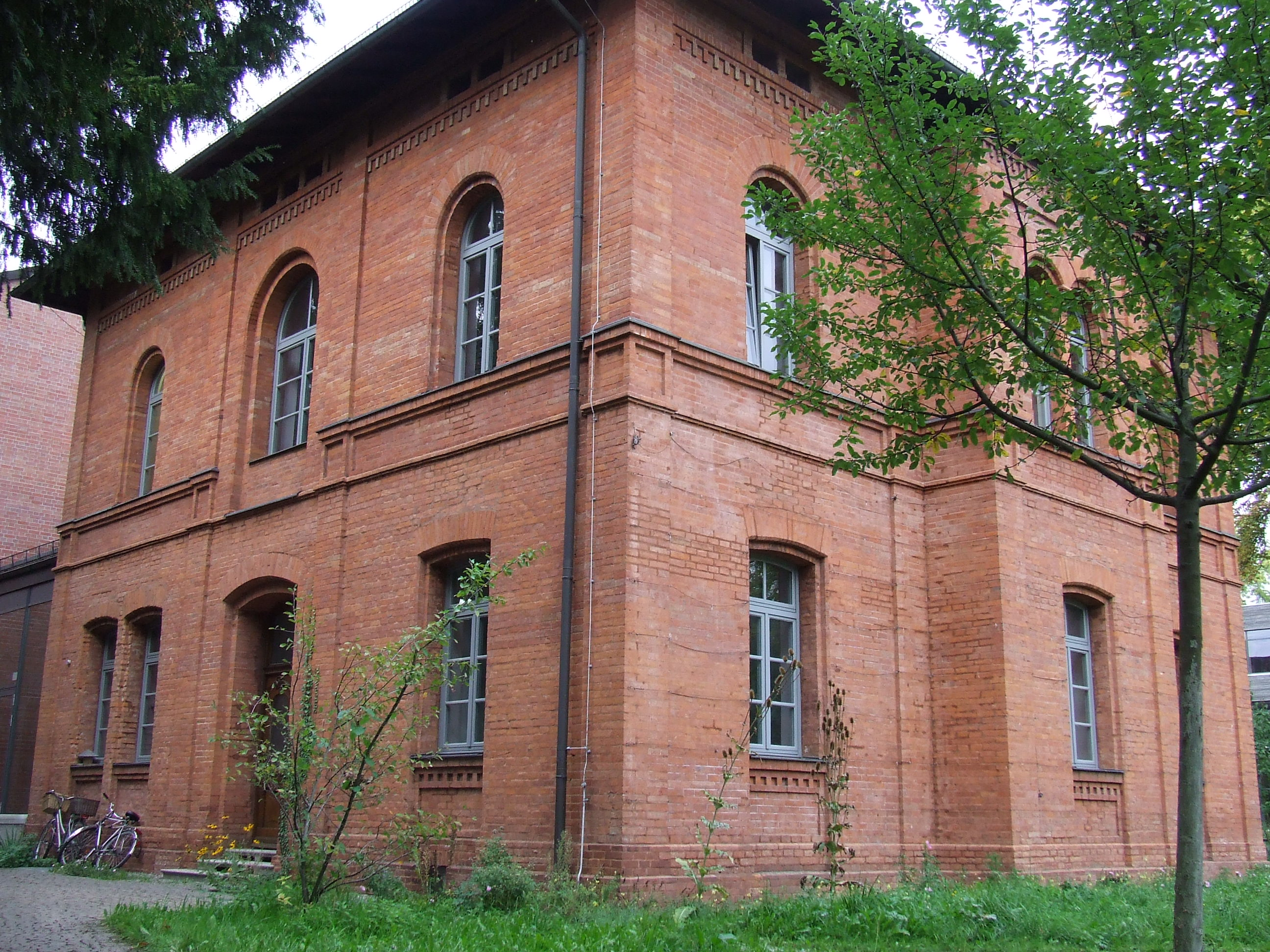
Alter Bahnhof Landshut

Während in der ersten Hälfte des 19. Jahrhunderts bereits zahlreiche Eisenbahnprojekte, wie die Strecke München–Augsburg (eröffnet im Jahr 1840), realisiert wurden, war Ostbayern lange Zeit ganz ohne Schienenanschluss. Wegen der schlechten finanziellen Situation des bayerischen Staates konnten in diesem Landesteil Trassen nur mithilfe privaten Engagements errichtet werden. Aus diesem Grund wurde 1856 schließlich die Actiengesellschaft der bayerischen Ostbahnen gegründet. Eine erste Strecke konnte bereits zwei Jahre später, am 3. November 1858, fertiggestellt werden, und Landshut war an das nationale Schienennetz angebunden, bevor die Strecke in nordöstliche Richtung weitergeführt wurde. Noch heute ist die durchgehend elektrifizierte, zweigleisige Strecke in Richtung München die mit Abstand wichtigste Bahnanbindung Landshuts. In Verbindung mit der weiterführenden Strecke nach Norden entstand somit die Hauptstrecke München–Regensburg (Kursbuchstrecke 930). Die Elektrifizierung zwischen München und Landshut war am 3. Oktober 1925, zwischen Landshut und Regensburg am 11. Mai 1927 abgeschlossen.
Eine weitere wichtige Bahnstrecke führt von Landshut aus in nordöstliche Richtung und reicht über Landau an der Isar bis nach Plattling und weiter nach Bayerisch Eisenstein. Diese Strecke (KBS 931; VzG 5634; km 0,0) ist nur eingleisig und bis Plattling elektrifiziert. Der erste Abschnitt (41,55 km) dieser Strecke von Landshut (km 0,0) nach Pilsting wurde am 15. Mai 1880 eröffnet und der neue Landshuter Hauptbahnhof wurde zugleich in Betrieb genommen. Die an dieser Strecke liegenden Industriewerke brachten soviel Güterverkehr, dass eine Elektrifizierung notwendig wurde. Zugleich wurde eine Umleitungsstrecke zur Relation Plattling–Regensburg geschaffen.
Es folgte am 4. Oktober 1883 die eingleisige, nicht elektrifizierte Bahnstrecke Neumarkt-Sankt Veit–Landshut (KBS 945; VzG 5720). Sie endet in Landshut (Bay) Hbf bei km 38,9. Die Strecke überquert die Isar auf der 329 Meter langen und 15 Meter hohen Achdorfer Eisenbahnbrücke.
Die am 3. November 1900 eröffnete Bahnstrecke Landshut–Rottenburg nach Rottenburg (Vzg 5632; 27,46 km) begann in Landshut (Bay). Der regelmäßige öffentliche Verkehr wurde zwischenzeitlich eingestellt; schon seit 1998 werden keine Güter mehr transportiert, das Projekt „Rola Landshut“ Rollende Landstraße fand damit ein schnelles Ende. Ein konzessioniertes Eisenbahnverkehrs- und Infrastruktur-Unternehmen (siehe Bayernbahn) führt an einigen Tagen im Jahr einen Museumsbahnverkehr auf den bis Neuhausen vorhandenen Gleisen durch.

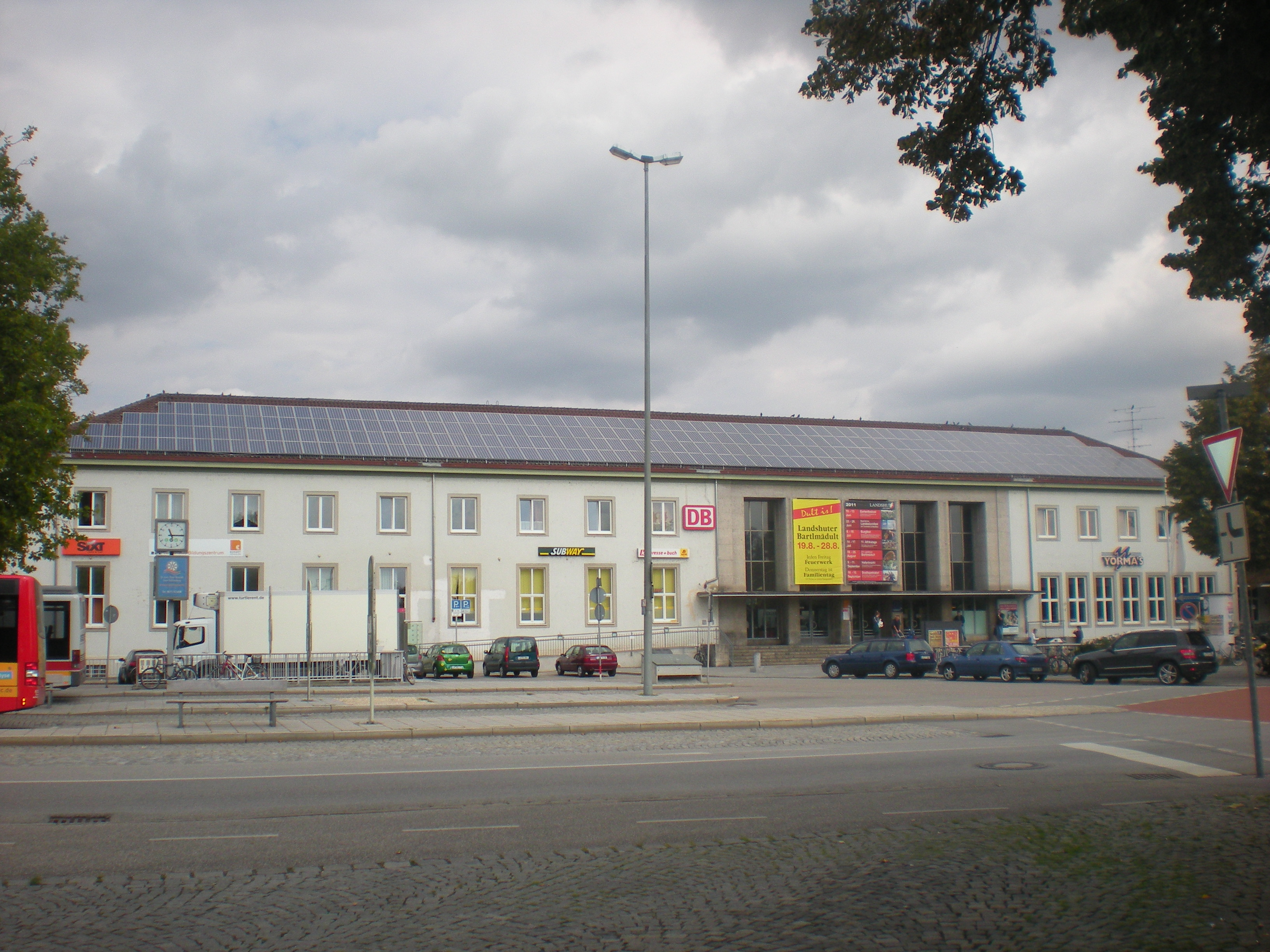
Neuer Hauptbahnhof Landshut

Der erste Landshuter Bahnhof wurde an der Inneren Regensburger Straße als Kopfbahnhof konzipiert. Knapp 20 Jahre später, am 15. Mai 1880, wurde er jedoch durch einen neuen Bahnhof außerhalb der Stadt ersetzt. Dieser wurde im Zweiten Weltkrieg durch Bombenangriffe weitgehend zerstört und in den ersten Nachkriegsjahren durch einen Neubau ersetzt.
Im südlichen Stadtgebiet existiert mit Landshut Süd ein weiterer Haltepunkt. Dieser soll im Rahmen des Ausbaus der Strecke Landshut-Salzburg (seit 2007) erheblich modernisiert werden.
Für Landshut fanden bereits Voruntersuchungen über eine Einbindung in den Münchner Verkehrs- und Tarifverbund statt. Da der Verbundbereich im Nachbarlandkreis Freising endet, gilt der Verbundtarif nur bis zum benachbarten Regionalexpress-Halt in Moosburg an der Isar. Mit Einführung des Donau-Isar-Express zum Fahrplanwechsel im Dezember 2009 und gleichzeitig dazu eingeführten zusätzlichen Regionalbahnen Freising-Landshut soll durchgängig alle 20 Minuten eine Zugverbindung nach München (teilweise mit Umsteigen) angeboten werden.

#### Nahverkehr
In den ersten zwanzig Jahren der Landshuter Eisenbahngeschichte verfügte die Stadt über einen Kopfbahnhof in der Nähe des heutigen Stadtzentrums. Da dieser wegen des enormen Zeitaufwandes jedoch bald zu unwirtschaftlich wurde, vor allem, weil sich die Strecke in den folgenden Jahren bis nach Regensburg ausgebreitet hatte, wurde der Bau eines neuen Bahnhofes notwendig, der schließlich im Jahr 1880 eingeweiht wurde. Da der Durchgangsbahnhof jedoch über zwei Kilometer vom Stadtzentrum – also der zentralen Altstadt – entfernt war, wünschten sich die Bewohner der Stadt bald eine bessere Verbindung der beiden Orte. Einen ersten wichtigen Schritt zum funktionierenden Nahverkehrsnetz markierte die Eröffnung einer Pferdebahn vom Hauptbahnhof bis zum Dreifaltigkeitsplatz südwestlich der Altstadt am 30. Juni 1902. Dem technischen Fortschritt entsprechend wurde die Straßenbahn Landshut bis 1913 vollständig elektrifiziert (erste Linie in Betrieb am 15. Februar 1913) und zweigleisig ausgebaut. Nach schweren Bombenangriffen auf das Bahnhofsareal im Jahr 1945 wurden große Teile der Gleisanlagen zerstört, so dass ein Betrieb nicht mehr möglich war. Anstatt die Schienen wieder befahrbar zu machen und das Depot wieder aufzubauen, wurde der Betrieb komplett eingestellt und 1948 durch den Oberleitungsbus Landshut ersetzt, der auf drei Linien große Teile des damaligen Stadtgebiets erschloss. 1966 schließlich hatte auch die letzte Stunde dieses Verkehrsmittels geschlagen; seitdem wird der öffentliche Personennahverkehr vollständig durch Omnibusse abgedeckt.
Aktuell verkehren dreizehn Linien der „StadtLinie“, die das gesamte Stadtgebiet abdecken, sowie fünf „ExpressLinien“, die vornehmlich für Berufspendler gedacht sind und die Hauptverkehrswege mit dem Bahnhof verbinden. Außerdem werden seit 2006 spezielle Busse eingesetzt, die die neu geschaffene „AbendLinie“ auf zehn Linien bedienen. Betreiber der Stadtbusse sind die Stadtwerke Landshut.
Seit 1. Januar 2019 gibt es den „LAVV“, einen Tarifverbund von Stadt und Landkreis Landshut. Somit können Stadt- und Landkreisbusse mit nur einem Fahrschein genutzt werden.
Der künftige Flächennutzungsplan der Stadt Landshut (Stand: 2005) hält an der „Option“ fest, das Schienennetz der Bahn in Zukunft in größerem Ausmaß für den öffentlichen Nahverkehr zu nutzen, zieht also die Entwicklung einer Stadtbahn in Betracht. Obwohl eine baldige Realisierung als sehr unwahrscheinlich einzustufen ist, wird auf kleinere Städte wie Nordhausen verwiesen, die trotz ihrer geringen Einwohnerzahl über solche Systeme verfügen. Neben den bereits existierenden Haltepunkten Landshut (Bayern) Hauptbahnhof und Landshut Süd werden neue Haltestellen in der Münchnerau, am Hans-Leinberger-Gymnasium, nahe den Kliniken und in der Bayerwaldsiedlung sowie weitere Haltepunkte auf den Strecken in Richtung Ergoldsbach und Dingolfing und die Reaktivierung einer Teilstrecke in Richtung Rottenburg in Betracht gezogen.

#### Flugverkehr

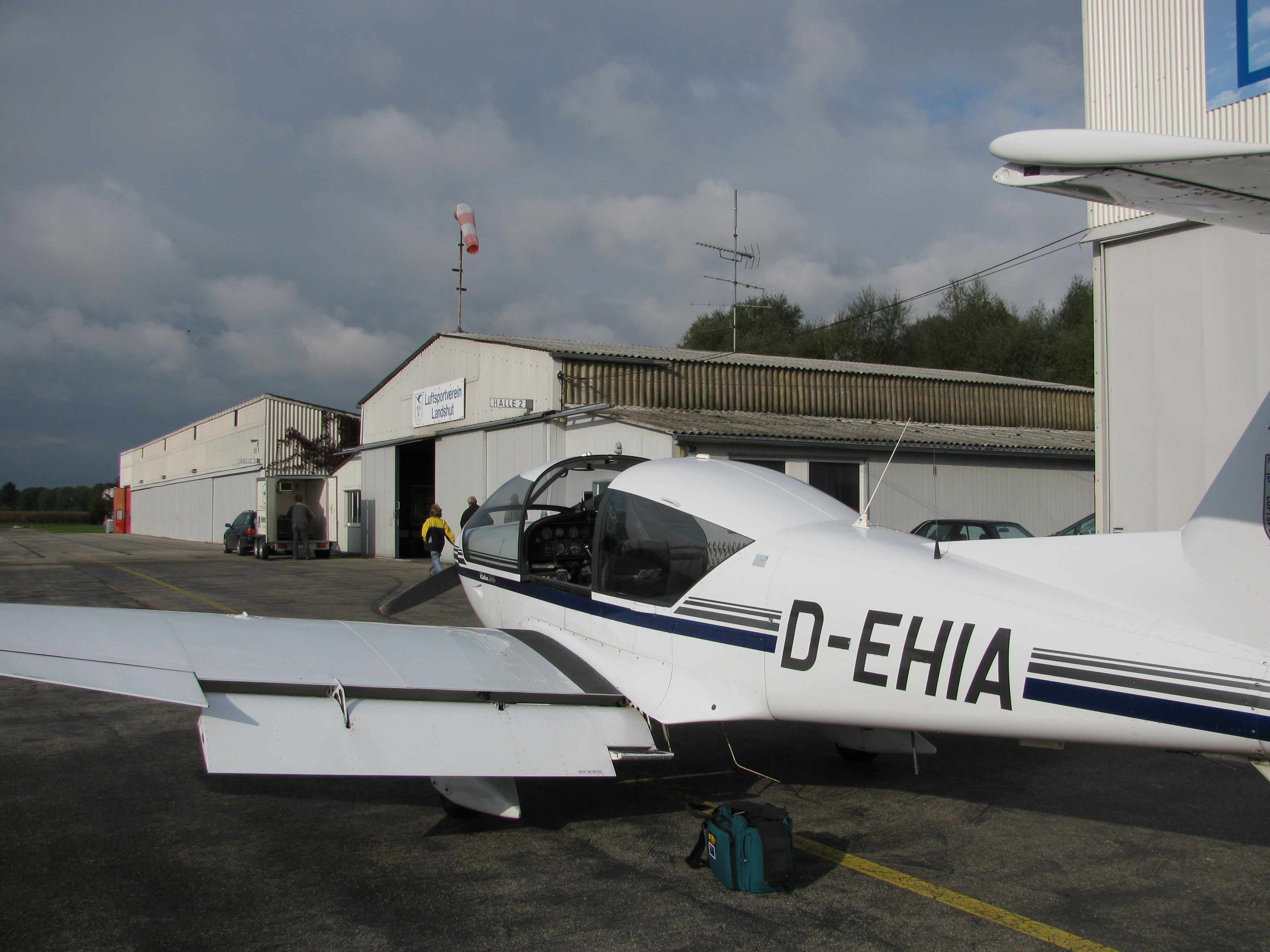
Eine Robin R3000 auf dem Flugplatz Landshut

Im westlichen Stadtgebiet, genauer gesagt im Stadtteil Münchnerau, befindet sich der Verkehrslandeplatz Landshut-Ellermühle (ICAO-Code: EDML). Schon in den späten 1950er Jahren gab es erste Bestrebungen, in der näheren Umgebung Landshuts einen Landeplatz für Klein- und Segelflugzeuge zu errichten. Bis zum Jahr 1960 erwarb die Stadt Landshut die erforderlichen Grundstücke, bevor der Luftsportverein Landshut im Jahr 1961 mit dem Bau beauftragt wurde. Nach der Fertigstellung der ersten Hallen und eines Towers nahm der Flugplatz am 26. August 1962 offiziell seinen Betrieb auf. In späteren Jahren wurde die Landebahn betoniert; in den 2010er Jahren hat diese eine Länge von 900 Metern und ist 20 Meter breit. Im Vorfeld einer europaweiten Änderung der Start- und Landeregelungen für den gewerblichen Flugverkehr zum 1. Januar 2005 wurde geplant, die Landebahn auf 1320 Meter zu verlängern und auf 23 Meter zu verbreitern. Dieses Vorhaben wurde jedoch im Vorjahr infolge eines Bürgerentscheids, dessen Gültigkeit ein Jahr beträgt, zunächst zum Stillstand gebracht.

### Gesundheitswesen
Im ausgehenden Mittelalter gab es in Landshut – wie im übrigen Bayern – noch keine Krankenhäuser im heutigen Sinn. Jedoch existierten zwei voneinander unabhängige Leprosen-Hospitäler, St. Nikola (erstmals 1252 erwähnt) links und St. Lazarus (seit 1403) rechts der Isar. In den folgenden Jahrhunderten wechselten sich verschiedene Einrichtungen ab. Das 1673 errichtete Hl.-Geist-Spital mit nur 12 Betten diente ab 1802 als Lehrkrankenhaus, bis das sogenannte Liebsbund-Krankenhaus seinen Betrieb aufnahm. Das 1810 eingeweihte Städtische Krankenhaus in der Ländgasse diente in den folgenden Jahren als Universitätsklinikum. Nach der Verlegung der Bildungsanstalt nach München verfielen jedoch die meisten Gesundheitseinrichtungen. In den folgenden Jahrzehnten fehlte es sowohl an Personal als auch an adäquaten Räumlichkeiten, ab 1910 wurden immer mehr Stimmen für einen Neubau laut. Die beiden Weltkriege machten diese Planungen jedoch vorerst zunichte. Die Patientenzahlen stiegen im Städtischen Krankenhaus um ein Vielfaches. Infolgedessen sah sich die Stadt gezwungen, insgesamt drei sogenannte Hilfs-Krankenhäuser einzurichten.
Erst ein 1960 begonnener Neubau, der 1965 eingeweiht wurde, bewirkte eine Entspannung in der prekären Lage des Landshuter Gesundheitswesens. Noch im Jahr der Eröffnung des neuen Hospitals wurden sämtliche Hilfs-Krankenhäuser der Städtischen Krankenanstalten Landshut aufgelöst. Seit 1990 unter dem Namen Klinikum Landshut bekannt, stellt es ein Krankenhaus der Schwerpunktversorgung dar (Versorgungsstufe II) und ist mit 583 Planbetten, über 18.000 jährlich behandelten Patienten und insgesamt etwa 1360 Angestellten eines der größten Krankenhäuser des westlichen Niederbayern und des nordöstlichen Oberbayern. Das Klinikum Landshut ist akademisches Lehrkrankenhaus der Ludwig-Maximilians-Universität München. Es verfügt über insgesamt vier zertifizierte Krebszentren: Prostatakrebszentrum, Brustkrebszentrum, Darmkrebszentrum, Onkologisches Zentrum. 2011 wurde im Klinikum die bis dato erste überregionale Stroke Unit in Niederbayern zertifiziert (in Betrieb bereits seit Oktober 2006). Seit Anfang 2012 existiert in Landshut die erste Klinik für Altersheilkunde unter dem Dach des Klinikums. Darüber hinaus wurde ein Zentrum für Lungen- und Bronchialheilkunde etabliert.
In Landshut befinden sich inzwischen mehrere Krankenhäuser:
Das Klinikum Landshut (Versorgungsstufe II), das Kreiskrankenhaus Landshut-Achdorf (Grund- und Regelversorgung), das Kinderkrankenhaus St. Marien und das Bezirkskrankenhaus Landshut.
Das Kreiskrankenhaus Landshut-Achdorf (Grund- und Regelversorgung), das sich ebenfalls in der Stadt Landshut befindet, ist regionales Traumazentrum und verfügt unter anderem über mehrere Medizinische Kliniken, Chirurgische Kliniken, eine Interdisziplinäre Palliativstation und eine Frauenklinik sowie das Perinatalzentrum Niederbayern (Level 1). Das Krankenhaus, das seit 1906 besteht und 1977 komplett neu errichtet wurde, ist Lehrkrankenhaus der Technischen Universität München und in allen vier Hauptabteilungen – Innere Medizin, Chirurgie, Gynäkologie und Anästhesie – in die Lehre und die Ausbildung der Medizinstudenten eingebunden. Es gehört dem Landshuter Kommunalunternehmen für medizinische Versorgung an. Das Landshuter Kommunalunternehmen für Medizinische Versorgung (Lakumed) umfasst die drei kommunalen Krankenhäuser des Landkreises Landshut: Landshut-Achdorf, Vilsbiburg und Schlossklinik Rottenburg. Mehr als 65.000 Patienten werden jährlich ambulant und stationär in den Krankenhäusern von Lakumed versorgt. Mit mehr als 565 Planbetten und rund 1350 Mitarbeitern ist Lakumed einer der größten Anbieter für medizinische Versorgung in Niederbayern und den angrenzenden oberbayerischen Landkreisen.
Neben diesen beiden dominierenden Einrichtungen gibt es das Kinderkrankenhaus St. Marien, dessen Geschichte bis ins Jahr 1919 zurückreicht, als ein Heim für gefährdete Säuglinge errichtet wurde. In den späten 1960er Jahren wurde ein Neubau bezogen. Das Bezirkskrankenhaus Landshut für Erwachsenenpsychiatrie sowie Kinder- und Jugendpsychiatrie ist für den gesamten Bezirk Niederbayern zuständig.
Nach derzeitigem Berechnungsmaßstab wird die medizinische Versorgung im Mittelbereich Landshut mit 119,8 Prozent bewertet. In Stadt und Landkreis Landshut gab es 2014 insgesamt 125 Hausärzte.

### Bildungswesen

#### Überblick
Nach der Stadtgründung im Jahr 1204 war die Pfarrei St. Martin über Jahrhunderte hinweg die wichtigste – und anfangs einzige – Institution, die sich um die Bildung der Stadtbewohner bemühte. Ein erster Schulmeister war nachweislich ab 1257 in der Stadt tätig. Infolge der Gründung des Dominikaner- und des Franziskanerklosters in den Jahren 1271 und 1280 erweiterten sich die Möglichkeiten zur Ausbildung der Jugend. Bis in das frühe 17. Jahrhundert waren in den beiden größten Pfarreien der Stadt (St. Martin und St. Jodok) einzelne Schulmeister aktiv, deren Unterricht durchschnittlich nur etwa 50 Kinder besuchten. Ein einschlägiges Datum im Bildungssystem der Stadt stellt das Jahr 1629 dar: Mitten im Dreißigjährigen Krieg schickte Herzog Maximilian I. Jesuiten-Mönche nach Landshut, die mit der Errichtung des ersten Landshuter Gymnasiums begannen. Diese Bildungsanstalt wurde bis 1773 von den Jesuiten betreut, bis der Orden aufgelöst wurde. Infolgedessen wurde der Schulbetrieb mithilfe weltlicher Lehrer fortgesetzt. Parallel dazu sah sich der seit 1668 in der Stadt ansässige Ursulinenorden mit der Aufgabe der Ausbildung der weltlichen Stadtbewohner konfrontiert. Im 19. Jahrhundert wurden dort bereits 400 Kinder unterrichtet. Das Jahr 1800 bildet einen weiteren Meilenstein in der Bildungsgeschichte Landshuts: Der bayerische Kurfürst Max IV. Joseph (der spätere König Maximilian I.) verlegte die einzige bayerische Universität, die Universität Ingolstadt, wo sie 1472 von Herzog Ludwig dem Reichen gegründet worden war, in die niederbayerische Hauptstadt (siehe dazu auch Universität Landshut). Im folgenden Vierteljahrhundert unterrichteten zahlreiche angesehene und bekannte Professoren an dieser tertiären Bildungsanstalt. Unter der Herrschaft Ludwigs I. verschwand die heute als Ludwig-Maximilians-Universität bekannte Bildungseinrichtung 1826 wieder aus dem Stadtbild und hat seitdem in der Landeshauptstadt München ihren Hauptsitz.
Infolge der am 23. Dezember 1802 in Bayern eingeführten allgemeinen Schulpflicht und der langsam einsetzenden Industrialisierung erlebte auch das Bildungssystem in der Stadt einen Aufschwung. Während des späten 19. Jahrhunderts und des beginnenden 20. Jahrhunderts wurden zahlreiche Bildungseinrichtungen neu eröffnet oder erheblich erweitert. Dazu zählten zum Beispiel die 1812 gegründete Industrieschule, die Mädchen im Umgang mit Stoffen ausbildete, die seit 1833 bestehende Landwirtschafts- und Gewerbeschule, die Kreis-Ackerbauschule, die erstmals 1854 ihre Pforten öffnete oder die seit 1873 existierende „Töpferschule“. Daneben wurden erste Grund- und Realschulen errichtet. Auch wenn die beiden Weltkriege den Schulen stark zusetzten, erholte sich das Bildungssystem der Stadt nach 1945 bald wieder. Bereits zwei Jahre später konnte die Volkshochschule Landshut ihre Tore öffnen. Heute gibt es ein breitgefächertes Schulsystem mit insgesamt neun Grundschulen, eine Waldorfschule (Private Grundschule), drei Förderzentren, drei Mittelschulen, zwei Realschulen sowie zwei Wirtschaftsschulen. Daneben gibt es noch zahlreiche Berufs(fach)schulen, zwei Berufsoberschulen, zwei Fachoberschulen, die Sparkassenakademie Bayern, ein Agrarbildungszentrum sowie zahlreiche weitere Einrichtungen.

#### Gymnasien
Es gibt drei Gymnasien, von denen das Hans-Carossa-Gymnasium, das aus der Jesuitenschule von 1629 hervorging, das älteste ist. Benannt wurde es nach dem Arzt und Autor Hans Carossa, der dort im Jahr 1897 sein Abitur erlangte und in seinem späteren, autobiographisch geprägten Werk ein symbolisch aufgeladenes, verklärendes Porträt der Stadt Landshut zeichnete. Das nach dem berühmten Bildhauer Hans Leinberger benannte Hans-Leinberger-Gymnasium ist mit 1348 Schülern das größte der drei Gymnasien und wurde im Jahr 1833 als Königliche Gewerbeschule gegründet. Das Gymnasium Seligenthal, das von der Schulstiftung Seligenthal betrieben wird, basierte auf einem Mädchen-Lyzeum und wurde 1838 als „Erziehungsinstitut“ gegründet. Bis zum Schuljahr 2008/2009 war es ein reines Mädchengymnasium.
Sie werden aktuell (Schuljahr 2014/2015) von 3010 Schülern besucht. Im Schuljahr 2013/2014 lag die Zahl noch bei 3141. Damit nahm im vierten Jahr in Folge die Schülerzahl von ihrem Höhepunkt mit 3650 im Schuljahr 2010/2011 ab.
Gemäß Zensus 2011 besuchten in Bayern durchschnittlich 25,3 Prozent der Schüler das Gymnasium. Im Regierungsbezirk Niederbayern lag dieser Anteil bei 21,6 Prozent und bezogen auf die Stadt Landshut bei 29,4 Prozent (Landkreis Landshut 20,7 Prozent). Der Anteil der Personen über 15 Jahre mit Hochschulreife (Abitur oder Fachabitur) lag in Bayern im Durchschnitt bei 26,1 Prozent; in Niederbayern lag diese Quote bei 17,5 Prozent.

#### Hochschule Landshut
1978 wurde die Hochschule Landshut (mittlerweile Hochschule für angewandte Wissenschaften Landshut) eröffnet. Zum Wintersemester 2018/2019 waren 4900 Studenten immatrikuliert. Die ursprünglich als Fachhochschule gegründete Hochschule für angewandte Wissenschaften umfasst die sechs Fakultäten Informatik, Betriebswirtschaftslehre, Elektrotechnik und Wirtschaftsingenieurwesen, Maschinenbau, Soziale Arbeit und Interdisziplinäre Studien.
Ab dem Wintersemester 2024/2025 wird Landshut auch einer der vier Standorte des MedizinCampus Niederbayerns sein, und somit Ausbildungsort für Studierende der Humanmedizin. Klinische Standorte in Landshut sind das Klinikum, das Kreiskrankenhaus Achdorf und das Kinderkrankenhaus.

### Ehemalige Garnison
Landshut war bis 1945 Garnisonsstadt für die Bayerische Armee, Reichswehr und Wehrmacht. In der Zeit des Kalten Krieges waren zunächst Einheiten der US-Armee stationiert. Nach Gründung der Bundeswehr beherbergte die Stadt eine bedeutende Heeresgarnison (zuletzt Panzerbrigade 24), die bis zur Aufgabe der Schoch-Kaserne 1994 bestand.

### Medien

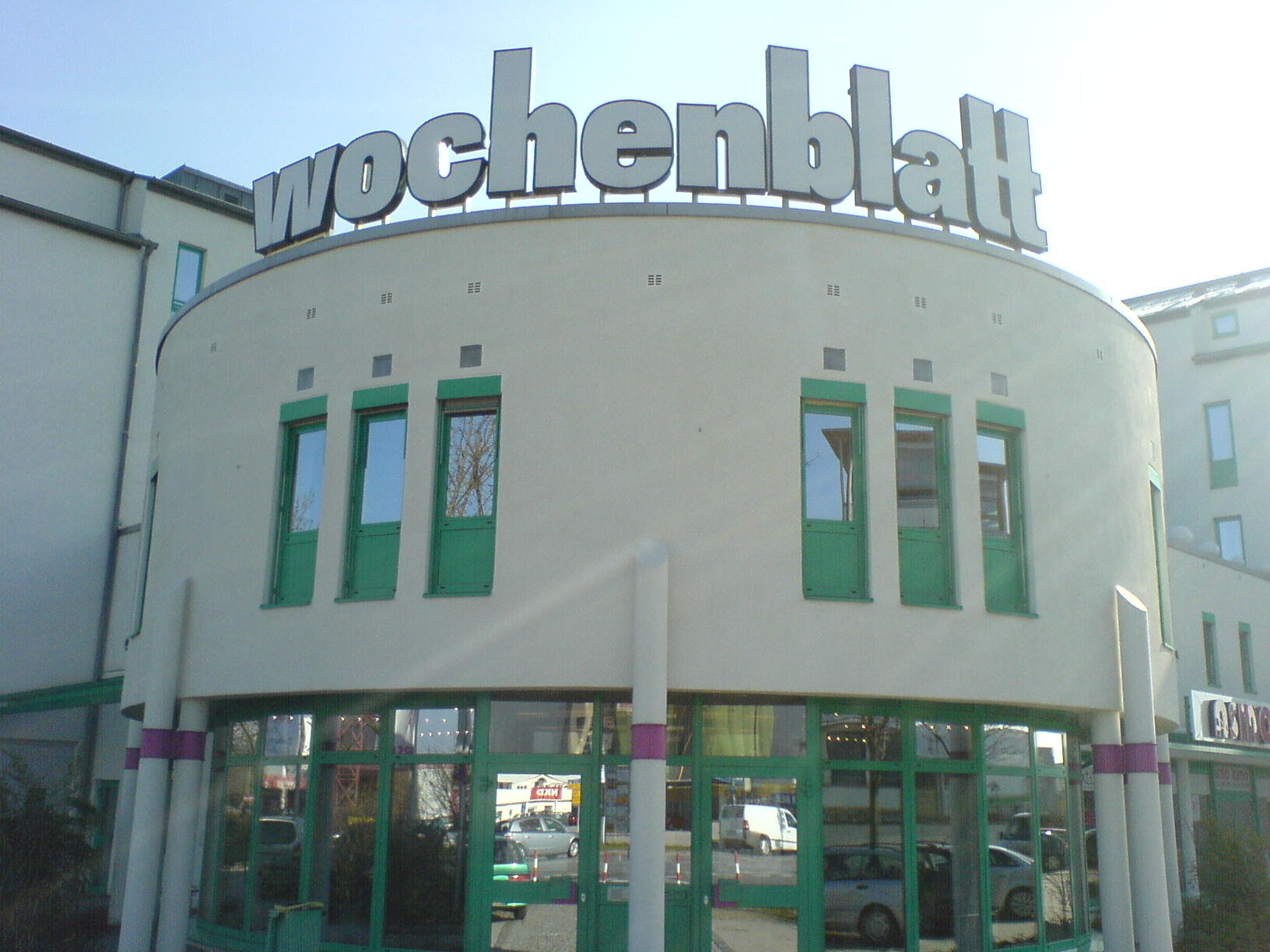
Hauptsitz der Wochenblatt-Verlagsgruppe

Landshut ist Sitz mehrerer Rundfunkanstalten. So unterhält der öffentlich-rechtliche Sender, der Bayerische Rundfunk, in der Inneren Münchner Straße ein Korrespondentenstudio für Radio und TV. Außerdem sendet der regionale Fernsehsender der Stadt: Niederbayern TV Landshut regelmäßig aus seinen Studios in der Altstadt von Landshut und erreicht in seinem Sendegebiet, das sich auf den Landkreis Landshut sowie Teile der angrenzenden Landkreise Kelheim, Dingolfing-Landau und Freising ausdehnt, insgesamt 170.000 Zuschauer. Der Sender ist Mitglied von TV Bayern, einem Zusammenschluss von 15 Sendeanstalten aus dem Freistaat, sowie von ONTV, dem fünf ostbayerische Fernsehsender angehören. Im Bereich Hörfunk nimmt Radio Trausnitz eine gewichtige Stellung ein. Daneben unterhält der Jugendsender Radio Galaxy ein Regionalstudio in Landshut. Das mit Abstand wichtigste Druckerzeugnis der Stadt ist die Landshuter Zeitung, die seit 1951 der Mediengruppe Straubinger Tagblatt / Landshuter Zeitung angehört. Daneben gibt es noch die beiden kostenlosen, wöchentlich erscheinenden Zeitungen Landshut aktuell und Landshuter Wochenblatt. Letztere veröffentlicht von ihrem Hauptsitz in Landshut aus insgesamt sechzehn Regionalausgaben für beinahe ganz Ostbayern von Schwandorf bis nach Berchtesgaden.
Fernsehsender
- Niederbayern TV Landshut
- High View GmbH
  - Bergblick
  - Höhenrausch
  - Deluxe Music mit mehreren Dutzend Spartenkanälen wie Schlager Deluxe
  - Gute Laune TV
  - Jukebox TV
  - Just Cooking
  - Just Fishing
  - One Terra
  - Xplore TV
  - Crime Time
  - AXN Black
  - AXN White
  - Serien+
  - Hip Trips
- H2D (eingestellt)

Radiosender
- Maximal Radio
- Radio Galaxy
- Deluxe Radio

### Sendeanlagen
Auf der Weickmannshöhe betreibt die Deutsche Telekom einen 77 Meter hohen Sendeturm zur Abstrahlung von Radio, TV, Mobilfunk und Richtfunk.
Eine weitere Sendeanlage zur Abstrahlung von Hörfunkprogrammen betreibt der BR auf der Gemarkung Altdorf an der A 92.

### Trinkwasserversorgung und Abwasserentsorgung
Die Gewinnung, Aufbereitung und Verteilung des Trinkwassers wird von den Stadtwerken Landshut übernommen. Das Trinkwasser für Landshut stammt ausschließlich aus Grundwasser. Der Großteil des Wassers kommt seit 1952 aus vier Brunnen in Siebensee, in Schlossberg stehen zwei Reservebrunnen zur Verfügung. Nach einer UV-Bestrahlung zur Desinfektion wird es in das 322 Kilometer lange Leitungsnetz abgegeben. Hier sind zwei Hochbehälter zwischengeschaltet, die der Druckerhaltung dienen und Verbrauchsspitzen abdecken. Der Hochbehälter auf dem Birkenberg  wurde 1968 in Betrieb genommen und fasst 16.000 m³, der Speicher am Annaberg stammt aus dem Jahr 1887 und hat ein Volumen von 1.500 m³. Insgesamt beträgt die Abgabe der Stadtwerke 2 Mio. m³ im Jahr. Der Anschlussgrad an das Trinkwassernetz liegt in Landshut bei 100 Prozent.
Mit einer Gesamthärte von 18,5 °dH fällt das Wasser in den Härtebereich „hart“. Der Brutto-Verbrauchspreis liegt bei 1,63 Euro je Kubikmeter.
Die Ableitung und Reinigung des anfallenden Abwassers fällt ebenfalls in den Zuständigkeitsbereich der Stadtwerke. 99,4 % der Stadtbewohner waren 2016 an die Kanalisation angeschlossen. Sie hat im Ortsgebiet eine Länge von 370 Kilometern, davon 206 Kilometer im Mischsystem. Neben dem Landshuter Stadtgebiet entwässern auch die Gemeinden Ergolding, Altdorf, Furth (Ortsteil Arth) und Kumhausen in das Landshuter Kanalsystem.
Das Abwasser wird im zentralen Klärwerk in Dirnau  gereinigt. Die Anlage wurde am 21. November 1989 in Betrieb genommen und hat eine Kapazität von 260.000 Einwohnerwerten. Sie behandelt bei Trockenwetter etwa 30.000 m³ Abwasser täglich im Belebtschlammverfahren. Das gereinigte Abwasser wird in die Isar eingeleitet. Der anfallende Klärschlamm wird über einen Zeitraum von 28 Tagen verfault, durch Zentrifugen entwässert und anschließend verbrannt, das bei der Faulung entstehende Klärgas wird zur Strom- und Wärmeerzeugung in zwei Blockheizkraftwerken verwendet.

## Kultur und Sehenswürdigkeiten

### Bauwerke und Baudenkmäler
→ Liste der Baudenkmäler in Landshut

#### Burg

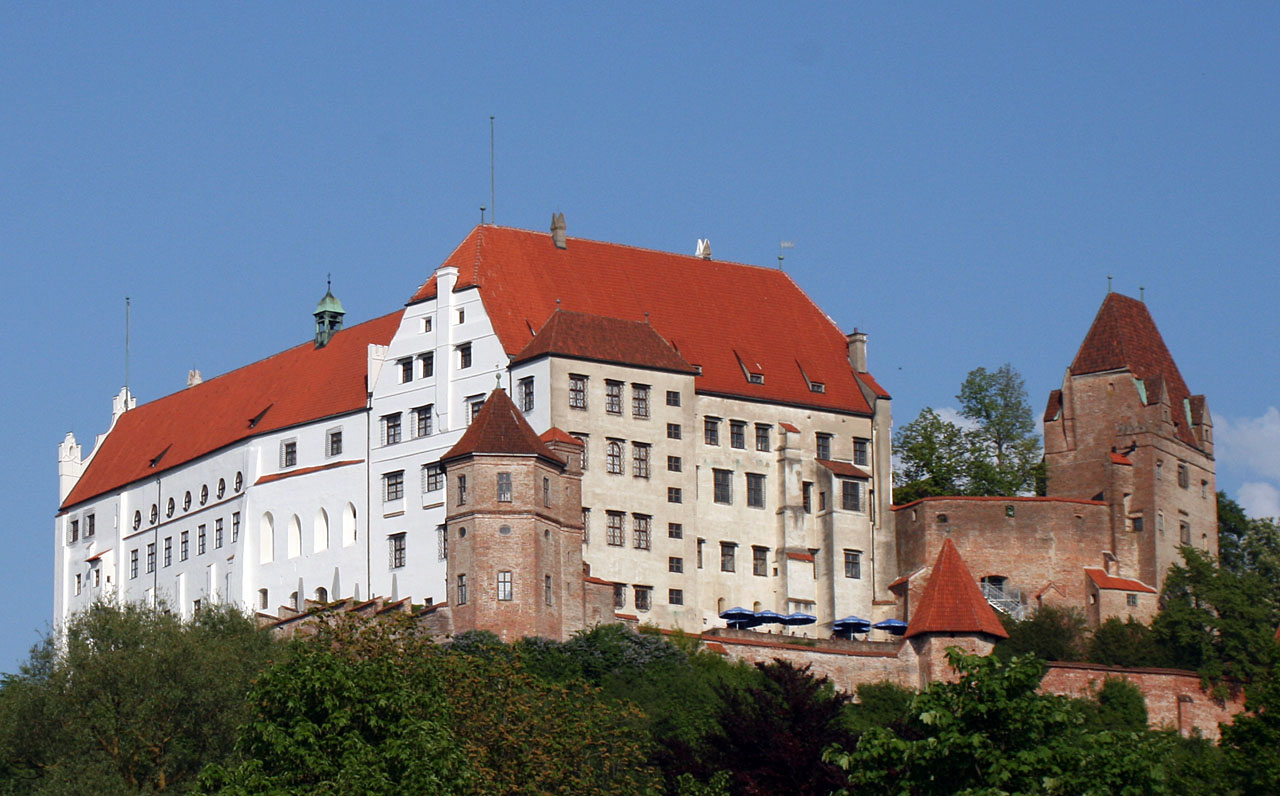
Burg Trausnitz hoch über der Stadt

Die Stadt Landshut entwickelte sich aus drei Siedlungskernen: Am höchsten Punkt des Steilhanges über der Isar, auf einer Höhe von über 500 m ü. NN, thront die Burg Trausnitz, deren Vorläufer bereits seit dem Jahr 1150 erwähnt sind und als „Hut und Schutz des Landes“ der zukünftigen Stadt an der Isar ihren Namen geben sollte. Die ältesten Teile der heute noch stehenden Wehranlage stammen aus der Zeit der Stadtgründung von 1204. Über Jahrhunderte hinweg Sitz der Wittelsbacher, erfuhr die Burganlage bis in das späte 16. Jahrhundert zahlreiche Um- und Ausbauten zum Schloss mit Laubengang. In den 1870er-Jahren ließ König Ludwig II. zahlreiche Räume der Anlage prunkvoll verzieren und ausstatten. Am 21. Oktober 1961 fielen jedoch Teile der Burgeinrichtung einem Großbrand zum Opfer. Die beiden anderen Siedlungskerne waren Seligenthal und die heutige Altstadt.

#### Befestigungen

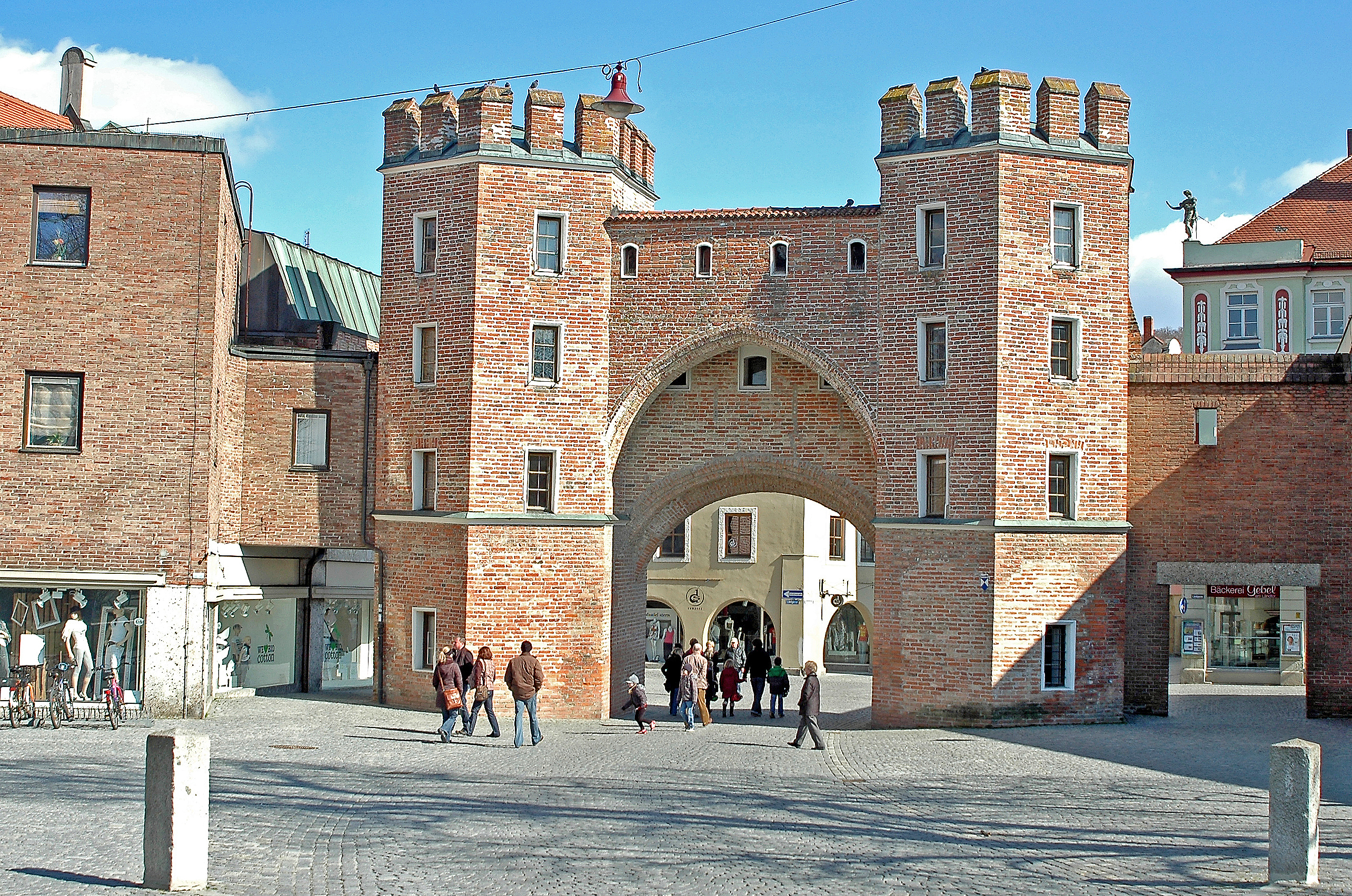
Ländtor

Um diese drei wichtigen Plätze, aus denen Landshut im Spätmittelalter bestand, vor Feinden zu schützen, wurde um die gesamte Stadt ein ausladendes System an Mauern und Gräben gezogen. Mit zahlreichen Wachtürmen versehen, wurde die Schutzmauer nur an acht Stellen durchbrochen, an denen prunkvolle Stadttore Zugang zur Stadt gewährten. Dank eines vom Drechslermeister Jakob Sandtner angefertigten Stadtmodells von 1570 sind von den Befestigungsanlagen noch zahlreiche Details bekannt. Von den insgesamt acht historischen Stadttoren sind nur zwei erhalten, das Ländtor und das untere Geschoss des Burghauser Tors, sowie der Röcklturm. Am Orbankai und am Hofberg gibt es noch kurze Teile der Stadtmauer. Bis ins Jahr 1809 war die Stadt vollständig von Befestigungsanlagen umgeben. Die Entfestung der Stadt begann mit der Sprengung des Blauen Turms und wurde im Lauf des 19. Jahrhunderts bis zum derzeitigen Stand fortgesetzt.

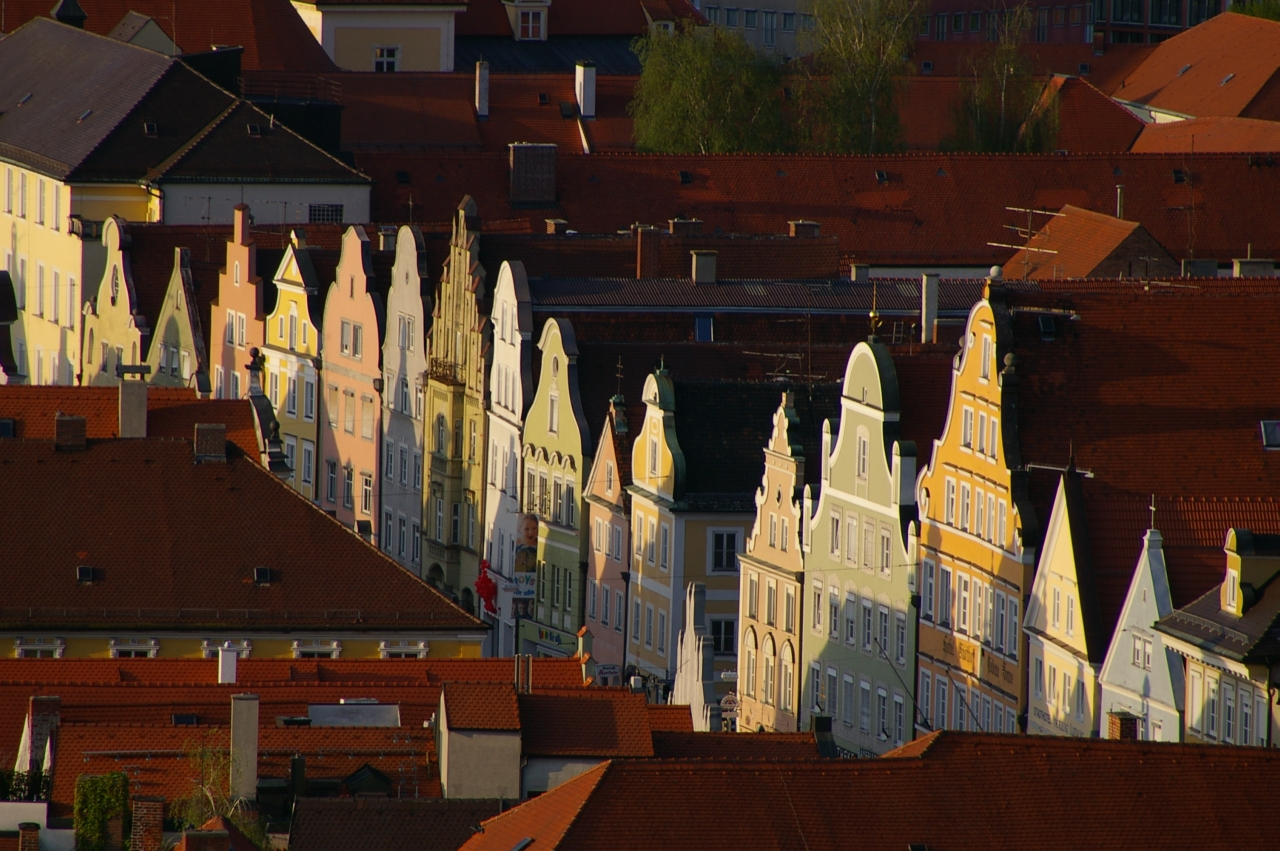
Die Neustadt von Burg Trausnitz aus

#### Kirchen (Auswahl)

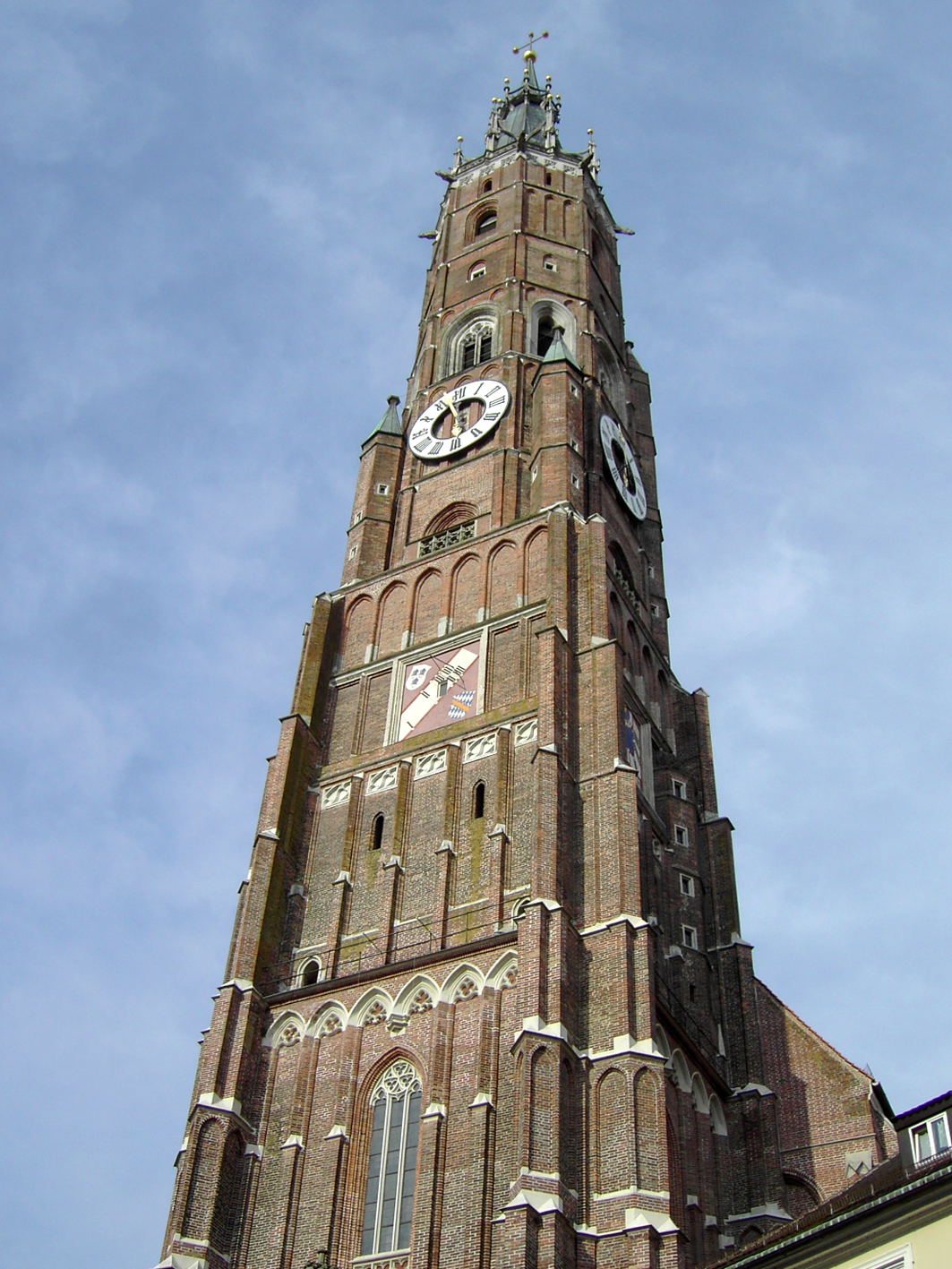
St.-Martins-Turm

Zu Füßen der Festungsanlage wurde 1380 mit der Errichtung der gotischen Martinskirche unter Hans von Burghausen begonnen, nachdem das vorherige Gotteshaus infolge des großen Stadtbrandes von 1342 drei Meter unterhalb des Stadtzentrums lag. Vollendet wurde das vollständig aus Backstein bestehende Gebäude jedoch erst im Jahr 1500. Einer Sage nach wollten die reichen Landshuter Stadtbewohner den Herzögen auf der Burg bis in die Suppenschüssel sehen können, ihnen also auf „Augenhöhe“ begegnen können. Das Resultat aus diesem Wunsch ist noch immer (Stand Anfang 2020) am eindrucksvollen Kirchturm von St. Martin zu erkennen, der mit einer Höhe von 130,6 m der höchste Backsteinturm der Erde sowie einer der höchsten Kirchtürme überhaupt ist. Im Jahr 2001 wurde die Stiftskirche des Kollegiatstifts St. Kastulus zur Basilica minor erhoben und wird seitdem als Stiftsbasilika bezeichnet.

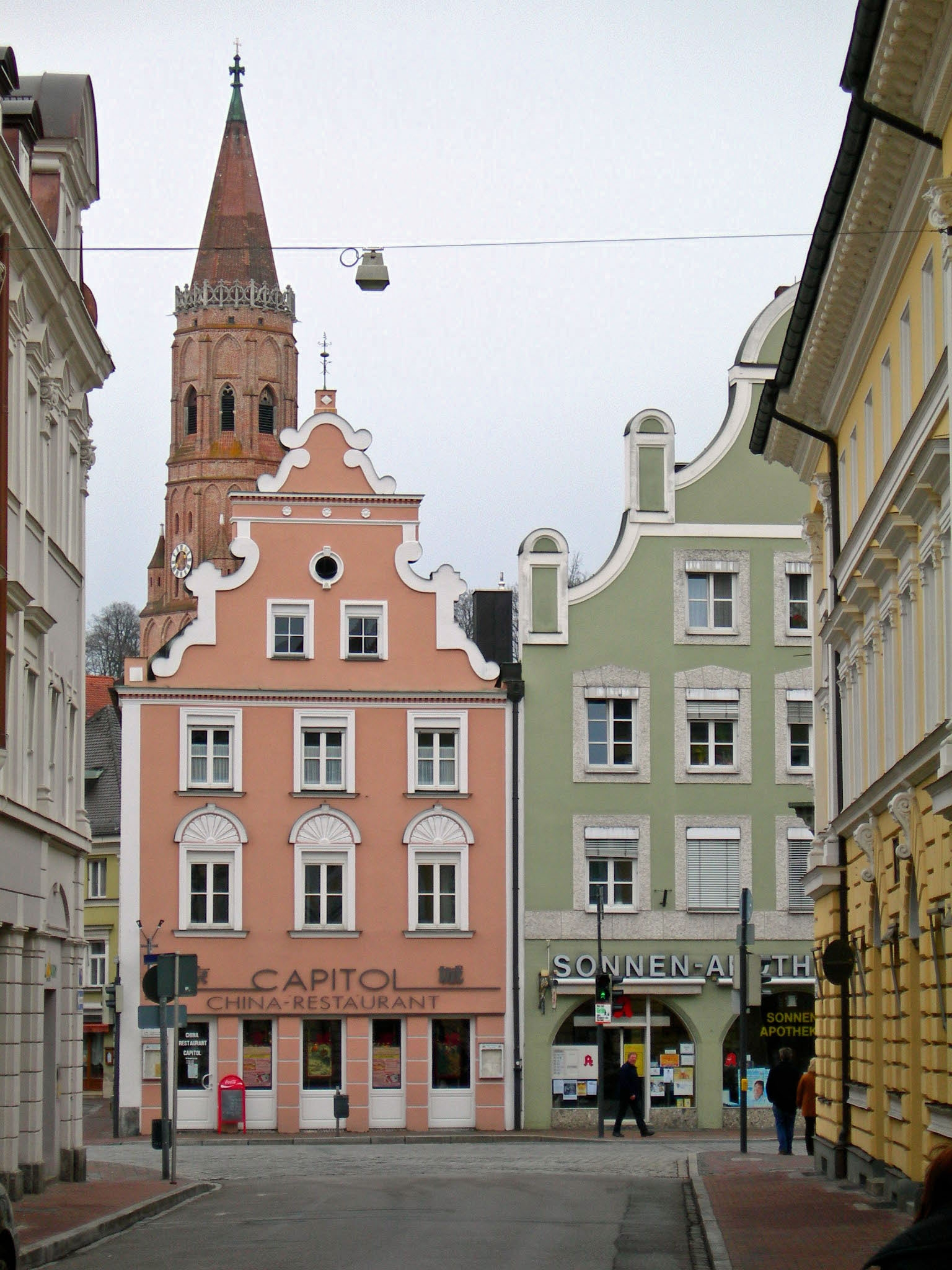
St. Jodok von der Rosengasse aus

Zusammen mit der 1461 vollendeten gotischen Heilig-Geist-Kirche grenzt sie die von gotischen Bürgerhäusern eingerahmte Altstadt ein, einen der breitesten Straßenmärkte überhaupt. Wenige Meter weiter östlich schließt sich bereits der nächste – unter dem Namen Neustadt bekannte – Straßenmarkt an und wiederum östlich davon schließt sich die platzartige Freyung an. Dort befindet sich mit der 1338 erstmals erwähnten gotischen Jodokskirche eine der besterhaltenen Backsteinkirchen ihrer Zeit. Wie die Heilig-Geist-Kirche zählt sie zu den berühmtesten Vertretern der gotischen Stethaimer Schule um Hans von Burghausen. Die gotische Pfarrkirche St. Nikola im gleichnamigen Stadtteil ist die älteste Kirche Landshuts nördlich der Isar. Auf dem Hofberg, bis 1928 die eigenständige Gemeinde „Berg ob Landshut“, ist die Pfarrei Hl. Blut mit ihrer gotischen Kirche angesiedelt.
Zur Zeit seiner Gründung befand sich das Kloster Seligenthal jenseits der beiden Isararme weit außerhalb des Stadtzentrums und sogar außerhalb des Befestigungsringes. Die Anlage wurde bereits im Jahr 1232 von Ludmilla, Witwe Ludwigs I. des Kelheimers, des Stadtgründers von Landshut, gegründet. Im 18. Jahrhundert wurde das Kloster der Zisterzienserinnen im Rokoko-Stil umgebaut, bevor es im Zuge der Säkularisation – wie auch die anderen Landshuter Klöster – aufgelöst wurde. Seligenthal jedoch wurde 1836 unter Ludwig I. von Bayern wiedererrichtet. Heute liegt die Anlage beinahe im Stadtzentrum.
Daneben existiert in Landshut noch das barocke Sankt-Joseph-Kloster der Ursulinen und der Bau für das Franziskanerinnenkloster. Sehenswert sind weiterhin einige ehemalige Klöster samt ihren Klosterkirche, zum Beispiel die frühbarocke Jesuitenkirche St. Ignatius in der Neustadt oder die Dominikanerkirche St. Blasius mit reicher Rokoko-Ausstattung und klassizistischer Schaufassade. Auch die mittelalterliche Theklakapelle und St. Sebastian wurden in der Barockzeit umgestaltet, während die kleine Rochuskapelle noch ihr ursprünglich spätgotisches Erscheinungsbild zeigt.
Zu den Klosteranlagen gehören das Dominikanerkloster, das heute die Regierung von Niederbayern beherbergt, das Heilig-Geist-Spital (heute Alten- und Pflegeheim), das bereits im 13. Jahrhundert mit Seligenthal vereinigt wurde, das Kapuzinerkloster, das Maria-Loreto-Kloster, das seit 2002 von der rumänisch-orthodoxen Kirche genutzt wird, sowie das Kloster Sankt Peter und Paul.

#### Profanbauten

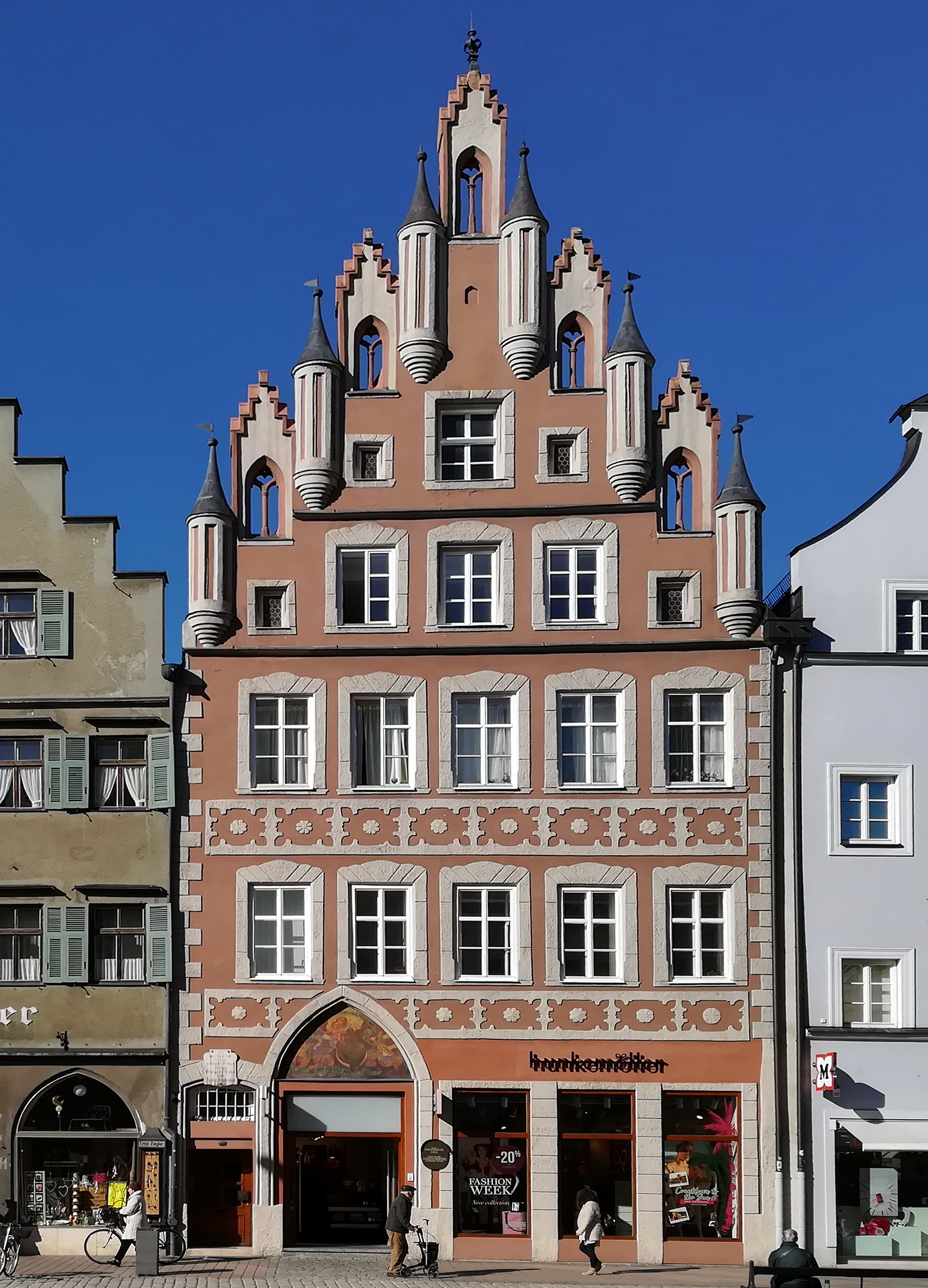
Gotisches Pappenbergerhaus

Inmitten der Altstadt befindet sich als wichtigster städtischer Profanbau auch das historische Rathaus mit seiner gotischen Fassade, dessen Ursprünge in das Jahr 1380 zurückreichen, als die Stadt das mittlere des heute aus drei Häusern bestehenden Verwaltungsgebäudes erwarb. Im architektgeschichtlich bedeutenden Rathausprunksaal sind seit 1880 Motive der Landshuter Fürstenhochzeit von 1475 zu sehen.
Als bekanntester Profanbau neben der Burg gilt jedoch die von 1536 bis 1543 errichtete Stadtresidenz Landshut in der Altstadt. Der von Ludwig X. in Auftrag gegebene Bau stellt den ersten Renaissancepalast nördlich der Alpen dar und wurde als Residenz der Wittelsbacher genutzt. Dem Deutschen Bau im Stil der damaligen Zeit zur Altstadt-Seite hin steht der dem Palazzo del Te nachempfundene Italienische Bau an der Rückseite des Gebäudes gegenüber.
Zahlreiche alte Wohn- und Geschäftshäuser befinden sich in der Altstadt genannten Hauptzeile der mittelalterlichen Stadt. Das gilt auch für die östlich parallel laufende Neustadt, an der unter anderen Altbauten das Palais Pfetten mit dem benachbarten Palais Königsfeld und das sogenannte Adelspalais liegen. Die aufwendig bemalte Fassade des Landschafts- oder Landständehauses in der Altstadt 28 reicht in das Jahr 1599 zurück. Im 16. Jahrhundert tagten hier die niederbayerischen Landstände. Neben den zahlreichen weiteren gotischen Häusern in der Altstadt ist auch das Mitte des 15. Jahrhunderts errichtete Haus zum Kronprinzen in der Altstadt 29 von besonderer historischer Bedeutung, das ab 1505 als herzogliches bzw. kurfürstliches Regierungsgebäude und später als Gasthaus diente.
Das um 1745 im Rokokostil erbaute Palais Etzdorf in der ebenfalls architektonisch interessanten Ländgasse ist eine ehemalige Residenz des gleichnamigen Adelsgeschlechtes nahe der Martinskirche. Das zu Beginn des 17. Jahrhunderts in der Schirmgasse ebenfalls nahe St. Martin erbaute Palais Pettenkofer ging ab 1870 als Hofbräuhaus Landshut in die Geschichte ein.
Am Ländtorplatz befindet sich das Stadttheater mit einer späten klassizistischen Fassade von 1841. In der Maximilianstraße befindet sich das ebenfalls spätklassizistische Gebäude der Regierung von Niederbayern.
Oberhalb der südlichen Altstadt an den Flanken des Hofbergs wurde 1839 das sogenannte Balsschlössl im Biedermeier-Stil erbaut, das ursprünglich als Bierkeller diente, später, als es zu Ehren Ottos I. in Ottonianum umbenannt wurde, als Internat für Realschüler. Heute ist dort die Jugendherberge der Stadt untergebracht.
Das Kriegerdenkmal wurde 1928 errichtet.

### Museen und Galerien
2007 belegte das Landshuter Stadtmuseum mehrere Zimmer der Residenz. Da die Dauerausstellung renovierungsbedürftig und die Platzverhältnisse beengt waren, wurde nach Auswegen für die Zukunft gesucht. Eine Ausweitung der Ausstellung in der Residenz sowie ein Museumsneubau wurden diskutiert. Bei einem Neubau wäre die Stadt zwar unabhängig vom Freistaat Bayern als Besitzer der Stadtresidenz gewesen, eine weitere Nutzung der Residenz würde aber die Landshuter Innenstadt stärken und hätte geringere Kosten. Nach etwa zehnjährigen Diskussionen einigten sich die Stadt Landshut und der Freistaat Bayern Ende 2007 darauf, die Residenz zu sanieren und darin ein Stadtmuseum einzurichten.
Auf der Burg Trausnitz wurde 2004 die „Kunst- und Wunderkammer“, eine Zweigstelle des Bayerischen Nationalmuseums, eröffnet. Die in die vier Bereiche Artificialia, Naturalia, Exotica und Scientifica gegliederte Ausstellung zeigt verschiedenste Exponate, die Wilhelm V., Sohn Herzog Albrechts V., seit Mitte des 16. Jahrhunderts gesammelt hatte. 1579 wurde sie mit der Sammlung seines Vaters vereinigt, die Exponate nach geschichtlicher Überlieferung getrennt und Wilhelms Ausstellungsstücke wieder auf die Burg Trausnitz zurückgebracht.
Ein drittes bedeutendes Museum in Landshut ist das 1998 eröffnete Koenigmuseum (bis 2018 „Skulpturenmuseum im Hofberg“). Der Bau wurde unterhalb des Hofbergs und der Burg Trausnitz in der Nähe zum gotischen Stadtzentrum angelegt. Die Nordseite des Museums wird von der historischen Stadtmauer begrenzt. Der Rest des Baus ist fast vollständig unterirdisch gelegen. In alternierendem Turnus werden verschiedene Ausstellungsstücke der Stiftung Fritz und Maria Koenig gezeigt, die zahlreiche Werke des Bildhauers Fritz Koenig oder eine bedeutende Sammlung afrikanischer Kunst beinhalten.
Im Alten Franziskanerkloster wurde das Museum im Kreuzgang eingerichtet, in dem seit 1999 regelmäßig Ausstellungen zur Landshuter Kunst- und Kulturgeschichte stattfinden.
Die zwischen 1407 und 1461 errichtete Heilig-Geist-Kirche dient nach einer tiefgreifenden Sanierung, die im Jahr 1998 abgeschlossen wurde, als Gebäude für verschiedenste sakrale Ausstellungen, wie zum Landshuter Bildhauer Hans Leinberger.
Schließlich bestehen in Landshut auch noch zahlreiche Galerien: Der in den 1990er-Jahren von Grund auf renovierte, zur ehemaligen Befestigungsanlage der Stadt gehörende Röcklturm wird für Wechselausstellungen der Stadt Landshut genutzt und ist weiterhin Ort des Literaturcafés. Des Weiteren gibt es die Neue Galerie im gotischen Stadel auf der Mühleninsel, die Kunstkreisgalerie, die Galerie Rose, die Litvaigalerie für Fotografie, die Städtische Galerie Rochuskapelle im 1497 errichteten Sakralbau am Orbankai sowie die Große und Kleine Rathausgalerie und das Rathausfoyer im historischen Rathaus als Ausstellungsflächen.
Der Kunstverein Landshut e.V. nimmt seit seiner Gründung 1970 einen wichtigen Platz in der Landshuter Kulturszene ein. Er hat inzwischen 230 Mitglieder (Stand: Februar 2025), etwa ein Fünftel davon sind aktive, bildende Künstler. Vor allem durch sein anspruchsvolles Ausstellungsprogramm erwarb sich der Kunstverein Landshut einen sehr guten Ruf weit über die Grenzen Ostbayerns hinaus. Das Programm stellt eine gewählte Jury zusammen. Es werden pro Jahr mindestens 9 Ausstellungen ausgerichtet. Eine davon ist die jurierte Mitgliederausstellung am Jahresende, zu der jeweils ein Katalog herausgegeben wird. Wichtig zu erwähnen ist die Zusammenarbeit mit anderen Kunstvereinen bzw. Kunstinstitutionen, denn der Kunstverein Landshut ist Mitglied in der Arbeitsgemeinschaft deutscher Kunstvereine.
Seit 2014 gibt es im Alten Franziskanerkloster das KASIMIRmuseum, das erste Jugend- und Kindermuseum der Stadt Landshut. Neben den Themenräumen „Archäologie zum Anfassen“ und „Landshuter Hochzeit“ gibt es einiges über den Bau der Martinskirche zu entdecken, zahlreiche Landshuter und bayerische Löwen sowie Werke von Marlene Reidel.

### Parks und Erholungsgebiete

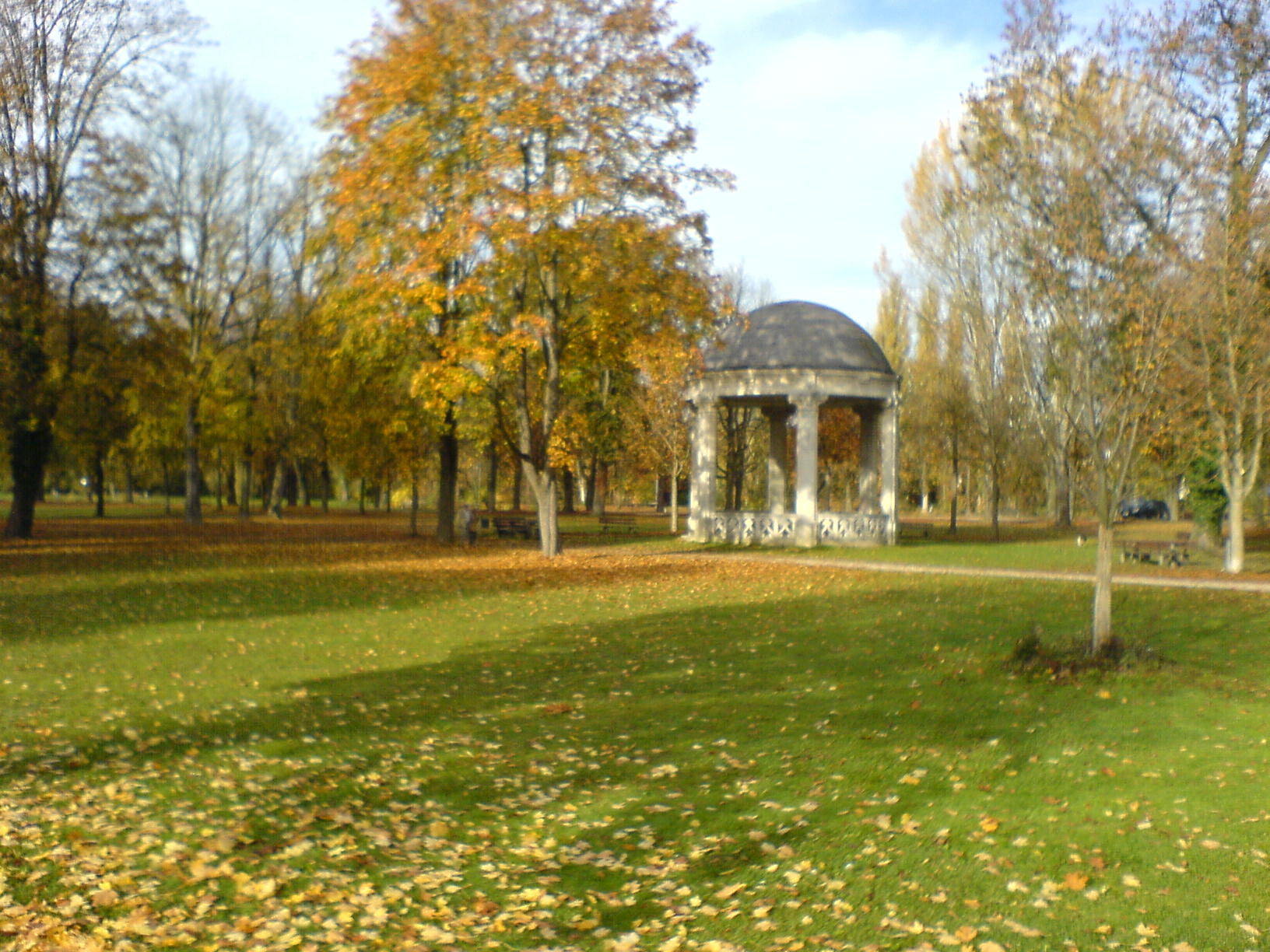
Pavillon im Park an der Wittstraße

Alle Parkanlagen und Grünflächen der Stadt zusammen nehmen eine Fläche von 235 Hektar ein. Die zentrale Parkanlage der Stadt Landshut ist der nur sechs Hektar große Stadtpark der zu Ehren des ehemaligen Oberbürgermeisters Albin Lang in Albin-Lang-Stadtpark umbenannt wurde. Die Anlage wird durch die Luitpoldstraße in zwei große Parks geteilt. Während der östliche Bereich bis an die Kleine Isar reicht, nimmt sich der westliche Bereich die großzügig bemessene Fläche südlich des Klinikums ein.
Die westliche Spitze der Mühleninsel wurde – aufgrund der Nähe zu mehreren Wasserläufen – über viele Jahrhunderte von verschiedenen Mühlen dominiert. Mitte des 20. Jahrhunderts schließlich existierte mit der Rosenmühle hier noch einer der besagten Betriebe. Weil einem geplanten Ausbau aus infrastrukturellen und städtebaulichen Gründen nicht zugestimmt wurde, erfolgte im Jahr 1977 eine komplette Verlegung der Firma ins nahe gelegene Ergolding. Die daraus entstandenen Freiflächen wurden in den darauf folgenden Jahren zu den größten Grünflächen der Stadt mit zahlreichen Rad- und Fußwegen, die die Innenstadt mit dem Stadtpark verbinden, umgestaltet und sind unter der Bezeichnung Erholungspark Mühleninsel zusammengefasst.
Die Flutmulde Landshut ist Teil des Hochwasserschutzkonzeptes der Stadt Landshut und stellt eine der größten Parkanlagen der niederbayerischen Hauptstadt dar. Die insgesamt sieben Kilometer lange Schneise wurde im Jahr 1955 fertiggestellt und bewahrt das Stadtzentrum mit der Großen und Kleinen Isar vor Überflutung bzw. zu hohen Pegelständen, weil bei Hochwassergefahr überschüssiges Wasser der Isar in die Flutmulde geleitet wird, die bis zu 400 Kubikmeter Wasser pro Sekunde aufnehmen kann. Zu normalen Zeiten führen neben einem von Bäumen flankierten Bachlauf Wanderwege durch die das ganze nördliche Stadtgebiet durchziehende Schneise.
Auf dem Hofberg in direkter Nähe zur Burg Trausnitz befindet sich mit dem Hofgarten eine der ältesten Parkanlagen Bayerns. Auf einer Fläche von über 27 Hektar diente sie schon den frühen Landshuter Herzögen als Erholungsgebiet. Zusammen mit dem daneben angrenzenden Herzogsgarten nimmt der Hofgarten beinahe den gesamten Hofberg ein und gehören zu den wichtigsten Grünanlagen der Stadt.
Zu guter Letzt sei noch das außerhalb des dicht bebauten Stadtzentrums gelegene Naherholungsgebiet Gretlmühle genannt. Das vom Stadtzentrum etwa sieben Kilometer isarabwärts liegende Erholungszentrum besteht aus knapp 290.000 m² an Wasserflächen; dazu gehört ein Windsurfsee sowie mehrere Badeseen. Die Gesamtfläche des Gebiets, zu dem groß angelegte Liegewiesen genauso wie Auwälder gehören, beträgt 526.000 m².

### Regelmäßige Veranstaltungen (Auswahl)

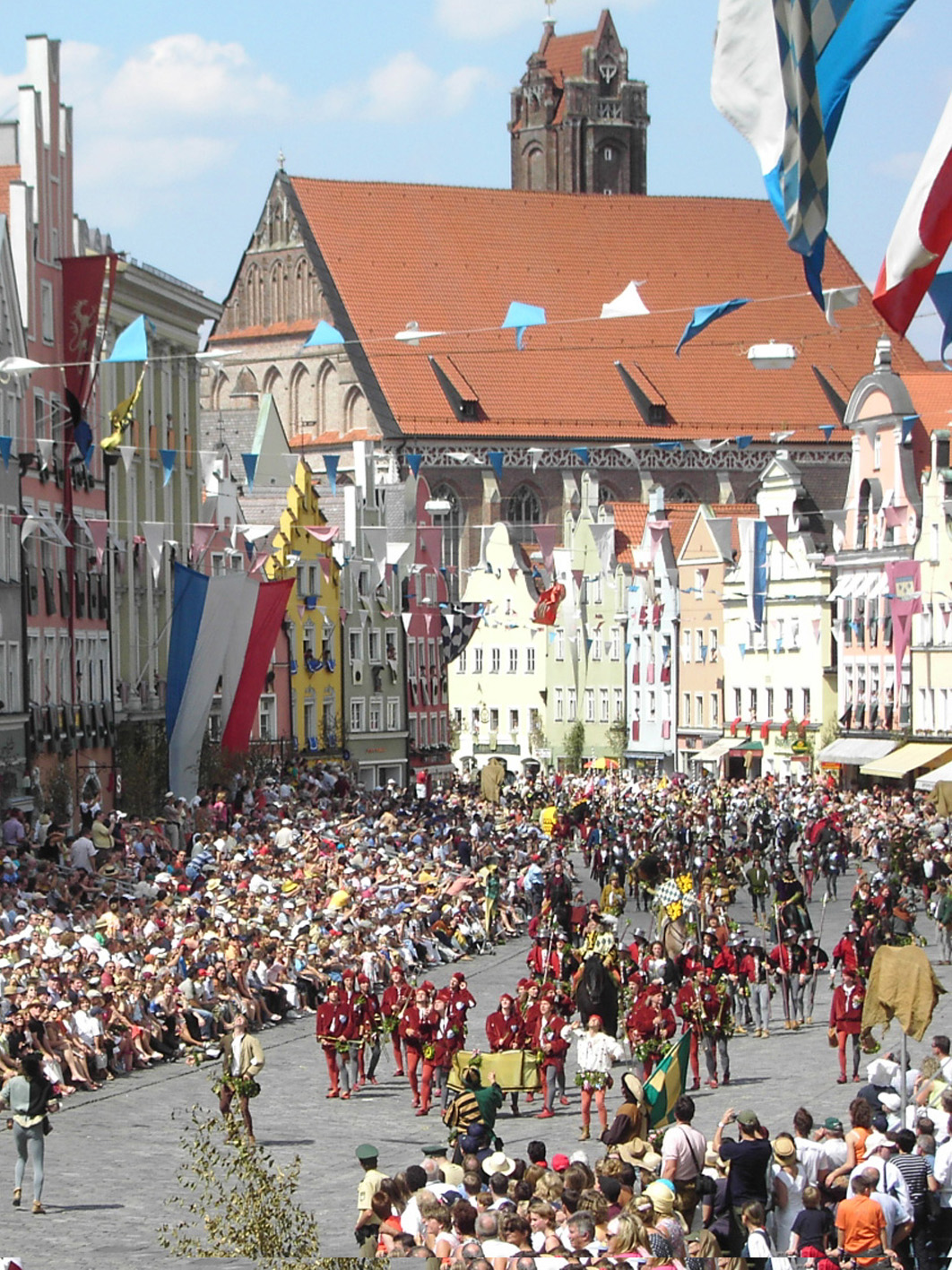
Der Hochzeitszug in der Altstadt, im Hintergrund die Heilig-Geist-Kirche

Zweifellos die bedeutendste regelmäßige Veranstaltung in der Stadt ist die Landshuter Hochzeit, die zu den größten historischen Festspielen Europas gehört. Geschichtlicher Hintergrund der für gewöhnlich dreiwöchigen Veranstaltung ist die Heirat von Herzog Georg dem Reichen und Hedwig Jagiellonica aus dem Jahr 1475. Damals sollen mehrere Zehntausend Menschen in Landshut gefeiert haben, zu deren Verköstigung 320 Ochsen, je weit über anderthalb Tausend Schafe und Lämmer, etwa 500 Kälber und etwa 40.000 Hühner benötigt wurden. Nachdem Münchner Künstler 1880 im Rathaus Szenen aus der damaligen Prunkhochzeit malten, wurden die Stadtbewohner davon so inspiriert, dass sie beschlossen, den damaligen Festakt ab 1903 jährlich wieder aufzuführen. Veranstalter des nunmehr alle vier Jahre stattfindenden Festes ist der 1902 gegründete Verein „Die Förderer“. Höhepunkt der Festivitäten ist der traditionelle Hochzeitszug durch die Altstadt, der 2005 jeweils über 100.000 Besucher anlockte; insgesamt wurden weit über 500.000 Zuschauer gezählt.
Von überregionaler Bekanntheit sind auch die Landshuter Hofmusiktage, die erstmals im Jahr 1982 in Landshut stattfanden. Das alle zwei Jahre stattfindende Europäische Festival für Alte Musik war in den 1980er Jahren das erste Festival für Alte Musik – anfangs vornehmlich aus der Gotik, der Renaissance und dem Frühbarock – und setzte folglich Impulse für den Rest Europas. 1996 bezeichnete sie Roman Herzog sogar als „eines der innovativsten deutschen Musikfestivals“. In den letzten Jahren wurde versucht, auch modernere Musik mit einzubauen. Die anfangs revolutionäre Musikveranstaltung wurde wegen des großen Erfolgs mittlerweile in zahlreichen anderen Städten, wie Regensburg, in ähnlicher Weise veranstaltet.
Eine weitere zu Beginn des 21. Jahrhunderts zu Berühmtheit gelangte Veranstaltung ist das Gartenfestival auf der Burg Trausnitz. Die jährlich stattfindende Verkaufsausstellung feierte im Jahr 2001 ihr Debüt. Jedes Jahr steht die meist viertägige Veranstaltung unter einem anderen Motto, zum Beispiel „Urlaub im Garten“ (2006) oder „Junges Gemüse und duftende Schönheiten“ (2007). Insgesamt präsentieren inzwischen über 130 Aussteller ihre Beiträge auf dem Schlossgelände, das jährlich über 30.000 Besucher anlockt (Stand im Jahr 2020).
Jährlich im März findet das Landshuter Kurzfilmfestival statt, das erstmals im Jahr 2000 in der Dreihelmenstadt abgehalten wurde. Damals wurden 12 Filme vor insgesamt 300 Zuschauern gezeigt. Im Jahr 2006 waren 600 Filme angemeldet und vor einem Gesamtpublikum von 3000 Personen wurden davon 134 Kurzfilme gezeigt. In diesem Zusammenhang ist auch Jugend filmt, ein jährlich Ende Juni abgehaltenes Filmfest, auf dem Werke von jungen Regisseuren (bis 24 Jahre) gezeigt werden. Abgehalten wird der Tag seit 1997 jährlich in der Volkshochschule Landshut.
Großer Bekanntheit erfreuen sich auch die Landshuter Literaturtage. Die Geschichte der jährlich knapp zehntägigen Veranstaltung reicht bis in das Jahr 1996 zurück. Ziel der vom damaligen Oberbürgermeister Josef Deimer initiierten Literaturtage war, die Landshuter Stadtgeschichte einem breiten Publikum auf abwechslungsreiche Weise zugänglich zu machen. Dieses Vorhaben wurde schließlich unter Einbringung von Musik, bildender Kunst und Theater in die Literatur realisiert. Jedes Jahr wird der Themenschwerpunkt auf einen bestimmten Autor gelegt, der in irgendeiner Weise mit der Stadt verknüpft ist, wie Bettina von Arnim, Lena Christ oder Ludwig Thoma.
Zu den beliebtesten jährlichen Veranstaltungen gehören zwei Volksfeste, zwei Wochen nach Ostern die Frühjahrsdult und die Bartlmädult im August. Diese gehören zu den eher beschaulichen Volksfesten in Bayern und werden von der Besucherzahl her gesehen niederbayernweit vom Gäubodenvolksfest (in Straubing), dem Gillamoos (in Abensberg) sowie vom Karpfhamer Fest (in Bad Griesbach) überboten. Jedoch können beide Veranstaltungen auf eine sehr lange Geschichte zurückblicken. Die nachweislich erste Bartlmädult, die ihren Namen nach dem St.-Bartolomäus-Tag am 24. August trägt, fand im Jahr 1339 statt und wurde von Herzog Heinrich d.A. für den neu errichteten Stadtteil Freyung gestiftet. Das genaue Ursprungsjahr der Frühjahrsdult ist dagegen nicht bekannt; aber es ist überliefert, dass es im Zusammenhang mit der 1386 geweihten Dominikanerkirche in Verbindung steht. Schon bald nach den voneinander unabhängigen Gründungen vermischten sich jedoch die Einflüsse. Heute werden beide Dulten auf der Grieserwiese, dem größten zentrumsnahen Landshuter Festplatz, abgehalten.
Jährlich zur Adventszeit findet der Landshuter Christkindlmarkt statt, früher noch in der Freyung vor der Jodokskirche, nunmehr auf der Ringelstecherwiese, der sich beinahe auf den ganzen Dezember erstreckt. Parallel dazu wird seit dem Jahr 1999 der Landshuter Krippenweg veranstaltet. Dabei werden im gesamten Innenstadtgebiet zahlreiche historische Krippen ausgestellt, die jedes Jahr etwa 50.000 Menschen anziehen (Stand 2003).
Daneben gibt es in der Stadt an der Isar noch zahlreiche weitere regelmäßige Veranstaltungen, die sich immer größerer Beliebtheit erfreuen. Dazu gehören unter anderem das Musikfestival Rock in der Villa, das jedes Jahr im Jugendzentrum Poschinger Villa abgehalten wird, und die Nacht der blauen Wunder, in der in zahlreichen Bars, Pubs und Restaurants im ganzen Stadtgebiet Musikgruppen zu hören sind. Letztere Veranstaltung findet zeitversetzt auch in Wasserburg und in Bad Tölz statt. Zu nennen sind außerdem noch die Altbayerische Antiquitätenwoche sowie das Afrikafest.

### Film und Theater

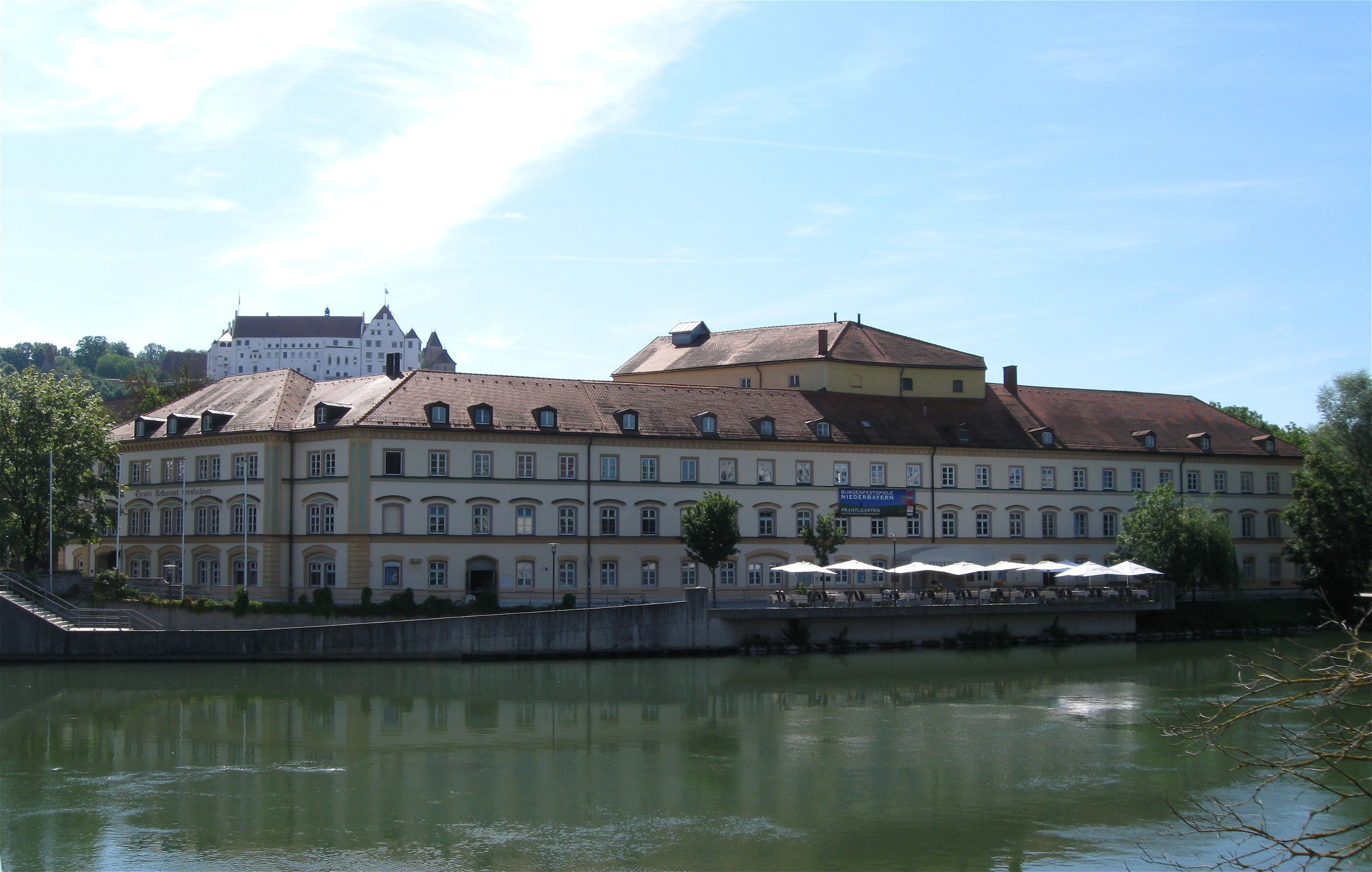
Landestheater

Das Stadttheater im Bernlochner-Komplex dominiert die Theaterwelt von Landshut. Seine Geschichte reicht bis ins 19. Jahrhundert zurück: Im Jahr 1841 wurde der Hotel- und Theaterbau direkt neben der Isar nach Plänen von Johann Baptist Bernlochner fertiggestellt. Nach Ende der NS-Zeit beschloss die Stadt Landshut 1947 den Schauspielbetrieb wieder aufzunehmen. Knapp fünf Jahre später, 1952, schloss sich das Theater in Landshut mit den Schauspielhäusern in Passau und Straubing unter Einbindung des Bezirks Niederbayern zum Niederbayerischen Städtetheater zusammen, das seitdem unter dem Namen Landestheater Niederbayern bekannt ist. In Landshut befindet sich der Sitz der Schauspielabteilung.
Daneben gibt es in Landshut das kleine theater – Kammerspiele Landshut. 1992 gründete Intendant Sven Grunert und sein Ensemble zusammen mit der Stadt Landshut und dem Trägerverein das zweite Theater für die Stadt Landshut und die Kulturregion Niederbayern. Einladungen auf nationale und internationale Theaterfestivals folgten unter anderem nach Zagreb, Luxemburg, Sibiu, Leipzig und München. 1996 beschloss der Kultur- und Bausenat, den Rottenkolberstadl für die Zwecke des Kleinen Theaters zu sanieren. 1999 wurde der Neubau mit der Anerkennung des deutschen Architekturpreises ausgezeichnet. 2007 wurde die Inszenierung Glückliche Tage von Beckett, zusammen mit der Berliner Schaubühne nach Bukarest auf das 17. nationale Theaterfestival eingeladen. Neben diesen beiden professionellen Theatereinrichtungen gibt es in Landshut noch mehrere weitere Theaterlaienspielgruppen, wie das Theater Nikola sowie das Hofberg Theater.
Das Jahr 2003 stellte einen Meilenstein im Bereich der Landshuter Film- und Kinogeschichte dar: Die vorher über das gesamte Gebiet der Altstadt verteilten insgesamt acht Kinosäle wurden bis 2005 ausnahmslos geschlossen, als im 2001 errichteten City Center Landshut Ende 2003 ein großes Multiplex-Kino des Kinopolis-Konzerns eröffnet wurde. Es besteht aus insgesamt elf Kinosälen und bietet insgesamt mehr als 1500 Zuschauern Platz.
Als Gegenpol zum Kinopolis Landshut fungiert das Programmkino Kinoptikum, das vom 1970 gegründeten Filmzentrum e. V. ehrenamtlich betrieben wird. Das Kino, das Platz für 55 Zuschauer bietet, befindet sich seit 1977 am Nahensteig nahe der Altstadt. Gezeigt werden aktuelle Arthouse-Filme sowie künstlerisch wertvolle, außergewöhnliche und filmhistorisch interessante Filme. Der Verein veranstaltet darüber hinaus jeden Sommer Open-Air-Kino in der Stadtresidenz und am Skulpturenmuseum.
Seit 1999 findet in der Stadt regelmäßig das in den Kultursparten der Medien beachtete Landshuter Kurzfilmfestival statt.
Seit 2002 dient die Stadt als Kulisse und Drehort für die Serie Um Himmels Willen.
Die Burg Trausnitz diente als Drehort für 1½ Ritter – Auf der Suche nach der hinreißenden Herzelinde.
Die Filmreihe von Franz Eberhofer wurde teils auch in Landshut gedreht.
Der Film Club der einsamen Herzen (2019) wurde in Landshut gedreht.

### Schutzgebiete
Im Stadtgebiet gibt es ein Naturschutzgebiet, elf Landschaftsschutzgebiete, drei FFH-Gebiete und mindestens fünf vom Bayerischen Landesamt für Umwelt ausgewiesene Geotope (Stand März 2017).

### Sport

#### Leistungssport

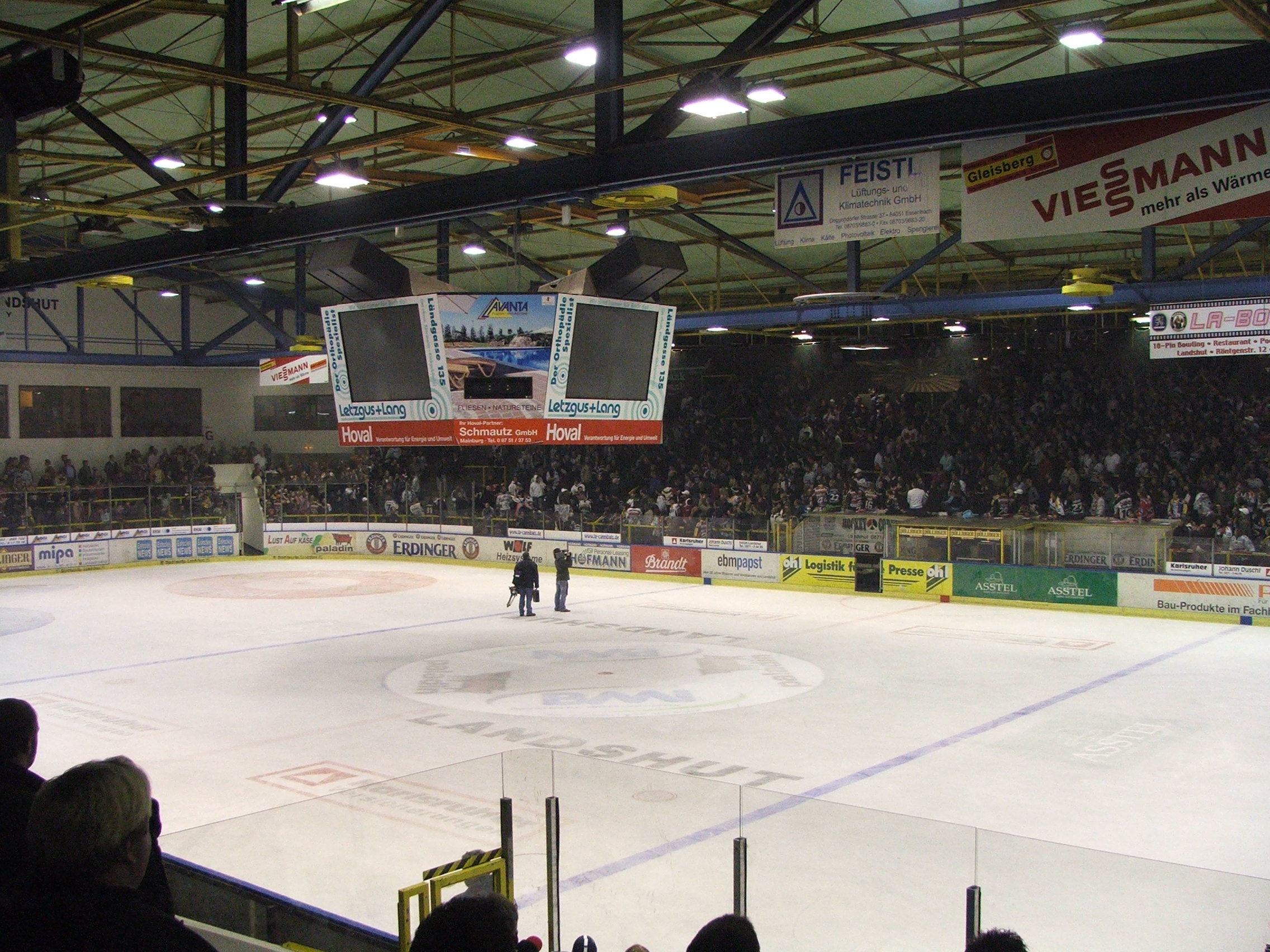
Fanatec Arena

Die mit Abstand wichtigste Sportart im Profibereich ist Eishockey. Landshut gehört zu den traditionsreichen bayerischen Eishockeystädten. Die historischen Wurzeln des Eissports in Landshut reichen bis in die 1930er Jahre zurück, als 1934 in der Stadt eine Privatmannschaft gegründet wurde, aus der im Jahr 1948 der Eislaufverein Landshut hervorging. Dessen Profimannschaft konnte 1970 und 1983 den Meistertitel der Eishockey-Bundesliga erringen, und er war Gründungsmitglied der seit 1994 bestehenden Deutschen Eishockey Liga. Wegen finanzieller Schwierigkeiten verkaufte der Verein seine DEL-Lizenz im Frühjahr 1999 und setzte den Spielbetrieb in der Oberliga fort, bis er 2002 in die 2. Bundesliga aufstieg. Große Anerkennung erfährt der Verein wegen seiner Jugendarbeit, die oftmals als die beste Deutschlands bezeichnet wird und Eishockeylegenden wie Alois Schloder und Erich Kühnhackl und jüngere Talente wie Marco Sturm hervorbrachte. Seine Heimspiele trägt der Verein in der VR-Bank Landshut Arena aus, die als Landesleistungszentrum für Eishockey fungiert.
Ein weiteres Aushängeschild des Leistungssports in Landshut ist der Automobilclub Landshut im Bereich des Bahnsports, vor allem im Speedway. Der AC Landshut wurde zwischen 1977 und 2000 insgesamt elfmal deutscher Meister und ist damit das erfolgreichste Team der Speedway-Bundesliga. Nach fünf Jahren in niedrigeren Ligen tritt der traditionsreiche Verein seit der Saison 2007 wieder in der Ersten Liga an. Die Heimrennen werden allesamt im 1975 eingeweihten Speedwaystadion Ellermühle, das mit einer Kapazität von über 20.000 Plätzen eines der größten Stadien seiner Art in Deutschland ist und darin auch ein Fahrübungsgelände des ADAC gebaut wurde.
Neben diesen beiden deutschlandweit bekannten Vereinen finden auch andere Sportarten in Landshut große Beachtung: Im Bereich Fußball gibt es die SpVgg Landshut, die dreimal am DFB-Pokal teilnahm, 1986 bayerischer Meister wurde und ihre Heimspiele im nahe dem Eisstadion – zum Sportzentrum West gehörenden – Hammerbachstadion mit 10.000 Zuschauerplätzen austrägt. Die Spielvereinigung ist der erfolgreichste Fußballclub des Regierungsbezirks. Ein zweiter bekannter Fußballverein, der daneben in anderen Sportarten aktiv ist, ist der ETSV 09 Landshut, in der 1978/79 am DFB-Pokal teilnahm. Im Basketball spielten die Herren der TG Landshut in der Saison 1995/96 in der Basketball-Bundesliga. Die TG Landshut ist auch im Handball aktiv und spielt seit 2010 in der Bayernliga. In der Sportart Faustball nimmt die Frauenmannschaft der TG Landshut seit 2009/10 (Hallensaison) bzw. 2010 (Feldsaison) an der 2. Bundesliga teil.

#### Breitensport
Bis zum Jahr 1975 gab es im gesamten Stadtbereich keine einzige Dreifachturnhalle, was das damalige Nischendasein der Breitensports hervorhebt. Ab diesem Zeitpunkt wurde in der Stadt massiv in den Sport investiert: In nur zehn Jahren wurden zum Beispiel 17 Halleneinheiten errichtet. Den Schlusspunkt dieses finanziell aufwändigen Projekts markierte die Eröffnung des Sportzentrums West. Für umgerechnet rund 19 Millionen Euro wurde bis 1984 das Projekt, auf dem bis heute die Spielvereinigung sowie die Turngemeinschaft beheimatet sind, und dessen Zentrum das Hammerbachstadion darstellt, errichtet. Die damaligen Investitionen wirken sich bis heute positiv auf die Sportlandschaft der Stadt aus: Heute (2004) gibt es in Landshut 72 Sportvereine mit einer Gesamtmitgliederzahl von 29.500 Menschen. Bekannte Veranstaltungen für den Breitensport sind zum Beispiel die Blade Night oder die Tour de LA durch die Landshuter Altstadt.

## Persönlichkeiten

### 1. Bürgermeister bzw. Oberbürgermeister von Landshut
- Josef Haarbeintner (1818–1824)
- Karl Sigmund Lorber (1824–1845)
- Max Harhammer (1845–1864)
- Gustav Gehring (1864–1892)
- Otto Marschall (1892–1918)
- Josef Herterich (1918–1933)
- Karl Vielweib (1933–1944, 1943 bis Kriegsende vertreten durch Rechtsrat Josef Uhlmann)
- Hugo Wittmann (1945)
- Felix Meindl (1945)
- Hans Dietzsch (1945–1946)
- Josef Gallmeier (1946–1948)
- Albin Lang (1948–1970)
- Josef Deimer (1970–2004)
- Hans Rampf (2004–2016)
- Alexander Putz (seit 2017)

### Ehrenbürger
Seit 1829 wurde 46 Personen die Ehrenbürgerschaft verliehen.

## Sonstiges
Seit Herbst 2008 ist die Stadt Mitglied im Verein Deutsche Sprache.
Im Jahr 1977 wurde die Stadt durch die Entführung des Flugzeugs „Landshut“ international wahrgenommen. Im Andenken an den von den Terroristen ermordeten Piloten Jürgen Schumann wurde im Stadtteil West eine Straße nach ihm benannt.